# Guerra do Pacífico
A Guerra do Pacífico, as vezes chamada de Guerra Pacífico-Asiática, foi um dos teatros de operações da Segunda Guerra Mundial, travado no Pacífico e na Ásia Oriental. A luta aconteceu em diversas áreas, como no sudoeste do Pacífico, sudeste da Ásia e na China (incluindo a Guerra Soviético-Japonesa de 1945).
A Segunda Guerra Sino-Japonesa entre a República da China e o Império do Japão já estava em progresso desde julho de 1937, com a origem das hostilidades podendo ser traçada até setembro de 1931, quando os japoneses invadiram a Manchúria. Contudo, a data exata de consenso, segundo os historiadores, para o começo da Guerra do Pacífico é 7/8 de dezembro de 1941, quando o Japão invadiu a Tailândia e atacou as possessões britânicas da Malásia, Singapura e Hong Kong, além das bases militares americanas no Havaí, na Ilha Wake, em Guam e nas Filipinas.
A Guerra do Pacífico viu as Forças Aliadas na Ásia travarem uma guerra total contra o Império do Japão (sendo este apoiado por Estados clientes e pelas Potências do Eixo, como a Alemanha e Itália). A guerra foi encerrada após os bombardeamentos com armas atômicas nas cidades japonesas de Hiroshima e Nagasaki, além da grande campanha de bombardeios aéreos contra o Japão perpetrados pelas Forças Aéreas do Exército dos Estados Unidos, acompanhado pela invasão soviética da Manchúria em 8 de agosto de 1945, resultando no anúncio de que o governo japonês havia aceitado os termos de rendição dos Aliados, em 15 de agosto de 1945. 
A rendição formal e oficial do Japão aconteceu abordo do couraçado USS Missouri na baía de Tóquio, a 2 de setembro de 1945. Após a derrota, o imperador japonês teve que abrir mão de praticamente toda a sua autoridade sobre o Estado e o povo, assim como seu status divino instituído pela "Diretriz Xintoísta".

## Visão geral

### Nomes atribuídos ao conflito

Mapa político da região pacífico-asiática, em 1939.

No curso do conflito, em países Aliados, "a Guerra do Pacífico" não era normalmente distinguida da Segunda Guerra Mundial em geral, ou era simplesmente chamada de Guerra contra o Japão. Nos Estados Unidos, o termo Teatro do Pacífico era amplamente usado, embora este tenha sido um tanto inapropriado em relação a campanha britânica na Birmânia, a guerra na China e outras atividades no Teatro de Operações do sudeste do Pacífico.
O Japão usava o termo Grande Guerra da Ásia Oriental (大東亜戦争, Dai Tō-A Sensō), conforme escolhido por uma decisão de gabinete em 10 de dezembro de 1941, para se referir tanto ao conflito com os Aliados Ocidentais quanto a guerra com a China. Este nome foi usado pela primeira vez para o público em 12 de dezembro, com a explicação de que envolvia nações asiáticas buscando suas respectivas independências das potências Ocidentais através das forças armadas da Esfera de Coprosperidade da Grande Ásia Oriental. Oficiais japoneses integraram o que eles chamavam de Incidente Japão–China (日支事変, Nisshi Jihen) na "Grande Guerra da Ásia Oriental".
Durante a ocupação militar americana do Japão (1945–52), estes termos japoneses foram proibidos de serem emitidos em documentos oficiais, embora seu uso informal tenha permanecido e o nome do conflito tenha oficialmente virado "Guerra do Pacífico" (太平洋戦争, Taiheiyō Sensō). No Japão, o termo Guerra dos Quinze Anos (十五年戦争, Jūgonen Sensō) também é usado, se referindo ao período do Incidente de Mukden de 1931 até 1945.

### Participantes

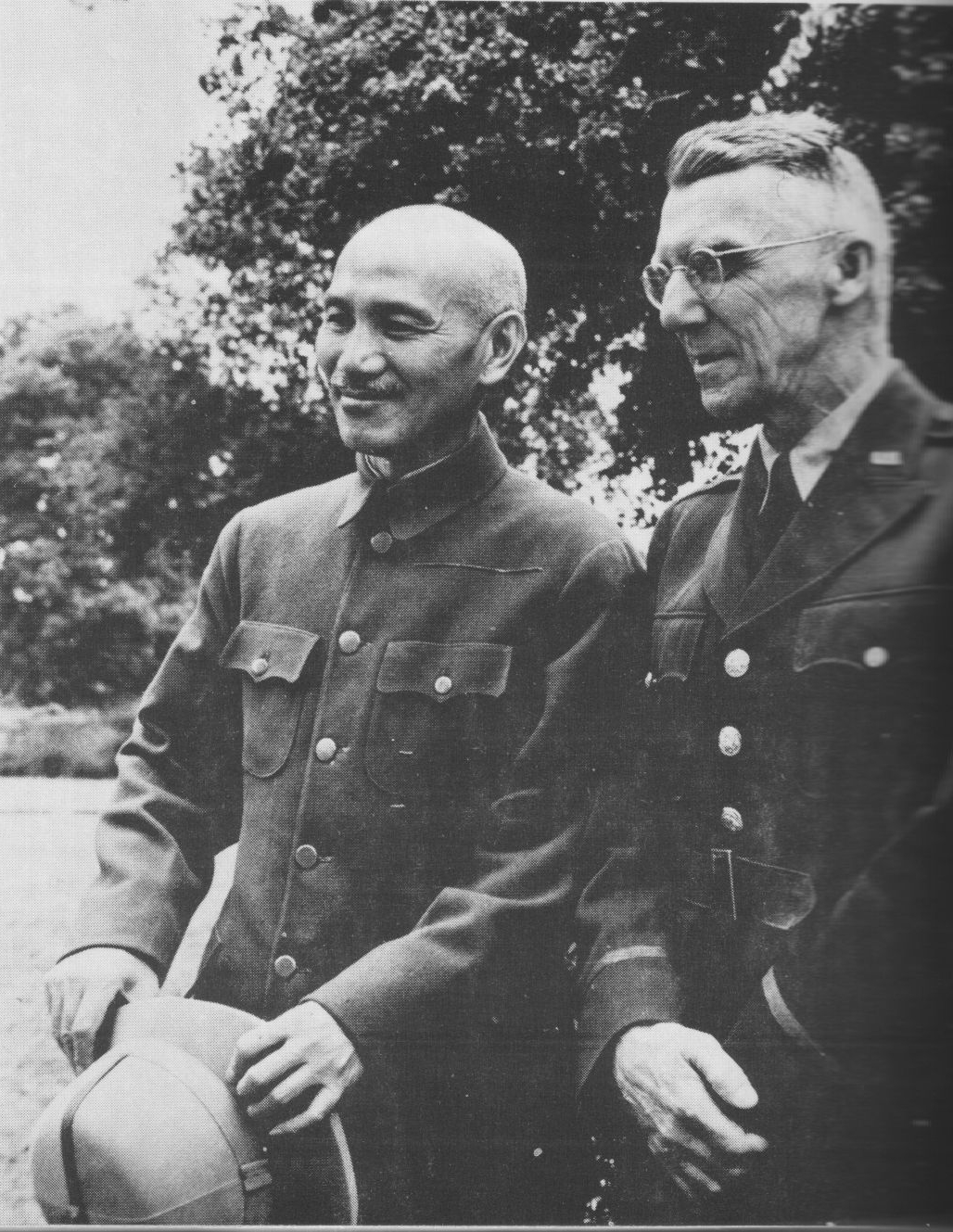
O generalíssimo Chiang Kai-shek e o general Joseph Stilwell, comandante-em-chefe das forças Aliadas no teatro de operações da China, entre 1942 e 1945.

As Potências do Eixo que apoiaram diretamente o Japão incluiu o governo autoritário da Tailândia, que se aliou aos japoneses em 1941, quando as tropas imperiais já estava invadindo a península do sul. O "exército Phayap" tailandês enviou combatentes para a invasão e ocupação do norte da Birmânia, que antigamente era território da Tailândia, anexada pelos britânicos anos antes. Estados fantoches dos japoneses também os apoiaram, como Manchukuo e Mengjiang (que consistia dos territórios da Manchúria e partes da Mongólia Interior respectivamente), e os colaboracionistas do Governo de Nanquim, liderado por Wang Jingwei (que controlava boa parte da região costeira da China).
A política oficial do governo dos Estados Unidos era que a Tailândia não era aliada do Eixo e não havia um estado de guerra entre os americanos e os tailandeses. A política dos Estados Unidos desde 1945 foi tratar a Tailândia não como um país inimigo, mas sim como uma nação que foi chantageada pelos japoneses a lutar, até ser ocupada pelos mesmos. A Tailândia foi tratada pelos americanos como um país ocupado pelas forças do Eixo, tal como a Bélgica, a Tchecoslováquia, a Dinamarca, a Grécia, a Noruega, a Polônia e os Países Baixos.
O Japão alistou a força milhares de cidadãos de suas colônias, como a Coreia e Ilha de Formosa (Taiwan). Em menor nível, algumas tropas da França de Vichy, do Exército Nacional Indiano e do Exército Nacional da Birmânia também estavam ao lado dos japoneses no Pacífico. Unidades de colaboradores de Hong Kong, Filipinas, Birmânia, Guiné, Malásia, Bornéu, Mongólia e da Indochina e até do Timor ajudaram no esforço de guerra japonês.
A Alemanha Nazista e a Itália Fascista, embora aliados dos japoneses, tiveram envolvimento bem limitado na Guerra do Pacífico. As marinhas alemã e italiana operaram submarinos e navios mercadores armados nos oceanos Índico e Pacífico. Os italianos tinham acesso a "concessões territoriais" na costa da China, enquanto os alemães não tinham. Após o ataque a Pearl Harbor e a subsequente declaração de guerra, ambas as marinhas ganharam acesso as bases navais japonesas.
As principais Potências dos Aliados no Pacífico eram os Estados Unidos, a República da China, o Reino Unido (incluindo tropas coloniais da Índia britânica, as Ilhas Fiji, Samoa, etc.), a Austrália, o Commonwealth das Filipinas, a Holanda (como dona das Índias Orientais Holandesas e do oeste de Nova Guiné), a Nova Zelândia e o Canadá, todos membros do Conselho de Guerra do Pacífico. México, tropas remanescentes da França Livre e vários outros países também deram apoio militar, especialmente das colônias britânicas.
A União Soviética travou dois conflitos de fronteira com o Japão em 1938 e 1939, ficando depois neutra no conflito no Pacífico até agosto de 1945, quando oficialmente juntou forças com os Aliados e invadiu o território de Manchukuo, no norte da China, além da região da Mongólia Interior, e o protetorado japonês da Coreia e a ilha de Sakhalin.

### Teatros de Operação

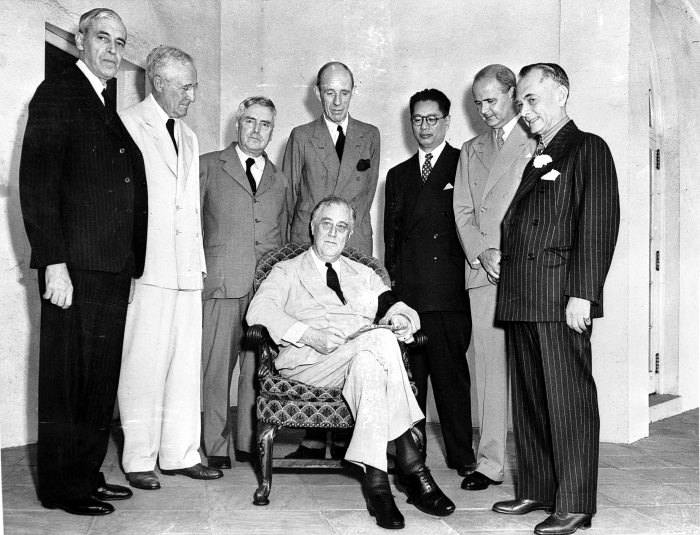
O Conselho da Guerra do Pacífico fotografado em 12 de outubro de 1942. Representantes do Estados Unidos, China, Reino Unido, Austrália, Canadá, Holanda, Nova Zelândia e Filipinas.

Entre 1942 e 1945, havia quatro áreas de conflito na Guerra do Pacífico: na China, o Pacífico Central, o Sudeste da Ásia e o Sudoeste do Pacífico. Fontes dos Estados Unidos se referem a duas frentes de batalha na guerra na Ásia: o Teatro do Pacífico e o Teatro da China-Birmânia-Índia (CBI).
No Pacífico, os Aliados dividiram o controle operacional entre suas forças em dois comandos supremos, conhecidos como Área do Oceano Pacífico e Área do Sudoeste do Pacífico. Em 1945, por um período breve antes da rendição do Japão, a União Soviética e a Mongólia lançaram uma invasão contra a Manchúria e o nordeste da China, que na época estavam ocupadas por militares japoneses.

## Contexto histórico

### Conflito entre a China e o Japão
Em 1937, o Japão controlava a Manchúria e estava pronto para fazer ainda mais avanços na China. O incidente da Ponte Marco Polo, em 7 de julho de 1937, provocou uma nova guerra total entre chineses e japoneses. Os Nacionalistas e os Comunistas chineses suspenderam sua guerra civil para formar uma aliança nominal contra o Japão; a União Soviética rapidamente deu seu apoio ao fornecer enormes quantidades de material para as forças chinesas. Em agosto de 1937, o generalíssimo Chiang Kai-shek mandou suas melhores tropas para enfrentar cerca de 300 000 soldados japoneses na Batalha de Xangai, mas, após três meses de intensos combates, a cidade caiu. O Japão continuou a forçar o recuo das tropas chinesas, capturando a capital Nanquim em dezembro de 1937, cometendo um grande massacre logo em seguida. Em março de 1938, as forças nacionalistas chinesas conquistaram sua primeira grande vitória na batalha de Tai'erzhuang. Contudo, em maio, os japoneses tomaram Xuzhou. Em junho de 1938, os japoneses organizaram 350 000 homens e invadiram Wuhan, capturando-a em outubro. Outras grandes vitórias japonesas se seguiram, mas a comunidade internacional (em especial os Estados Unidos) começaram a condenar com mais veemência o Japão, particularmente após o incidente de Panay, onde uma canhoneira americana foi afundada e três tripulantes foram mortos.

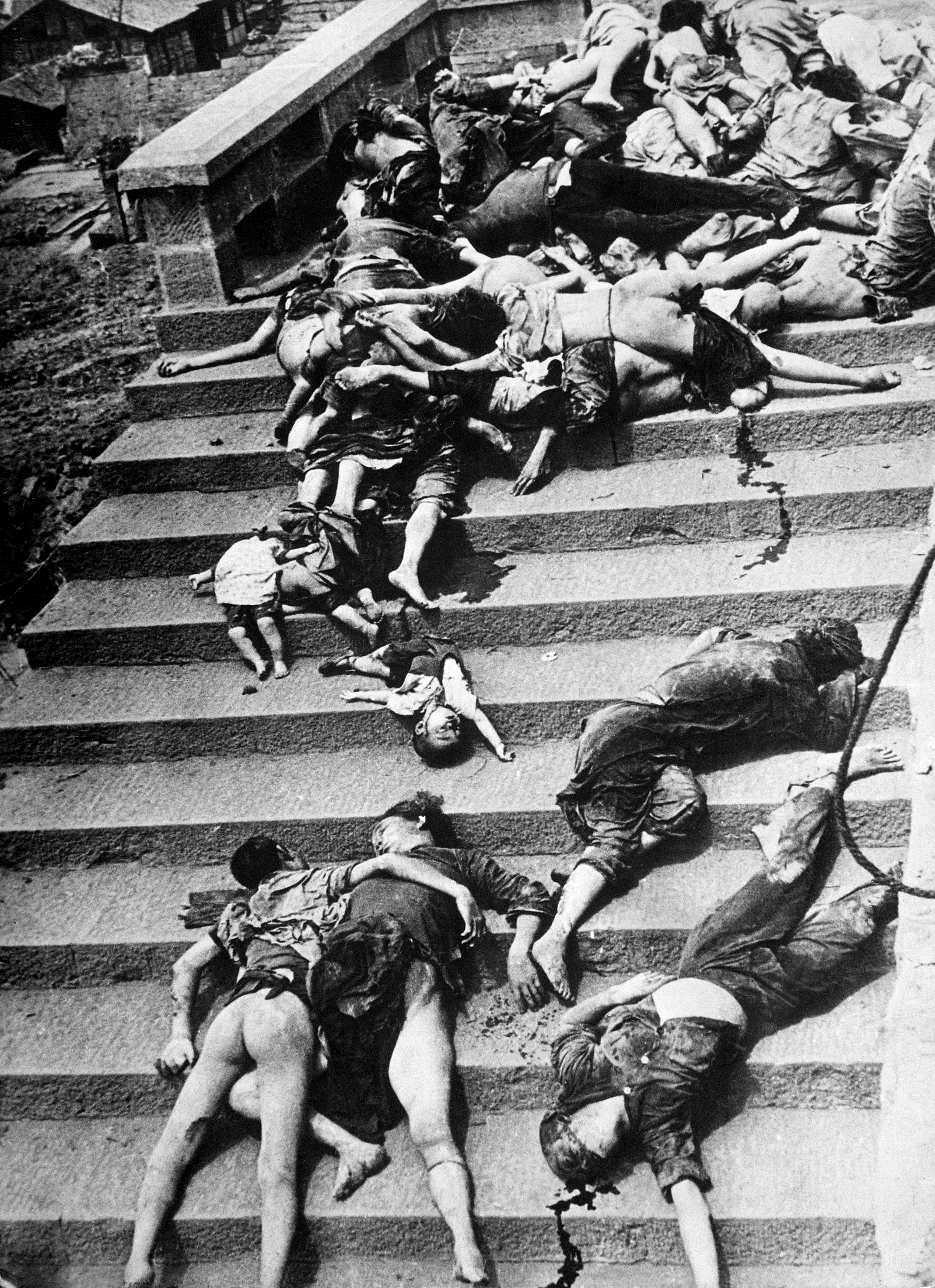
Vítimas chinesas do bombardeio de Chongqing em junho de 1941.

Em 1939, as forças japonesas tentaram avançar sobre o Extremo Oriente Soviético a partir da Manchúria. Eles foram derrotados nas Batalhas de Khalkhin Gol por tropas soviéticas e mongóis lideradas pelo general Gueorgui Júkov. Isso deteve as ambições japonesas ao norte, mas os soviéticos tiveram de parar seu auxílio à China como resultado do Pacto nipônico-soviético.
Em setembro de 1940, o Japão decidiu cortar a última rota terrestre da China com o mundo, através da Indochina, que na época era controlado pela França de Vichy. O exército imperial japonês acabou quebrando seu pacto com o governo de Vichy e iniciaram uma invasão da Indochina Francesa e posteriormente anexaram a região. Em 27 de setembro, o Japão assinou uma aliança militar com a Alemanha Nazista e a Itália Fascista, se tornando o terceiro membro do Eixo. Na prática, havia pouca coordenação entre o Japão e a Alemanha até 1944, em um ponto em que a inteligência americana conseguiu decifrar os códigos diplomáticos dos dois países.
A guerra na China entrou numa nova fase quando os japoneses foram derrotados nas batalhas de Suixian–Zaoyang e de Changsha. Após essas vitórias, nacionalistas chineses lançaram uma grande contra-ofensiva no começo de 1940, mirando as regiões norte e centro do país; contudo, devido a pouca capacidade industrial-militar, a investida terminou fracassando após menos de cinco meses de luta. Em agosto de 1940, os comunistas chineses lançaram sua própria ofensiva no norte, desta vez conquistando algum sucesso; em retaliação, o Japão instituiu a chamada "Política dos Três Tudo" ("Mate tudo, Queime tudo, Saqueie tudo") em áreas ocupadas para privar os comunistas de recursos humanos e materiais.
Em 1941 o conflito entre a China e o Japão entrou num impasse. Apesar dos japoneses ocuparem boa parte das regiões norte, central e costeira da China, o Governo Nacionalista chinês havia recuado para o interior do país e estabelecido uma capital nova em Chungking, enquanto os comunistas mantinham o controle de diversas bases em Shaanxi. Além disso, o controle japonês nas regiões norte e central da China era um tanto tênue, com o exército controlando estradas, ferrovias e as grandes cidades mas não conseguindo exercer muita presença administrativa ou militar na vasta zona rural chinesa. A luta contra as tropas chinesas era difícil devido ao terreno irregular e montanhoso na região sudoeste, enquanto os comunistas favoreciam ações de guerrilha e atos de sabotagem no norte e no leste, atrás das linhas de suprimentos japonesas.
O Japão criou e apoiou vários Estados fantoches na região, particularmente um liderado por Wang Jingwei. Somado aos atos de violência contra a população chinesa, e o fato dos japoneses nunca realmente terem dado real poder a estes Estados (e a ainda incentivava rixas internas dentro deles), acabou fazendo com que estes governos fantoches nunca se tornassem uma real alternativa ao governo Nacionalista liderado por Chiang Kai-shek. Porém, ao mesmo tempo, os chineses não conseguiam se organizar e manter suas desavenças internas em segundo plano e a colaboração entre os nacionalistas e os comunistas era considerada fraca.

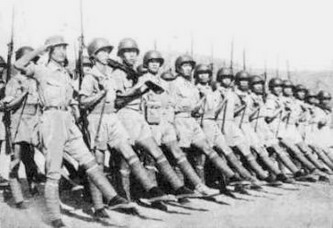
Tropas chinesas, equipadas e treinadas pelos Estados Unidos.

Os japoneses lançaram múltiplas campanhas de bombardeios estratégicos contra a China, mirando várias cidades como Xangai, Wuhan e Chongqing, sendo mais de 5 000 missões de bombardeio sendo realizadas entre fevereiro de 1938 e agosto de 1943. As bombas japonesas devastaram diversas cidades chinesas, ao mesmo tempo que mataram entre 260 000 e 350 934 civis.

### Tensões entre o Japão e o Ocidente
No começo de 1935, estrategistas militares japoneses concluíram que as Índias Orientais Holandesas eram, por causa das suas reservas de petróleo, de considerável importância para o Japão. Em 1940, a região da Indochina, Malásia e as Filipinas foram incluídas no conceito da Esfera de Coprosperidade da Grande Ásia Oriental. Os japoneses começaram a reunir tropas e equipamentos em Hainan, Taiwan e Haiphong, com oficiais do exército falando abertamente da inevitabilidade da guerra contra o Ocidente e o almirante Sankichi Takahashi afirmando que um confronto com os Estados Unidos seria necessário.
Em um esforço para desencorajar o militarismo japonês, as Potências Ocidentais, incluindo os Estados Unidos, a Austrália, o Reino Unido e o governo holandês no exílio (que ainda controlava as Índias Orientais), impuseram um grande embargo comercial aos japoneses, parando de vender petróleo, minério de ferro e aço para eles, negando-os acesso a materiais essenciais para a continuação da guerra na China e na Indochina Francesa. No Japão, o governo imperial e os militares viram estas sanções e embargo como um ato de agressão; mais de 80% do petróleo consumido pelos japoneses era importado (principalmente dos Estados Unidos) e sem ele a economia do Japão, e suas forças armadas por consequência, iria quebrar. A mídia japonesa, influenciada por propaganda dos militares, começou a referir a estes embargos como "Cerco ABCH" ("Americanos-Britânicos-Chineses-Holandeses") ou "Linha ABCD".
O governo japonês logo se viu numa encruzilhada. Devido ao embargo, sua situação iria acabar se deteriorando rapidamente com um eventual colapso econômico, se nada fosse feito. Uma escolha seria abrir mão de todas as conquistas militares do país nos últimos anos e alcançar algum tipo de entendimento com os Estados Unidos e seus Aliados. Tal opção foi rejeitada pelo Quartel-General Imperial japonês. Entre abril e maio de 1941, a liderança militar japonesa começou a planejar uma série de ofensivas militares contra as Potências Ocidentais.

### Preparações japonesas
O objetivo principal do Japão durante as ofensivas iniciais do conflito era tomar os recursos econômicos nas Índias Orientais Holandesas e na Malásia, que proporcionariam aos japoneses a capacidade de escapar dos efeitos do embargo Aliado. Isso ficou conhecido como "Plano do Sul". Também foi decidido — devido ao relacionamento próximo entre o Reino Unido e os Estados Unidos, e a crença de que os americanos eventualmente se envolveriam no conflito que assolava o mundo — que o exército japonês também atacaria as ilhas Filipinas, Wake e Guam.

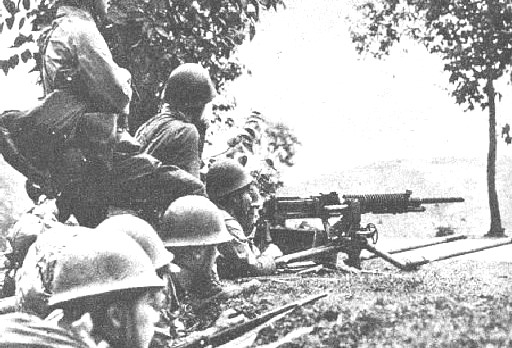
Soldados japoneses na China armados com a moderna metralhadora Type 92.

O plano dos japoneses era lutar um conflito limitado onde o país tomaria uma série de objetivos chave e então estabeleceria um perímetro defensivo para derrotar os contra-ataques Aliados, levando a um eventual acordo de paz. O ataque a Frota do Pacífico dos Estados Unidos em Pearl Harbor, no Havaí, lançado pela Frota Combinada, encabeçada por vários porta-aviões da Marinha Imperial Japonesa, deveria inutilizar a marinha americana na Ásia e daria tempo aos japoneses para prepararem seu perímetro. O período inicial da guerra foi dividido em duas fases. A primeira fase operacional foi dividida em três partes, vislumbrando a ocupação das Filipinas, da Malásia, de Bornéu, da Birmânia, de Rabaul e das Índias Orientais. A segunda fase de operações incluía mais expansões ao sul do Pacífico, tomando Nova Guiné, Nova Bretanha, Fiji, Samoa e setores chave na região australiana. No Pacífico Central, Midway também foi visada pelos japoneses, assim como as Ilhas Aleutas no norte. A tomada dessas áreas estratégicas daria mais profundidade defensiva e negaria aos Aliados áreas para usarem como setores de preparação para futuras contra-ofensivas.
Em novembro de 1941, os planos de ataque japonês estavam praticamente completados e nos próximos trinta dias foram submetidos a pequenas mudanças não muito significativas. Os estrategistas militares japoneses esperavam que o Reino Unido e a União Soviética não responderiam de forma efetiva devido ao foco na Europa pela guerra contra a Alemanha; as probabilidades dos soviéticos reagirem era visto como menor ainda se comparada aos outros Aliados.
A liderança japonesa estava ciente de que a ideia de uma vitória militar, no sentido tradicional, contra os Estados Unidos era praticamente impossível; o plano era negociar um acordo de paz após as vitórias iniciais, que reconheceria a hegemonia japonesa na Ásia. De fato, o Quartel-General Imperial, se as negociações fossem bem sucedidas, deveria cancelar os ataques — mesmo se as ordens já tivessem sido despachadas. Os japoneses basearam a condução da guerra contra a América nas suas experiências históricas nos conflitos contra a China (1894–95) e a Rússia (1904–05), onde grandes potências continentais foram derrotadas quando o Japão conquistou objetivos estratégicos limitados e não perseguiu uma vitória militar total.
Também foram feitos planos caso os Estados Unidos transferissem sua Frota do Pacífico para as Filipinas, mirando interceptar esses navios na rota com todo o poderio da Frota Combinada, na doutrinação naval japonesa. Se os americanos e britânicos atacassem primeiro, planos também estipularam que os militares segurariam suas posições e esperariam ordens do Quartel-General Imperial. Os estrategistas ainda previam, neste caso, a possibilidade de sucesso se prosseguissem com o ataque as Filipinas e a Malásia, mesmo se os soviéticos quisessem intervir em favor dos Aliados.

## Ofensivas japonesas: 1941–42
Após muita tensão entre o Japão e as potências ocidentais, unidades do exército e da marinha imperial japonesa lançaram uma série de ataques surpresas contra forças australianas, britânicas, holandesas e americanas, a partir de 7 de dezembro de 1941 (8 de dezembro, de acordo com algumas zonas de tempo) na região Ásia-Pacífico.
Entre os vários locais atacados pelos japoneses inclui: Havaí, Malásia, Guam, Ilha Wake, Hong Kong e Filipinas. A Tailândia também foi invadida pelo sul e pelo leste e a resistência foi superada em questão de horas até que o governo tailandês formalmente se rendeu.

### Os japoneses atacam Pearl Harbor
Desde o começo de 1941, os Estados Unidos e o Reino Unido estavam colocando o Japão sob pesado embargo de matérias primas (principalmente petróleo), causando uma crise de suprimentos no Japão. O país se via num impasse, a beira do colapso econômico quando suas reservas de petróleo acabassem, e assim se sentiram impelidos a partir para mais conquistas. Apesar de negociações estarem acontecendo em Washington, D.C., havia pouco entendimento entre todas as partes envolvidas e a tensão na Ásia não se desenfreou, com os japoneses preparando suas forças armadas, em segredo, para o confronto com o Ocidente.

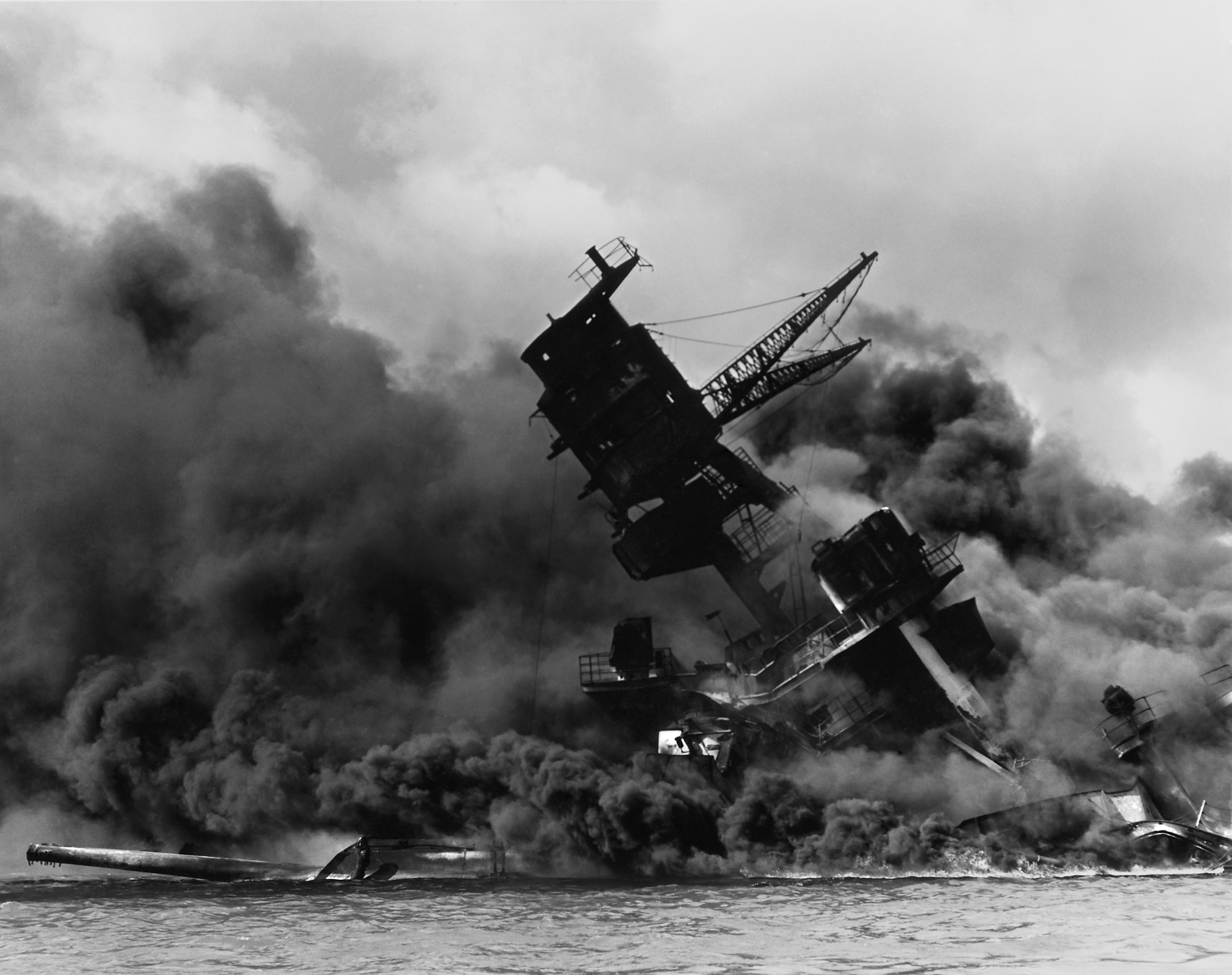
O USS Arizona queimando após ser destruído pelos japoneses no ataque a Pearl Harbor.

Então, nas primeiras horas de 7 de dezembro (horário havaiano), o Japão lançou um enorme ataque surpresa à base americana de Pearl Harbor, utilizando centenas de aviões decolando de uma frota de seis porta-aviões. O ataque, que veio sem aviso prévio ou declaração formal de guerra, pegou os americanos completamente desprevenidos. A Frota do Pacífico dos Estados Unidos foi severamente danificada, perdendo pelo menos oito navios, 188 aeronaves e 2 403 militares. Naquele momento, os americanos estavam oficialmente neutros dentro do contexto da Segunda Guerra Mundial. Os japoneses haviam apostado que os Estados Unidos, após sofrer um duro golpe em Pearl Harbor, iriam finalmente concordar em negociar termos e aceitar a posição de poder do Japão na Ásia, porém isso se mostrou um enorme erro de calculo. Apesar das enormes perdas sofridas, elas não foram debilitantes já que a principal força da marinha dos Estados Unidos, seus porta-aviões, que se mostrariam muito mais importantes taticamente que os couraçados perdidos no Havaí, estavam todos em mar aberto e longe de perigo. Além disso, depósitos de combustível, estaleiros e estações de força e os prédios das unidades de inteligência estavam mais ou menos intactos (o ataque japonês em Pearl Harbor mirou primordialmente em navios e aviões, bens materiais que podiam ser repostos facilmente pelo grande centro industrial americano). A estratégia japonesa de então arrastar os Estados Unidos para uma guerra de atrito também se provaria um erro, pois a marinha japonesa não tinha a capacidade de lutar tal conflito por tanto tempo. A capacidade industrial americana e seu acesso a recursos naturais era vastamente superior ao dos japoneses, além do fato de sua população também ser muito maior.
Antes do ataque a Pearl Harbor, o movimento isolacionista nos Estados Unidos estava em alta. O comitê conhecido como America First tinha mais de 800 000 membros que veemente se opunham a qualquer intervenção americana na guerra na Europa, mesmo com o país vendendo equipamentos militares e fazendo enormes empréstimos para o Reino Unido e para a União Soviética através do programa Lend-Lease. Contudo, após o bombardeio japonês a Pearl Harbor, a oposição a guerra praticamente desapareceu do dia para a noite. A 8 de dezembro, o congresso dos Estados Unidos aceitou o pedido do presidente Franklin Roosevelt e declarou formalmente guerra ao Império do Japão. Outros países, como o Reino Unido, Canadá, e a Holanda também declararam guerra aos japoneses, seguidos em similar atitude pela China e a Austrália. Quatro dias após Pearl Harbor, a Alemanha Nazista e a Itália Fascista declararam guerra aos Estados Unidos, atraindo os americanos também para a guerra europeia. Os alemães, erroneamente, acreditavam que fazendo este gesto em apoio ao seu aliado, o Japão poderia distrair os americanos no Pacífico e reduzir seu apoio aos britânicos, ou ainda mesmo auxiliar os nazistas na sua luta contra os soviéticos. Contudo, os Estados Unidos conseguiram manter-se na luta em duas frentes, mantendo enormes exércitos em várias partes do mundo ao mesmo tempo.

### Campanhas no sudeste da Ásia: 1941–42

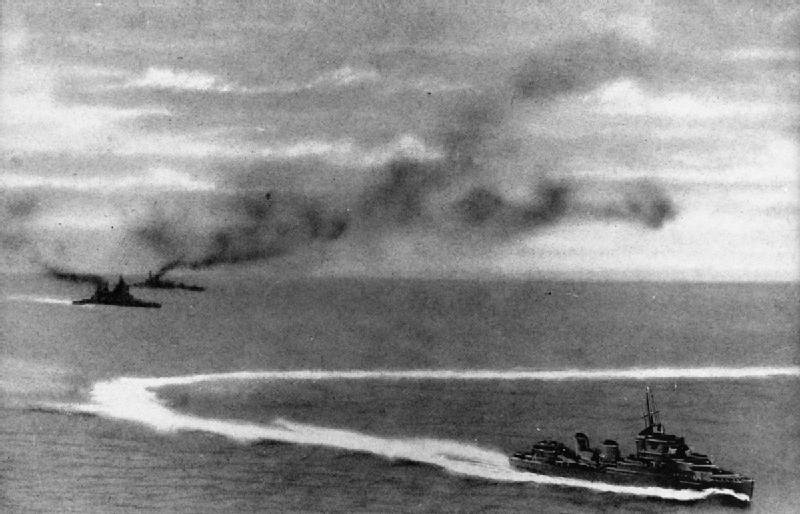
O HMS Prince of Wales (a esquerda, na frente) e o HMS Repulse (esquerda, atrás) sob ataque de aeronaves japonesas. Um contratorpedeiro, de origem desconhecida, também pode ser visto mais a frente na imagem.

As forças britânicas, australianas e holandesas, já drenadas de pessoal e material devido a dois anos de guerra com a Alemanha na Europa, e também já bem esticadas lutando no Oriente Médio, Norte da África e em outros lugares, não tiveram condições de montar uma boa resistência contra os experientes e bem treinados japoneses. Assim, os Aliados sofreram uma série de derrotas desastrosas nos primeiros seis meses do conflito. Dois poderosos navios de guerra britânicos, o HMS Repulse e o HMS Prince of Wales, foram afundados por aviões japoneses na costa da Malásia, em 10 de dezembro de 1941.
A Tailândia, com seu território já sendo usado para a invasão da Malásia, se rendeu em 24 horas após a invasão japonesa. O governo tailandês decidiu então se aliar ao Japão e declarou guerra aos Aliados, por volta de 21 de dezembro.
A cidade de Hong Kong, uma colônia da Coroa, foi atacada pelos japoneses em 8 de dezembro e caiu depois de duas semanas, com tropas canadenses e voluntários locais lutando bravamente, mas se rendendo quando ficaram sem opções. As bases americanas em Guam e na Ilha Wake foram tomadas pelos japoneses quase que ao mesmo tempo logo após o ataque a Pearl Harbor. Essas invasões simultâneas, em uma espécie de versão japonesa da Blitzkrieg, pegou os Aliados de surpresa, que não sabiam que o inimigo tinha tal força. Ao mesmo tempo, os japoneses perigosamente também estavam se esticando além da sua capacidade organizacional.
Após a Declaração das Nações Unidas (primeiro uso oficial do termo "Nações Unidas") em 1 de janeiro de 1942, os governos Aliados apontaram o general britânico Sir Archibald Wavell como chefe do Comando Americano-Britânico-Holandês-Australiano (chamado ABDACOM), o comando supremo Aliado no sudeste do Pacífico. Isso deu a Wavell controle nominal sobre uma grande força, embora tal tropa estivesse espalhada sobre uma longa área, da Birmânia até as Filipinas e o norte da Austrália. Em outras regiões, como Índia, Havaí e o restante do continente Australiano, permaneciam com comandos locais separados. A 15 de janeiro, Wavell se mudou para Bandung, na ilha de Java, para assumir o controle do ABDACOM.

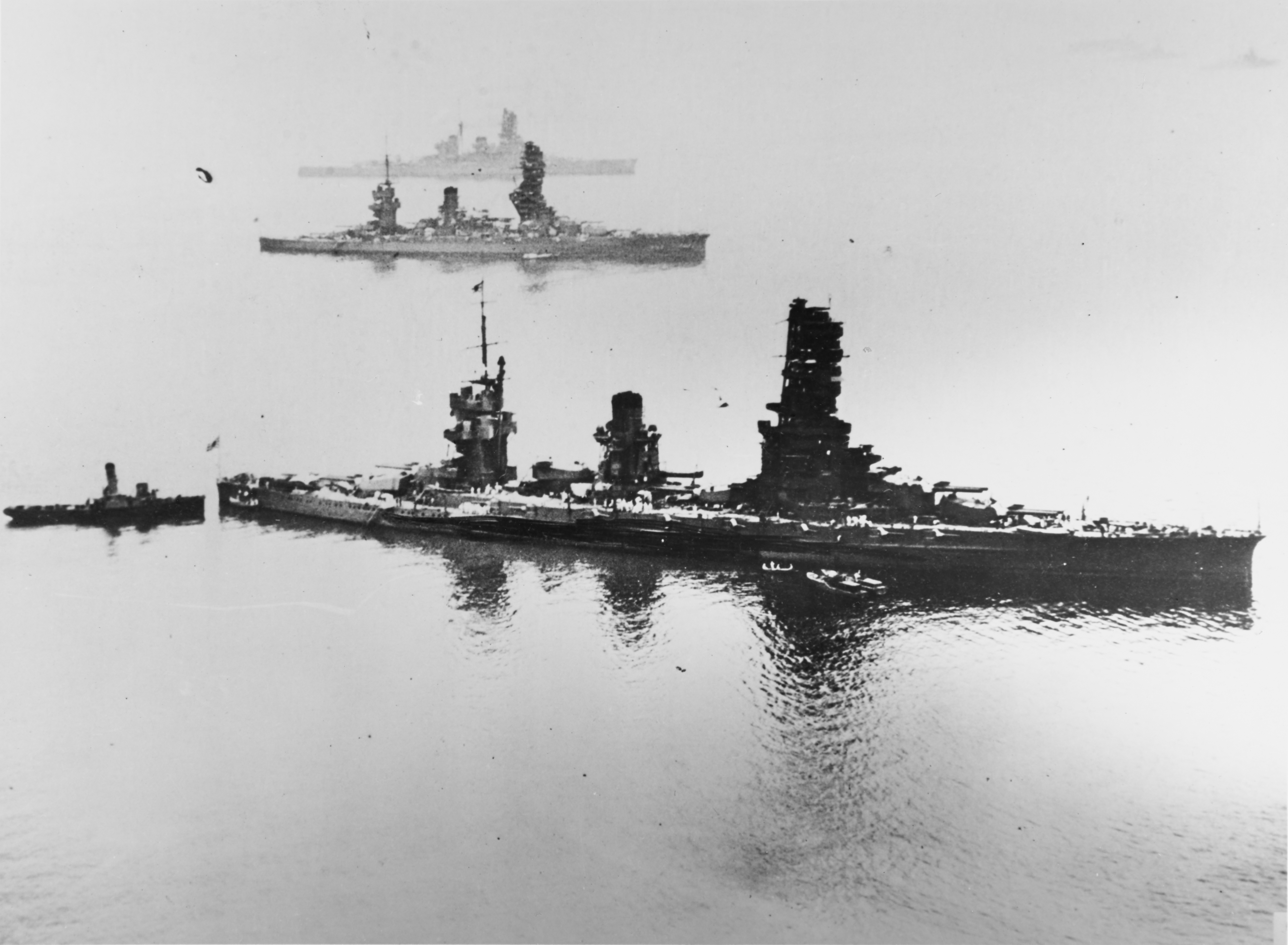
Os couraçados japoneses Yamashiro, Fusō e Haruna, sendo despachados da baía de Tóquio.

Em janeiro de 1942, os japoneses invadiram a Birmânia, as Índias Orientais Holandesas, a Nova Guiné e as Ilhas Salomão. Eles também rapidamente tomaram cidades importantes, como Manila, Kuala Lumpur e Rabaul. Após serem expulsos da Malásia, as forças Aliadas em Singapura tentaram manter uma resistência quando os japoneses atacaram a cidade, que acabou se rendendo em 15 de fevereiro; cerca de 130 000 soldados indianos, britânicos, australianos e holandeses foram feitos prisioneiros. Em fevereiro o ritmo das conquistas japonesas começou a cair. Ainda assim, as ilhas de Bali e Timor foram capturadas. Essas conquistas deixaram as forças Aliadas no sul do Pacífico dividida em duas. O general Archibald Wavell renunciou ao posto de comandante do ABDACOM em 25 de fevereiro, dividindo a autoridade entre os comandantes locais.

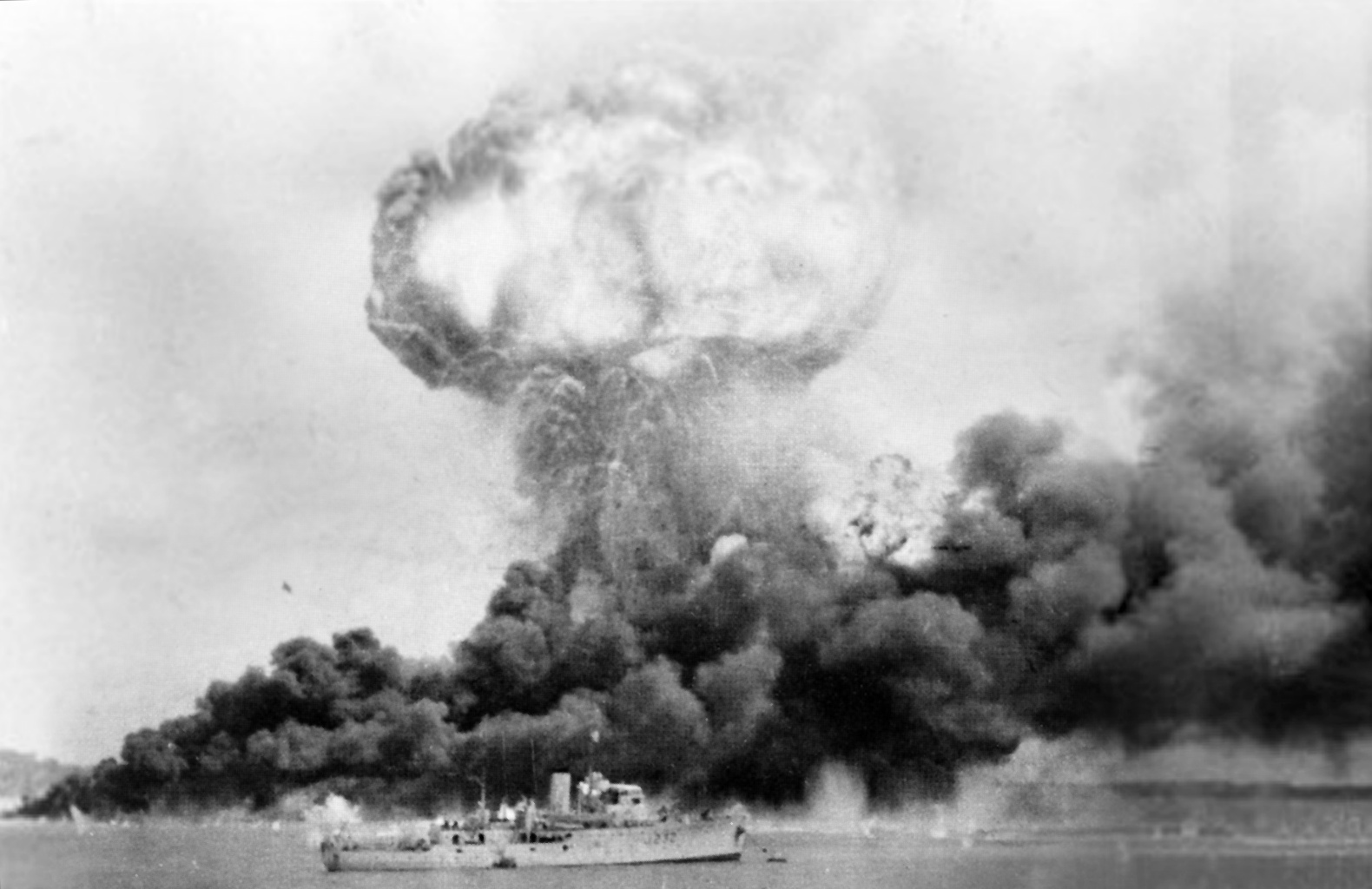
O bombardeio de Darwin, Austrália, em 19 de fevereiro de 1942.

Enquanto isso, aviões japoneses conseguiram eliminar boa parte do poderio aéreo Aliado no sudeste da Ásia e iniciaram uma série de ataques aéreos no norte da Austrália, começando pelo psicologicamente devastador, mas militarmente insignificante, ataque aéreo a cidade de Darwin, em 19 de fevereiro, que terminou na morte de mais de 240 pessoas.
Na Batalha do Mar de Java, no final de fevereiro e começo de março, a marinha imperial japonesa infligiu uma grande derrota a frota Aliada, sob comando do almirante Karel Doorman. As Índias Orientais logo caíram e foram ocupadas pelos japoneses após a conquista de Java e Sumatra.
Entre abril e maio, uma poderosa frota de porta-aviões japoneses atacou o Oceano Índico. As bases da Marinha Real Britânica em Ceylon foram bombardeadas e o porta-aviões HMS Hermes, junto com outros navios Aliados, foi afundado. Isso forçou o recuo da marinha britânica para o outro lado do Mar Índico, abrindo caminho para os japoneses atacarem a Birmânia e a Índia.

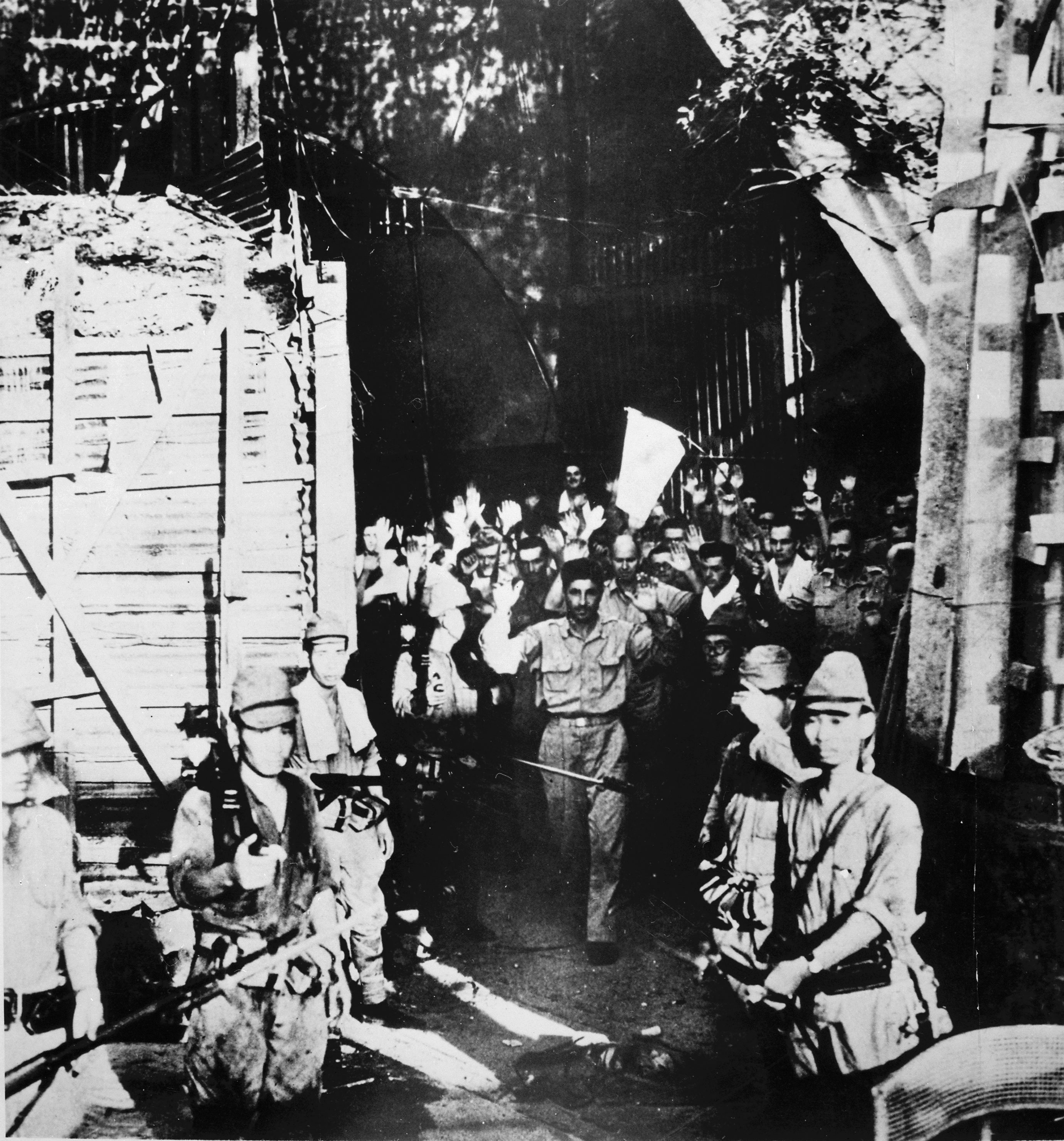
Soldados americanos se rendendo em Corregidor, nas Filipinas, em maio de 1942.

Na Birmânia, os britânicos, sob intensa pressão, recuaram debaixo de bala de Rangum até a fronteira birmano-indiana. Isso cortou a estrada da Birmânia, que era a principal rota de suprimentos dos Aliados para os Nacionalistas Chineses. Em março de 1942, tropas chinesas atacaram os japoneses no norte da Birmânia. Em 16 de abril, 7 000 soldados britânicos foram cercados pela 33ª Divisão de infantaria japonesa durante a Batalha de Yenangyaung e foram resgatados pelos chineses, liderados general Sun Li-jen. Na China, cooperação entre os Nacionalistas e Comunistas estava ruim desde a Batalha de Wuhan, e isso só piorou quando os dois grupos rivais começaram a expandir suas áreas de operação nos territórios ocupados. A maioria das regiões onde os guerrilheiros nacionalistas atuavam acabaram sendo tomadas pelos comunistas. Por outro lado, os nacionalistas chineses começaram a tomar ações militares contra os comunistas, em detrimento da luta contra o Japão. Além disso, muitas das unidades militares nacionalistas aliadas a Chiang Kai-Shek não estavam sob seu direto controle. Estima-se que menos da metade das tropas nominalmente sob comando de Kai-Shek eram de fato leais a ele. Os japoneses, com frequência, exploravam essa desunião e rixa entre os chineses.
Forças militares americanas e filipinas resistiram por seis meses aos ataques japoneses até que foram obrigados a se render em 8 de maio de 1942, quando os 80 000 soldados Aliados remanescentes receberam ordens para se entregar. Nesse período, o general Douglas MacArthur, que já havia sido apontado Comandante Supremo dos Aliados nas regiões sul e oeste do Pacífico, já tinha se retirado para a Austrália. A marinha americana, sob comando do almirante Chester W. Nimitz, era responsável pelo resto do teatro de operações no Pacífico. Esta divisão no comando teve consequências ruins no começo da guerra, particularmente pela óbvia falta de coordenação.

### Ofensivas japonesas contra a Austrália
Ao fim de 1941, após os japoneses atacarem Pearl Harbor, boa parte das tropas australianas estavam ocupadas lutando contra os nazistas e Adolf Hitler na Frente do Mediterrâneo. A Austrália não estava preparada para um ataque, carecendo de armamento, aeronaves modernas, bombardeiros e navios de guerra. Apesar de ainda pedir constante ajuda para Winston Churchill, o primeiro-ministro australiano, John Curtin, fez um pedido histórico de ajuda para os Estados Unidos em 27 de dezembro de 1941.

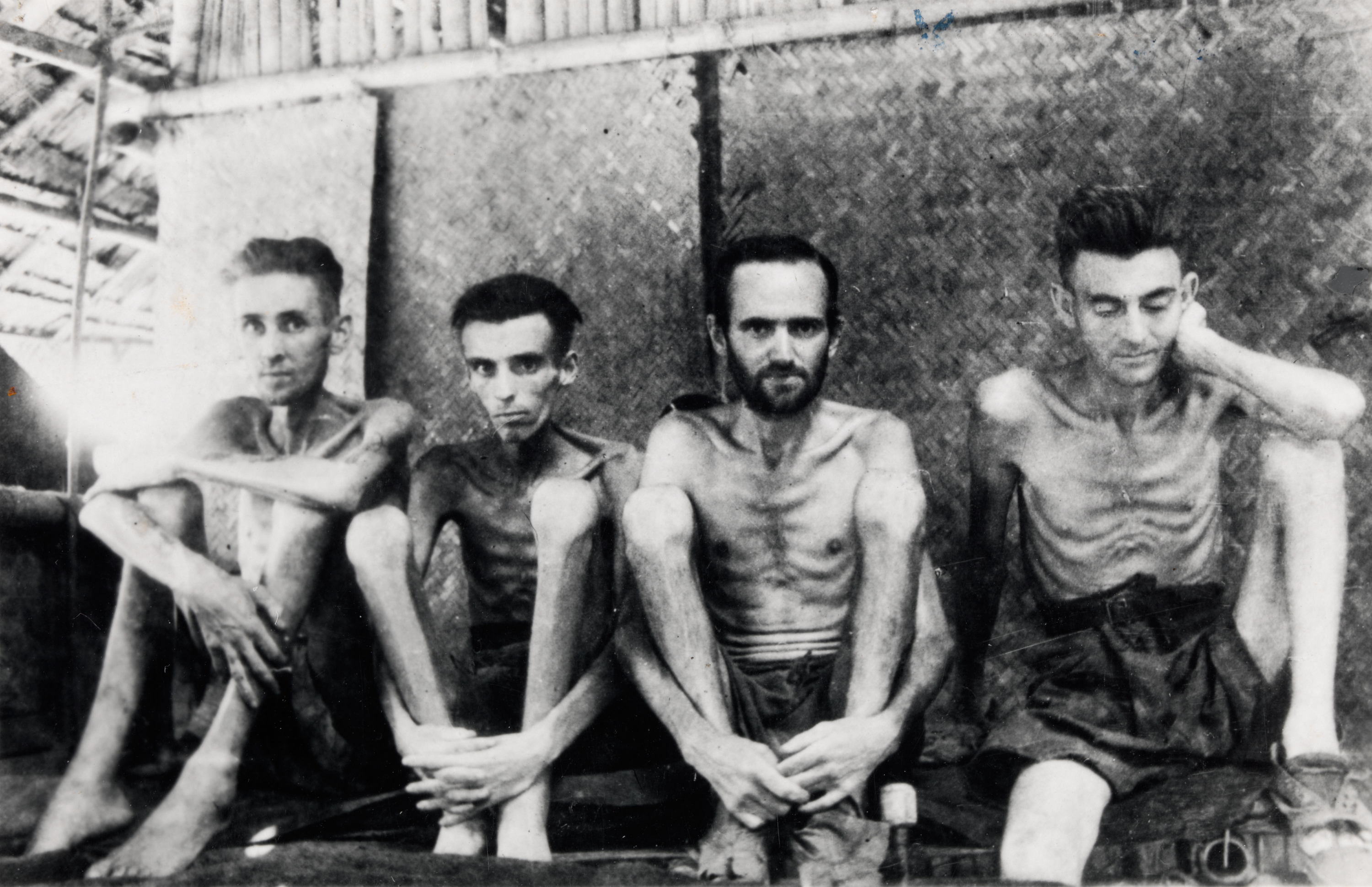
Prisioneiros de guerra holandeses e australianos em Tarsau, na Tailândia, em 1943. Maus tratos a prisioneiros foi comum na guerra. Por exemplo, dos cerca de 22 000 australianos capturados pelos japoneses, pelo menos 8 000 morreram nas prisões.

A Austrália estava chocada com o rápido colapso dos britânicos na Malásia e em Singapura, onde 15 000 soldados australianos foram feitos prisioneiros. Curtin previu que a "batalha pela Austrália" iria começar logo. Os japoneses estabeleceram uma grande base militar no Território de Nova Guiné no começo de 1942. A 19 de fevereiro, a cidade de Darwin foi intensamente bombardeada, marcando a primeira vez que a ilha da Austrália foi diretamente atacada. Nos próximos dezoito meses, aviões japoneses atacaram o território australiano diretamente mais de 100 vezes.

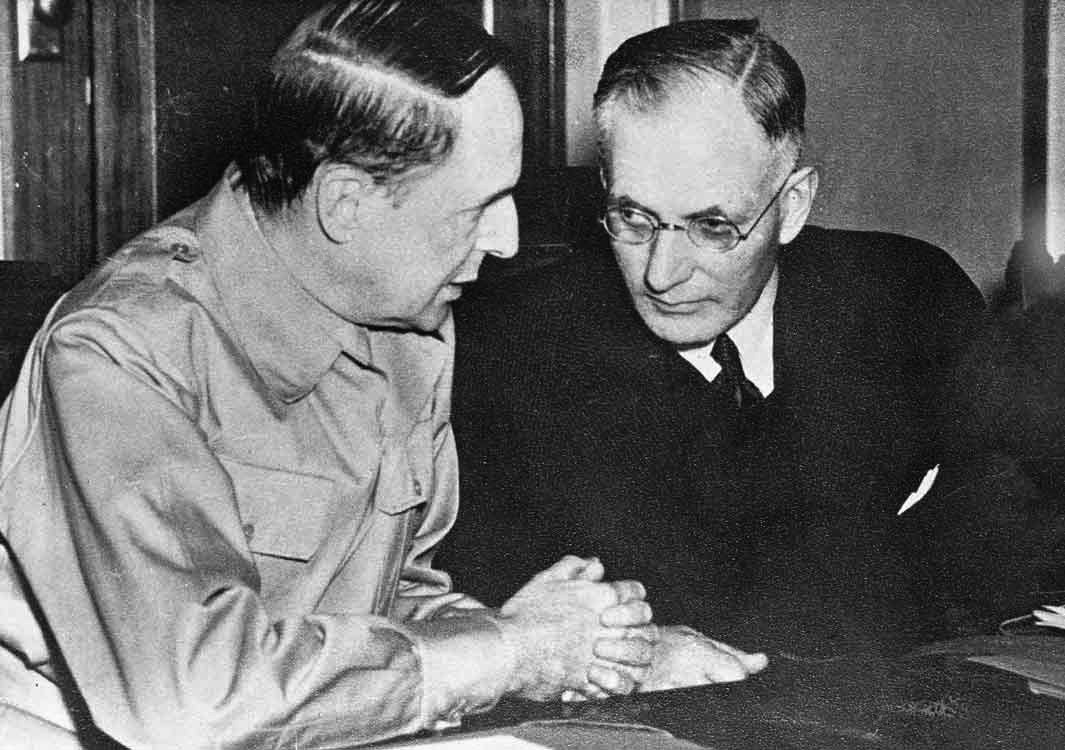
O general americano Douglas MacArthur, comandante das Forças Aliadas no Sudoeste do Pacífico, se encontrando com o primeiro-ministro australiano John Curtin.

Duas divisões australianas experientes foram imediatamente transferidas do Oriente Médio para Singapura. Churchill queria manda-los para a Birmânia, mas Curtin insistiu que eles deveriam ser enviados para a Austrália. No começo de 1942, a marinha japonesa propôs uma invasão do território australiano. O exército, contudo, se opôs, achando o plano impraticável. A política do Quartel-General Imperial japonês passou a ser isolar a Austrália dos Estados Unidos, cortando as linhas de suprimentos para a Oceania. O comando militar japonês decidiu então desembarcar tropas em Port Moresby, capital do Território de Papua, colocando a Austrália em alcance dos bombardeiros japoneses.
O presidente Franklin Roosevelt ordenou ao general Douglas MacArthur para formular um plano defensivo no Pacífico com a Austrália em março de 1942. Curtin concordou em colocar as tropas australianas sob comando de MacArthur. O general americano então moveu seu posto de comando para Melbourne e soldados dos Estados Unidos começaram a desembarcar na Austrália. As atividades navais do Eixo chegaram a ameaçar Sydney ao fim de maio 1942, quando pequenos submarinos japoneses lançaram um ataque surpresa ao porto da cidade. Em 2 de junho de 1942, outros dois submarinos japoneses foram atacados próximos de Newcastle.

## Os Aliados se reagrupam: 1942–43
No começo de 1942, os governos das pequenas potências começaram a argumentar por um conselho de guerra inter-governamental Ásia-Pacífico, baseado em Washington, D.C. O conselho foi estabelecido em Londres, com um corpo subsidiário em Washington. Contudo, os governos pequenos continuaram a pedir por um corpo baseado nos Estados Unidos. O Conselho de Guerra do Pacífico acabou sendo formado mesmo em Washington, em 1 de abril de 1942, com o presidente Franklin D. Roosevelt, seu principal conselheiro Harry Hopkins, e representantes do Reino Unido, China, Austrália, Holanda, Nova Zelândia e Canadá. Representantes da Índia e das Filipinas também se juntaram a eles mais tarde. O conselho nunca teve um comando operacional real e qualquer decisão tomada era referido aos Chefes de Estado-Maior britânico-americanos, também baseados em Washington. A resistência Aliada aos avanços relâmpagos japoneses foi, ao passar dos meses, ficando mais feroz. Tropas australianas e holandeses lutaram, ao lado de civis, na prolongada campanha de guerrilha no Timor português.
O Ataque de Doolittle, realizado em abril de 1942, onde dezesseis B-25 Mitchells, decolando do USS Hornet a cerca de 970 km do Japão, bombardearam uma série de fábricas, principalmente em Tóquio, em uma ousada missão. Apesar dos danos infligidos tenham sido mínimos, o ataque cumpriu seu objetivo de elevar a moral dos americanos, ao mesmo tempo que abalou o psicológico dos japoneses, mostrando que sua ilha principal era vulnerável. Porém um inesperado efeito crucial foi ter forçado os japoneses a tentar expandir seu perímetro defensivo, lançando, em junho de 1942, o desastroso ataque a Midway.

### Mar de Coral e Midway: o ponto de virada

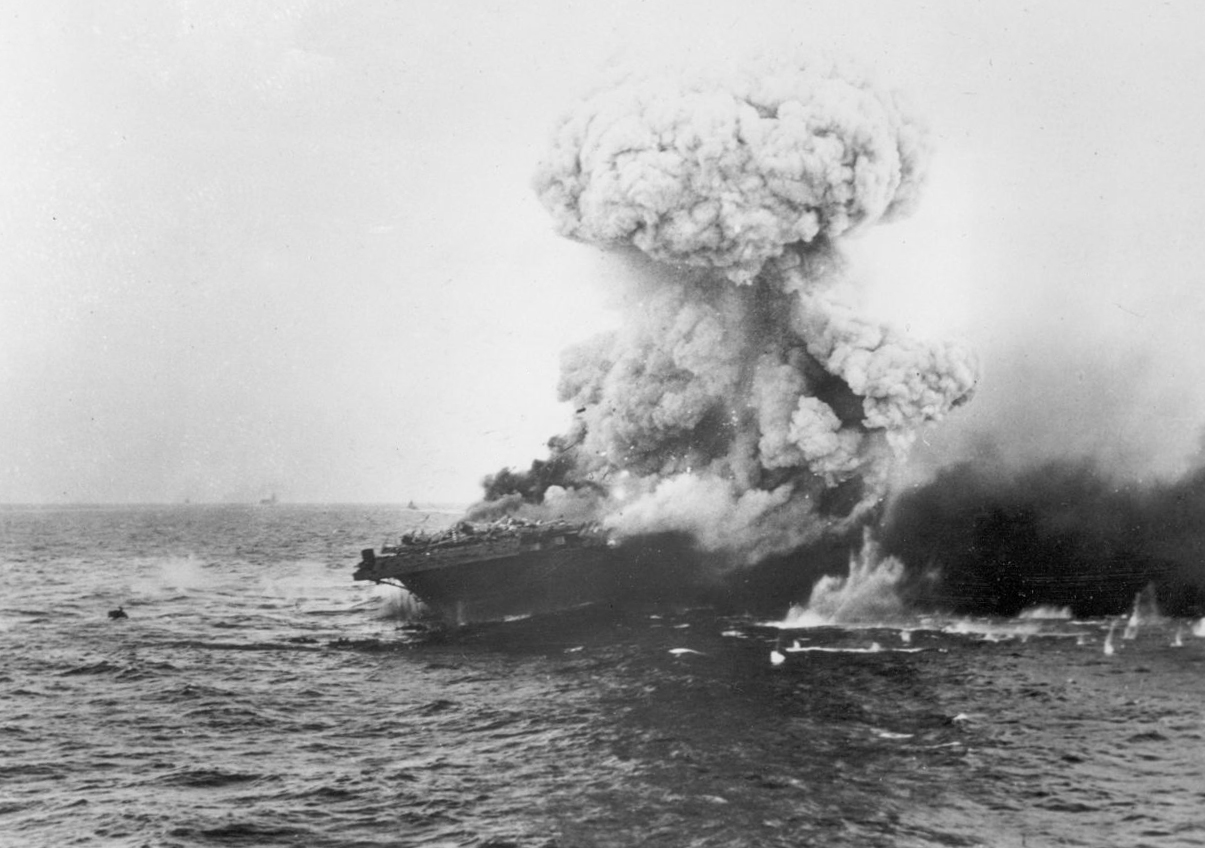
O porta-aviões americano USS Lexington explodindo após ter sido alvejado pelos japoneses.

Em meados de 1942, os japoneses já haviam conquistado vastas áreas do Oceano Índico e no Pacífico Central, mas ainda faltava recursos para defender ou manter os territórios ocupados. Além disso, a doutrina da Frota Combinada era inadequada para a proposta "barreira" defensiva. Ao invés disso, o Japão decidiu realizar mais ataques nas regiões central e sul do Pacífico. Contudo, o elemento surpresa, presente no ataque a Pearl Harbor, havia sido perdido já que os americanos haviam conseguido decifrar os códigos navais japoneses e descobriram o planejado ataque a Port Moresby. Se este caísse, o Japão controlaria os mares a norte e oeste da Austrália e efetivamente isolaria o país. O porta-aviões americano USS Lexington, comandando pelo almirante Fletcher, se juntou ao USS Yorktown e uma força tarefa australo-americana para deter os japoneses. A resultante Batalha do Mar de Coral, lutada em maio de 1942, foi a primeira batalha naval onde os navios envolvidos nunca viram uns aos outros e apenas aeronaves foram usadas para combater a frota inimiga. Apesar do Lexington ter sido afundado e o Yorktown severamente danificado, os japoneses perderam o porta-aviões Shōhō, enquanto o Shōkaku e o Zuikaku foram seriamente avariados e postos fora de ação pelos próximos meses. Apesar das perdas materiais americanas terem sido maiores que a dos japoneses, o ataque japonês a Port Moresby foi impedido e os japoneses tiveram de recuar, dando vitória aos Aliados. Os japoneses acabaram sendo forçados a abandonar suas tentativas de isolar a Austrália. Mais do que isso, as perdas japonesas tinham um maior significado que a dos americanos: enquanto os Estados Unidos tinham uma população bem maior, um complexo industrial enorme e acesso praticamente ilimitado a recursos naturais, o Japão simplesmente não tinha como repor a perda dos seus navios, aviões e pilotos treinados.

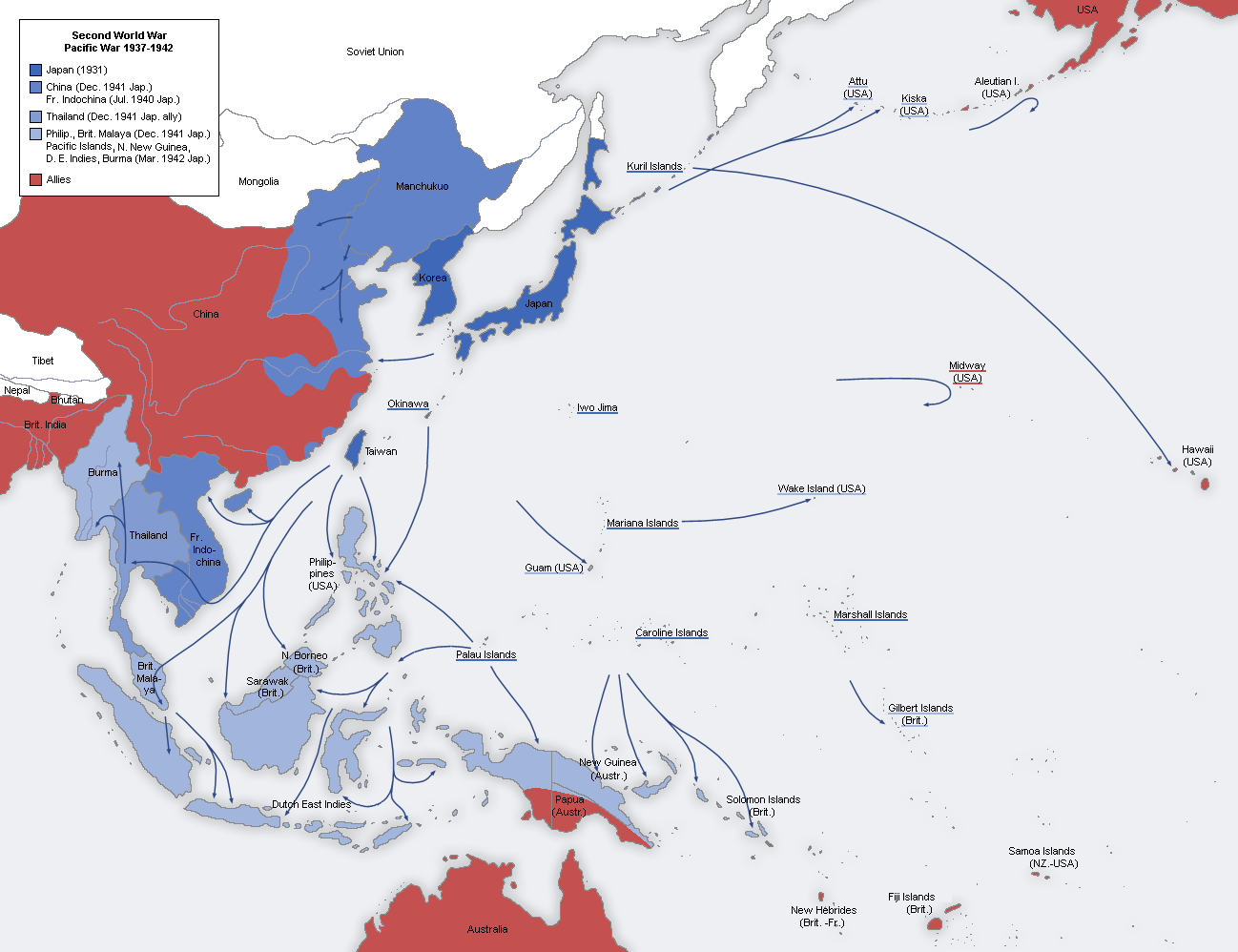
Os avanços militares japoneses até meados de 1942.

Após a derrota no Mar de Coral, o almirante japonês Isoroku Yamamoto tinha apenas quatro grandes porta-aviões operacionais — o Sōryū, o Kaga, o Akagi e o Hiryū — e ele acreditava que o almirante Nimitz teria, no máximo, dois porta-aviões a seu dispor — o USS Enterprise e o USS Hornet. O USS Saratoga estava fora de ação, sendo reparado após resistir a um ataque de torpedo, enquanto o USS Yorktown, que a inteligência japonesa acreditava ter sido afundado na batalha no Mar de Coral, estava apenas avariado. O Yorktown iria sim acabar participando da ação em Midway apenas três dias depois do seu convés ter sido parcialmente reparado, com tripulações civis ainda fazendo consertos quando ele partiu para o serviço.
Em maio de 1942, decodificadores Aliados decifram os próximos passos do almirante Yamamoto: um ataque ao estratégico Atol de Midway. A esperança dos japoneses era atrair os americanos para uma emboscada, forçando-os a expor seus porta-aviões numa batalha derradeira, destruindo assim a capacidade da Frota do Pacífico de fazer guerra. Yamamoto também desejava expandir seu perímetro defensivo como uma resposta ao Ataque Doolittle. Os japoneses usariam então Midway como uma base avançada, dando ao país controle de toda a região central do Pacífico.
Primeiro, os japoneses lançaram um ataque contra as Ilhas Aleutas, como uma distração. O próximo passo era a conquista de Midway, onde os japoneses esperavam destruir os porta-aviões de Nimitz. O almirante Nagumo estava no comando tático e focou seu planejamento em um ataque direto a Midway; o complexo plano de Yamamoto não tinha contingências prontas caso Nimitz não reagissem como antecipado. Aviões de vigilância não foram lançados e, portanto, os porta-aviões americanos permaneceram ocultos. O almirante Fletcher pretendia surpreender os japoneses e usar seus porta-aviões para flanquear o inimigo. Nagumo tinha 272 aviões a seu dispor, enquanto os americanos tinham 233 em seus três porta-aviões e outros 115 na base em Midway.

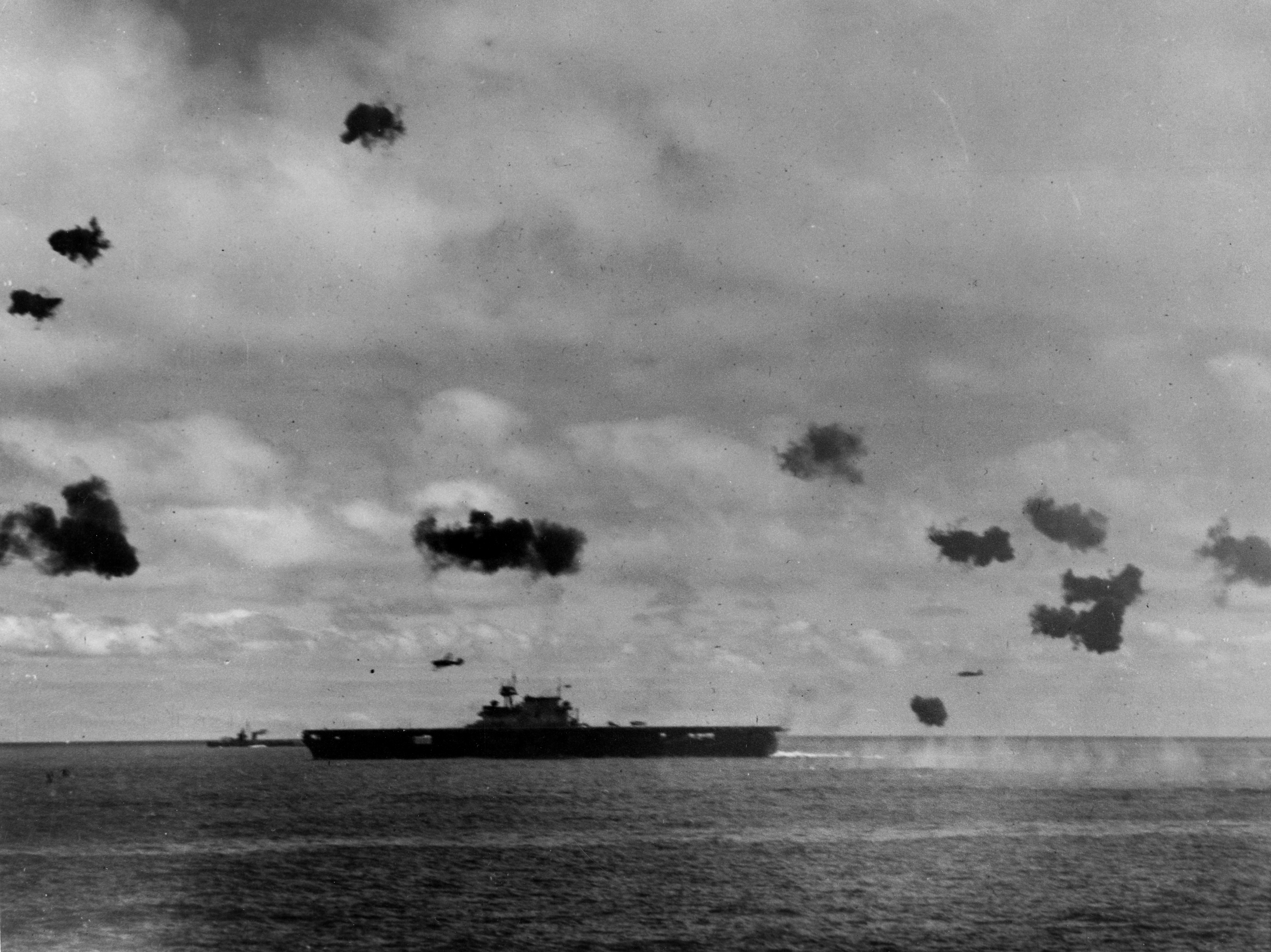
O USS Yorktown resistindo aos ataques japoneses, em junho de 1942. Foi em Midway que tanto os Aliados quanto os japoneses perceberam a importância que os porta-aviões teriam na guerra.

Conforme Nimitz havia antecipado, a frota japonesa chegou em Midway a 4 de junho de 1942, tendo sido avistada por um avião de patrulha PBY Catalina. Nagumo atacou Midway pela manhã, enquanto Fletcher ordenou que seus aviões partissem para bombardear a frota japonesa, deixando as defesas antiaéreas americanas no atol como a única linha de defesa em Midway. As 09h20, aviões torpedeiros TBD Devastator, do USS Hornet, atacaram os porta-aviões de Nagumo mas, sem muita coordenação, acabaram sendo repelidos; todos os 15 aviões da primeira onda são abatidos pelos japoneses, sem que um único navio fosse atingido. Os japoneses usaram seus modernos aviões A6M Zero que, apesar de muito ágeis, acabaram sendo surpreendidos por uma resistência antiaérea feroz de Midway. As 09h35, uma segunda onda de 15 TBDs do USS Enterprise atacaram, mas 14 são abatidos e novamente sem causar danos ao inimigo. Até aquele momento, os ataques de Fletcher pareciam desorganizados e ineficientes, mas eles foram bem sucedidos em atrair os aviões de Nagumo aos céus sobre o mar aberto, onde eles gastaram todo o seu combustível e munição derrotando as duas ondas de bombardeiros torpedeiros. Como resultado, quando os bombardeiros de mergulho americanos chegaram em alta altitude, os Zeros japoneses não tinham condições de se defender. Para piorar, os quatro porta-aviões de Nagumo saíram de formação para evitar as bombas dos torpedeiros, reduzindo assim seu poder de concentrar fogo. A indecisão de Nagumo também criou confusão em sua frota. Alertado sobre a necessidade de uma segunda investida a Midway, mas também preocupado com a ameaça dos porta-aviões americanos que agora ele sabia que estavam perto, Nagumo duas vezes mudou a ordem de armamentos dos seus navios. Como resultado, os porta-aviões japoneses estavam em desordem e com os conveses abarrotados de munição, com suas tripulações tentando rearmar seus grupos aéreos.

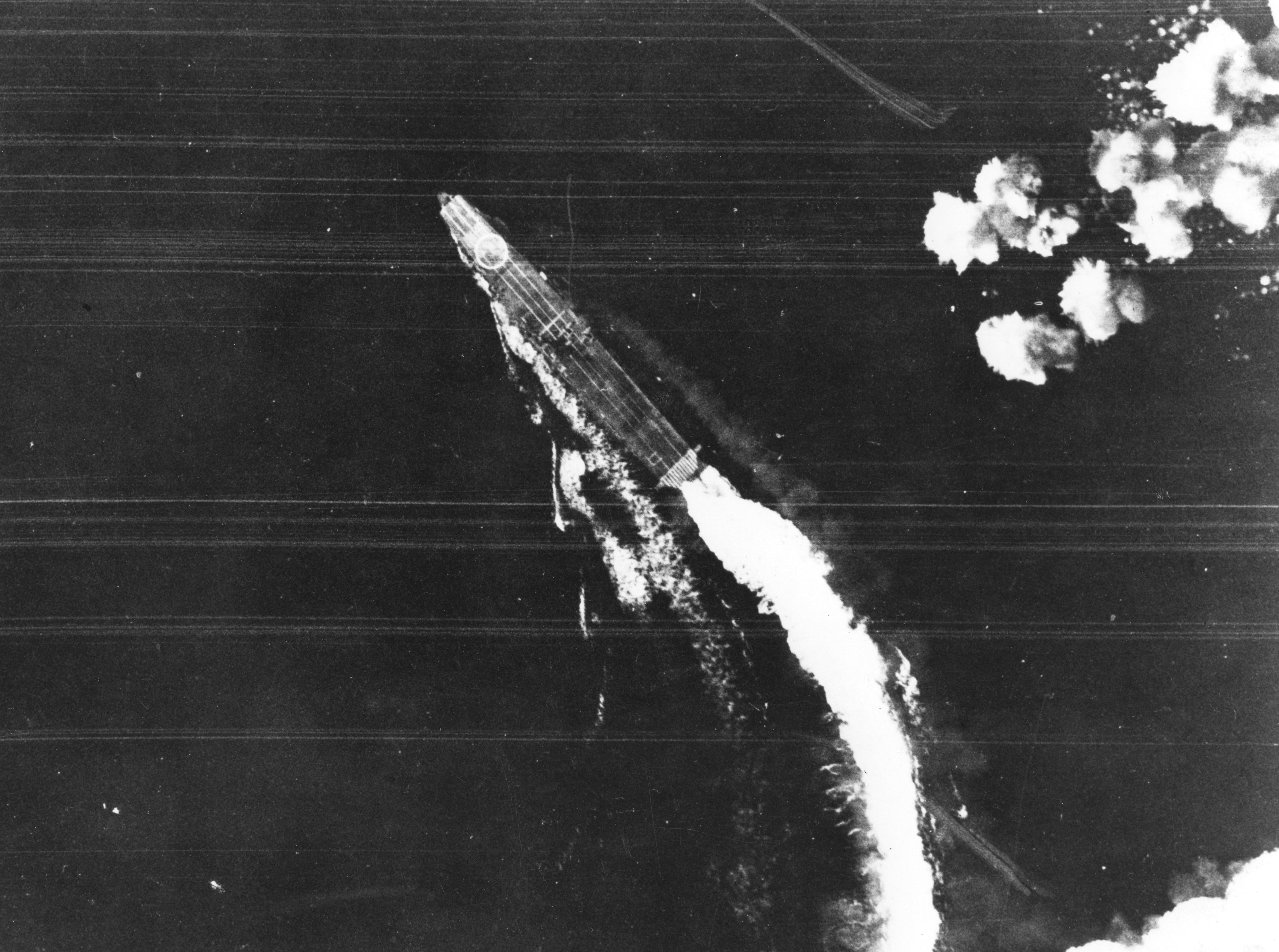
O porta-aviões japonês Hiryū sob pesado ataque de bombardeiros B-17 americanos.

Com as unidades de aeronaves japonesas fora de posição e seus porta-aviões vulneráveis, os SBD Dauntless americanos, que decolaram do USS Enterprise e do USS Yorktown, apareceram a uma altitude de 3 000 metros e começaram um novo ataque, sendo desta vez muito mais bem sucedidos e afundaram três porta-aviões japoneses: o Sōryū, o Kaga e o Akagi. As perdas em vidas sofridas pelos japoneses foram extensas. O Hiryū foi o único porta-aviões japonês que conseguiu escapar e lançou um contra-ataque que terminou com o USS Yorktown sendo severamente avariado (que foi mais tarde afundado por um submarino japonês). Contudo, o Hiryū, o último porta-aviões de Nagumo, acabou não escapando e foi afundado no segundo dia de combates navais. Com seus porta-aviões postos a pique e os americanos recuando para longe do alcance dos seus couraçados, o almirante Yamamoto foi forçado a cancelar a operação e abandonar Midway. Esta batalha foi um ponto decisivo na Guerra do Pacífico. Pela segunda vez em um mês, os japoneses e sua formidável frota foram detidos, sofrendo pesadas baixas no processo (incluindo tendo quatro porta-aviões afundados). A perda dos seus pilotos de elite e marinheiros experientes eram, virtualmente, irreparáveis. Depois do fracasso em Midway, o Japão nunca mais recuperaria a iniciativa no conflito contra o Ocidente.

### Nova Guiné e as Ilhas Salomão
Em 1942, os japoneses prosseguiram avançando nas Ilhas Salomão e em Nova Guiné. Desde julho de 1942, a reserva do Exército Australiano, composta por homens jovens e pouco treinados, lutavam com afinco em Guiné, contra um poderoso ataque japonês que ainda marchava lentamente em direção a Port Moresby, atravessando a cordilheira de Owen Stanley. Os australianos foram eventualmente reforçados por unidades da 2ª Força Imperial Britânica, que retornava do Teatro do Mediterrâneo. No começo de setembro de 1942, fuzileiros japoneses atacaram uma base da Força Aérea Real Australiana na Baía Milne, no extremo leste de Nova Guiné. A luta em Milne se arrastou por duas semanas até que os japoneses recuaram, após sofrerem grandes perdas.

#### Campanha de Guadalcanal

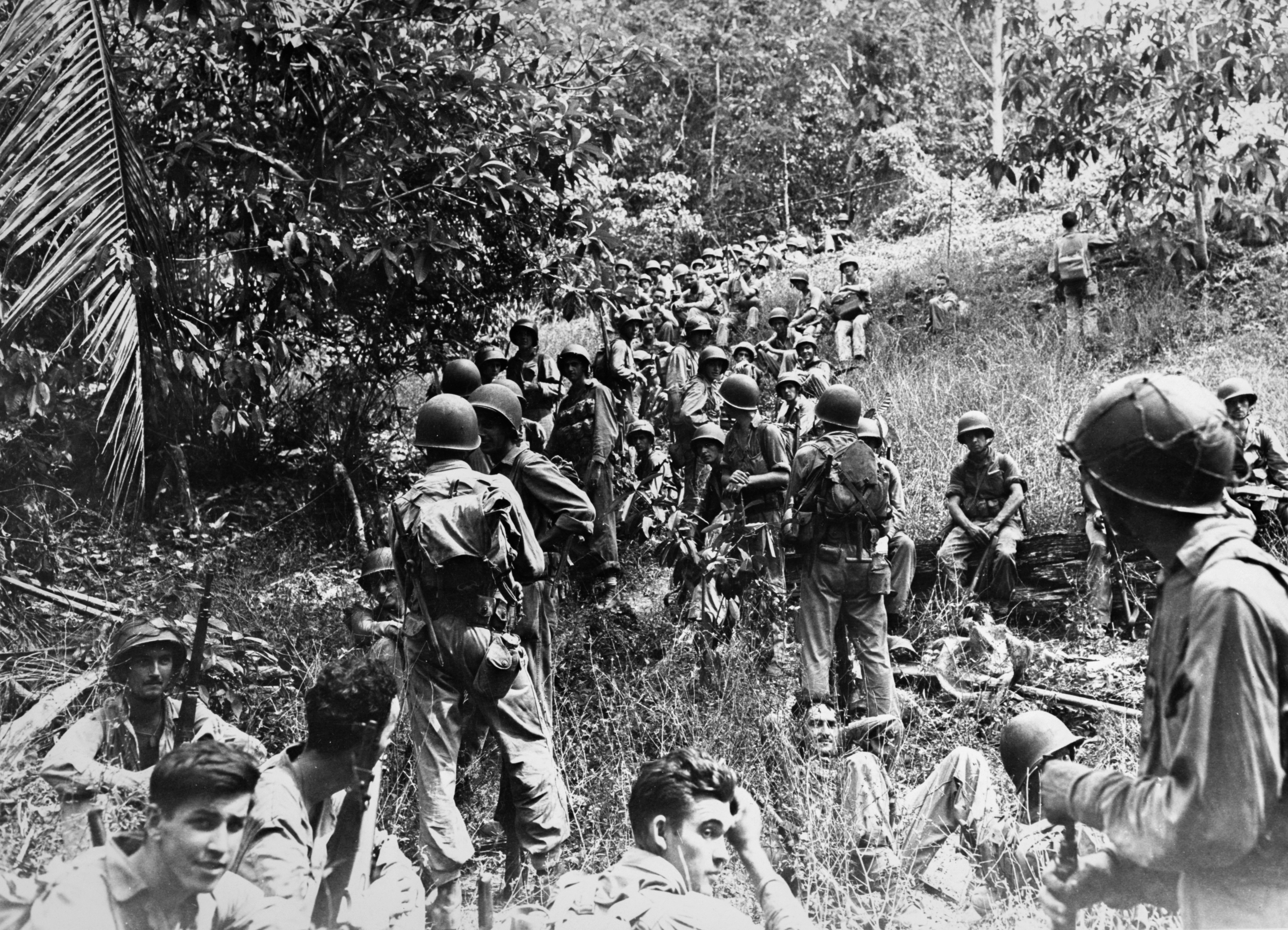
Fuzileiros americanos em Guadalcanal, em novembro de 1942.

Ao mesmo tempo que grandes batalhas estavam sendo travadas na Nova Guiné, os americanos descobriram que os japoneses estavam construindo uma base aérea na ilha de Guadalcanal, colocando novamente em perigo a Austrália. Os Aliados responderam enviando 16 000 homens imediatamente para lá, encabeçados pelos fuzileiros navais dos Estados Unidos e em agosto de 1942 o aeroporto da ilha já havia sido capturado.
Com as forças japonesas e Aliadas ocupando várias partes da ilha, a luta se arrastaria por mais seis meses, drenando recursos e resultando em milhares de mortos em combates em terra, no mar e no ar, numa longa batalha de atrito. O Japão desviou várias unidades do exército e da marinha, além de centenas de aviões, para defender Guadalcanal, com muitos sendo destruídos pela força aérea dos Aliados baseada em Campo Henderson, além das aeronaves que decolavam dos porta-aviões americanos. Enquanto isso, as forças terrestres japonesas tentaram, repetidas vezes, quebrar as linhas de defesa americanas e retomar Henderson, mas foram derrotados e sofreram pesadas baixas em batalha após batalha (como no rio Tenaru e em Edson's Ridge). Para sustentar essas ofensivas, os japoneses mandaram vários comboios navais, apelidados de "Expresso de Tóquio". Durante a noite, os navios eram hostilizados pela marinha americana e de dia eram atacados pelo ar. Um pequeno estreito nas águas próximas a Guadalcanal, conhecido como "Ironbottom Sound", foi palco de várias batalhas navais, com muitos navios, de ambos os lados, sendo afundados. Contudo, os Aliados não tinham problemas em repor estas perdas, enquanto para o Japão cada baixa era sentida. Finalmente, os japoneses, após terem perdido mais de 30 mil homens, decidem abandonar seus esforços de reconquistar o Campo Henderson e manter Guadalcanal. A ilha foi evacuada em fevereiro de 1943 e os americanos se saíram, mais uma vez, vitoriosos em uma batalha derradeira.

### Os Aliados avançam em Guiné e Salomão

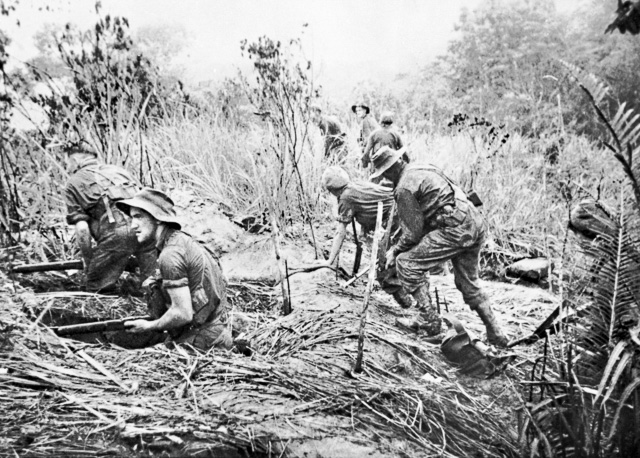
Forças especiais australianas em Nova Guiné, em julho de 1943.

Ao fim de 1942, os japoneses haviam feito de manter Guadalcanal uma de suas prioridades. As tropas que avançavam contra Port Moresby, receberam ordens para se retirar e reforçar a luta do outro lado de Nova Guiné. Os australianos e americanos então atacaram suas posições fortificadas e, após dois meses de luta, a região de Buna–Gona foi tomada.
Em meados de 1943, o fracasso em Guadalcanal marcou um dos maiores reveses dos japoneses na guerra até então. A luta na ilha drenou recursos vitais do Japão e ceifou a vida de milhares dos seus melhores soldados, pilotos e marinheiros. Em junho, os Aliados então lançaram a Operação Cartwheel, que definiu sua estratégia de ofensiva no sul do Pacífico. O plano era isolar as forças japonesas em Rabaul e cortar suas linhas de suprimento e comunicação. Isso preparou o caminho para a campanha de Nimitz de levar a guerra até o Japão através da sua estratégia de "island hopping", que significava tomar ilhas de importância estratégica uma a uma até o norte do Pacífico, enquanto isolava e ignorava outras que não tinham tanto significado tático. Ao mesmo tempo, uma guerra de atrito na Indonésia, na Nova Guiné e na Birmânia prosseguia, levada a cabo pelos britânicos e outros Aliados (como australianos, neozelandeses e indianos). Enquanto isso, a luta na China seguia num impasse desfavorável aos japoneses.

## Impasse na China e sudeste da Ásia

### China: 1942–1943

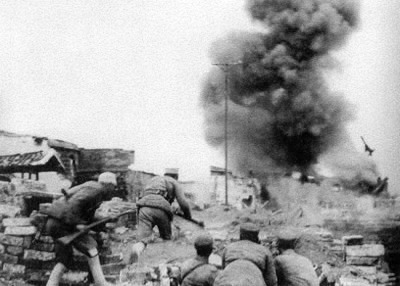
Tropas chinesas durante a Batalha de Changde, em novembro de 1943.

Na China continental, a 3ª, a 6ª e a 40ª divisões do exército japonês, totalizando cerca de 120 000 homens, se reuniram em Yueyang e avançaram em três colunas e cruzaram o rio Xinqiang, e tentaram cruzar o rio Miluo para chegar em Changsha. Em janeiro de 1942, as tropas chinesas foram vitoriosas na Batalha de Changsha, marcando o primeiro grande sucesso dos Aliados contra o Japão.
Após o Ataque de Doolittle (abril de 1942), tropas japonesas varreram as regiões de Zhejiang e Jiangxi, na China, com o objetivo de encontrar os pilotos americanos sobreviventes do ataque, ao mesmo tempo que se vingavam dos chineses que os apoiavam, destruindo suas bases. A operação começou em 15 de maio de 1942 com 40 batalhões de infantaria e vários de artilharia, mas os chineses frustraram seus planos em setembro. Durante essas operações, o exército imperial japonês deixou uma trilha de destruição e também espalhou pela região central da China diversas doenças que também afligiam seus soldados, como cólera, febre tifoide, peste e disenteria. Os chineses estimam que 250 000 civis foram mortos. Os japoneses perderam mais de 36 mil soldados, a maioria devido a doenças também.
Em 2 de novembro de 1943, Isamu Yokoyama, comandante do 11º Corpo do exército imperial, deslocou a 39ª, 58ª, 13ª, 3ª, 116ª e 68ª divisões, totalizando mais de 100 000 soldados, para atacar a cidade de Changde, no sul da China. Durante a batalha de sete semanas que se seguiu, os chineses forçaram os japoneses a lutar uma desgastante batalha de atrito. As tropas japonesas conseguiram tomar a cidade ao fim de dezembro, mas em janeiro eles foram obrigados a recuar, perdendo 11 mil homens em todo o processo. Os chineses então atacaram e cortaram as linhas de suprimentos do inimigo, forçando-os a recuar ainda mais. Durante estes combates, o Japão utilizou diversas armas químicas e biológicas.

### Birmânia: 1942–1943

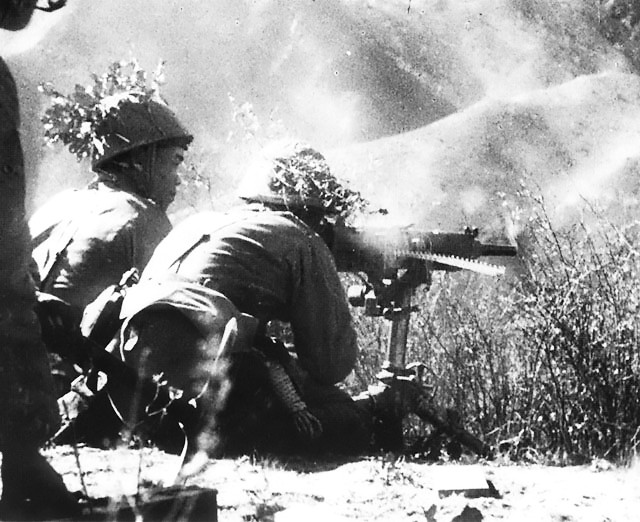
Japoneses lutando na Birmânia.

Após os japoneses conquistarem praticamente toda a Birmânia, havia desordem e agitações por todo o leste da Índia, acompanhado por uma onda de fome em Bengala, que resultaria em 2 milhões de mortes. Apesar disso, e das linhas de comunicação inadequadas, as forças britânicas e indianas tentaram limitados contra-ataques na Birmânia logo no começo de 1943. A ofensiva de Arakan terminou em fracasso, enquanto os Chindits sob comando do brigadeiro Orde Wingate sofrem pesadas baixas. Contudo, os ataques aumentaram a moral dos Aliados na região. Isso também obrigou os japoneses a enviar mais tropas e montar suas próprias ofensivas.
Em agosto de 1943, os Aliados formaram o Comando do Sudeste da Ásia (CSA) para assumir as responsabilidades de comandar a frente da Birmânia e na Índia. Em outubro, Winston Churchill apontou o almirante Louis Mountbatten como comandante-supremo. Britânicos e indianos do 14º Corpo do Exército foram então enviados para lidar com os japoneses na Birmânia. Sob comando do tenente-general William Slim, o treinamento, a moral e a saúde das tropas melhorou muito. O general americano Joseph Stilwell, que comandava as tropas dos Estados Unidos no teatro de operações China-Birmânia, coordenou uma ajuda mais direta aos chineses e preparou a construção da "Estrada Ledo", que ligaria a Índia e a China por terra.

### Conferência do Cairo
Em 22 de novembro de 1943, o presidente dos Estados Unidos Franklin D. Roosevelt, o primeiro-ministro britânico Winston Churchill e o generalíssimo nacionalista chinês Chiang Kai-shek, se encontraram na cidade de Cairo, no Egito, para discutir uma estratégia para derrotar o Japão. A reunião terminou com uma declaração conjunta, onde os Aliados se comprometiam a lutar contra o Japão até o final.

## Ofensivas Aliadas: 1943–44

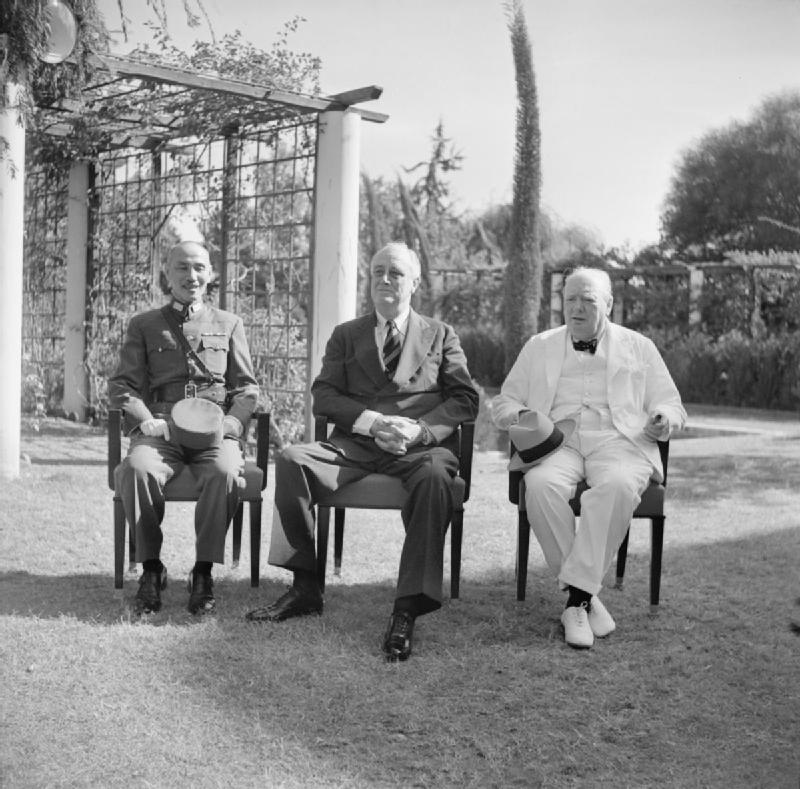
Os líderes das potências no Teatro de Operações do Pacífico: o Generalíssimo Chiang Kai-shek, o presidente Franklin D. Roosevelt e o primeiro-ministro Winston Churchill, durante a Conferência do Cairo, em 1943.

Midway se provou uma das últimas grandes batalhas navais no Pacífico até 1944. Os Estados Unidos aproveitaram este tempo para usar seu enorme potencial industrial para repor suas perdas materiais, construindo milhares de novos veículos, navios, aviões e armas menores, além de treinar ostensivamente novos soldados, pilotos e marinheiros. Tudo isso foi feito apesar da política de "Europa Primeiro", mostrando a grande superioridade dos americanos em termos de potencial econômico (o país também tinha acesso a quase infinitos e intactos recursos naturais). Em um pouco mais de um ano, boa parte da Frota do Pacífico e unidades de infantaria (principalmente os fuzileiros) já estavam completamente reconstruídas e reorganizadas.
Ao mesmo tempo, o Japão, carecendo de recursos e com uma base industrial e uma estratégia tecnológica bem inadequadas, em 1944, via sua situação se deteriorar rapidamente, com o país podendo fazer nada além de se defender e adiar o inevitável. Suas perdas em Midway e nas campanhas da Nova Guiné e nas Ilhas Salomão eram praticamente irreparáveis, com incontáveis poderosos navios de guerra sendo afundados, e suas melhores e mais bem treinadas tropas e pilotos sendo mortos. Os novos recrutas não tinham a mesma qualidade ou perícia. Em termos estratégicos, ao fim de 1943, os Aliados seguiam avançando em quase todas as frentes no Pacífico, tomando uma ilha após a outra. Nem todas as fortificações japonesas, contudo, tinham de ser conquistadas; algumas, como Truk, Rabaul e Formosa, foram apenas neutralizadas pelo ar com intensos bombardeios e então isoladas e ignoradas. O objetivo era apenas tomar ilhas e regiões que tinham importância tática, em locais para servir como pontes até o Japão. As cidades japonesas começam, lentamente, a serem bombardeadas. Surge então a necessidade de mover as bases dos aviões bombardeiros (como o B-29 Superfortress) para mais perto do arquipélago japonês, para também atacar outras áreas do Pacífico ainda ocupadas. Isso levaria a tomada de algumas ilhas de importância duvidosa, como a ilhota de Peleliu, onde dois mil americanos e dez mil japoneses seriam mortos em uma das batalhas mais violentas da guerra.
Em novembro de 1943, fuzileiros navais americanos lançaram uma grande invasão a Ilha de Tarawa. O atol, com uma área de apenas 500 km², foi tomado em três dias mas se tornou o túmulo de cinco mil americanos e japoneses. Tarawa e Peleliu serviram também para os Aliados melhorarem suas técnicas de ataques anfíbios, aprendendo com seus erros e implementando melhores técnicas de bombardeio aeronavais pré-desembarque, com melhor planejamento e cuidados, aumentando e afinando a coordenação entre os setores das forças militares. A partir de 1943, apesar de estar em grande desvantagem e estarem lutando uma guerra defensiva e perdida, os japoneses se recusavam a desistir. Para tomar as ilhas no caminho para o Japão, os Aliados sofrem grandes perdas. As baixas japonesas foram ainda maiores, com suas tropas lutando até o fim, com muitos recorrendo ao suicídio ou aos ataques banzai ao invés de se render.
A marinha dos Estados Unidos, enquanto isso, não perseguia a frota japonesa a fim de enfrentá-la numa batalha decisiva (como os japoneses queriam), seguindo a doutrina Mahanian; era a marinha do Japão que era forçada a partir para a ofensiva a fim de proteger suas ilhas e quando o faziam ficavam expostos a superioridade bélica e técnica dos americanos. Ataques sorrateiros, feitos principalmente por submarinos, afundavam vários navios de suprimentos japoneses todos os dias, fazendo com que os militares (e civis) japoneses sofressem constantemente com a falta de material.

### Guerra submarina
Submarinos dos Estados Unidos, além de algumas embarcações britânicas e holandesas, operavam a partir de bases em Cavite, nas Filipinas (1941–42); Fremantle e Brisbane, na Austrália; Pearl Harbor no Havaí; Trincomalee, Ceylon; Midway; e mais tarde de Guam. A campanha agressiva com os submarinos foi muito importante para os Aliados derrotarem o Japão, embora os submarinos de fato não serem tão numerosos assim no Pacífico. Navios mercantes japoneses eram constantemente afundados, barcos transportadores de tropas eram torpedeados e as importações de petróleo e outros recursos eram interrompidas, atrapalhando a produção de armas e as operações militares. No começo de 1945, o Japão estava sofrendo tanto com a falta de gasolina e derivados, com muitos navios de sua frota naval presos nos portos sem conseguir se mover.

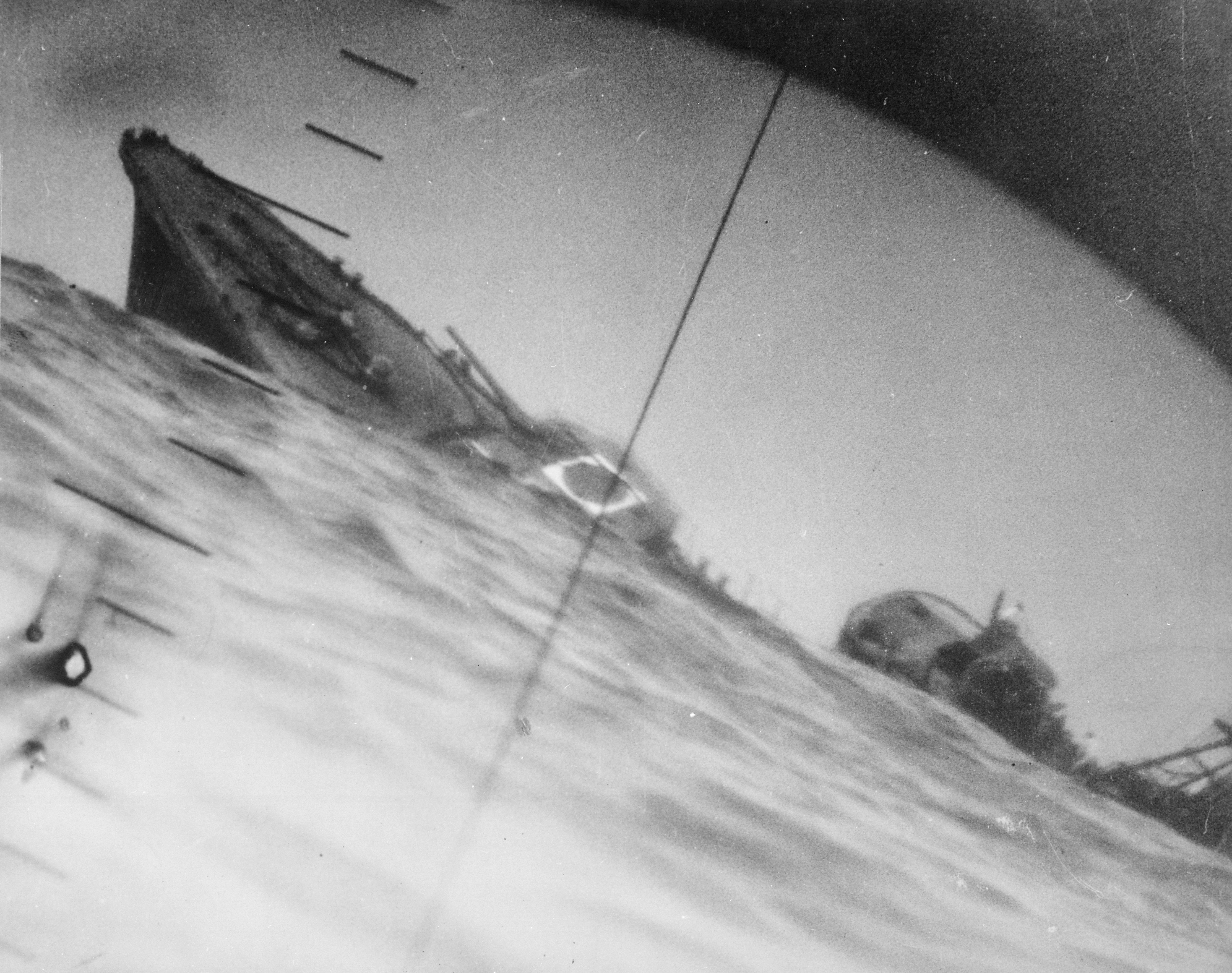
O contratorpedeiro japonês Yamakaze após ter sido torpedeado pelo submarino americano USS Nautilus, em junho de 1942.

Os japoneses afirmam que conseguiram, em contrapartida, afundar cerca de 468 submarinos Aliados durante a guerra. Na realidade, apenas 42 submarinos americanos se perderam devido a fogo inimigo no Pacífico, com outros 10 sendo perdidos por acidente ou fogo amigo. Os holandeses perderam cinco submarinos e os britânicos três.
Submarinos americanos foram responsáveis pelo afundamento de 56% da frota mercante japonesa; minas e aeronaves foram responsáveis pela maioria do resto. Os submarinos dos Estados Unidos também teriam afundado 28% da frota naval japonesa. Além disso, eles fizeram um papel importante na questão de reconhecimento, como nas batalhas do mar das Filipinas (junho de 1944) e do Golfo de Leyte (outubro de 1944), onde eles deram dados precisos e importantes da aproximação da frota japonesa. Submarinos também foram importantes no resgate de pilotos abatidos, incluindo o futuro presidente dos Estados Unidos, George H. W. Bush.
Os submarinos Aliados não ficaram no papel defensivo. Horas após o ataque a Pearl Harbor, em retaliação contra o Japão, Roosevelt ordenou a adoção de uma nova estratégia: a guerra submarina irrestrita contra os japoneses. Isso significava, na prática, liberdade total para os submarinos americanos afundarem qualquer embarcação japonesa, seja ela comercial ou de guerra, incluindo de outros países do Eixo, sem qualquer aviso ou ajuda aos sobreviventes. No começo da guerra no Pacífico, o almirante holandês responsável pela defesa das Índias Orientais, Conrad Helfrich, deu instruções para que a guerra fosse feita de forma agressiva. Sua pequena frota de submarinos afundou dezenas de embarcações japonesas, rendendo ao almirante o apelido de "Um-navio-por-dia Helfrich". Foram, de fato, os holandeses que afundaram o primeiro navio inimigo em combate no Pacífico. A 24 de dezembro de 1941, o HNLMS K XVI torpedeou e afundou o contratorpedeiro japonês Sagiri.
Embora o Japão também possuísse uma enorme frota de submarinos, eles não tiveram um impacto significativo na guerra. Em 1942, os submarinos japoneses atuaram muito bem, afundando ou danificando várias embarcações Aliadas. Contudo, a marinha imperial japonesa utilizou seus submarinos principalmente para reconhecimento de longa distância e apenas ocasionalmente tentavam realizar ataques nas linhas de suprimento dos Estados Unidos. As ofensivas navais dos japoneses contra a Austrália em 1942 e em 1943 também tiveram pouco resultado prático.

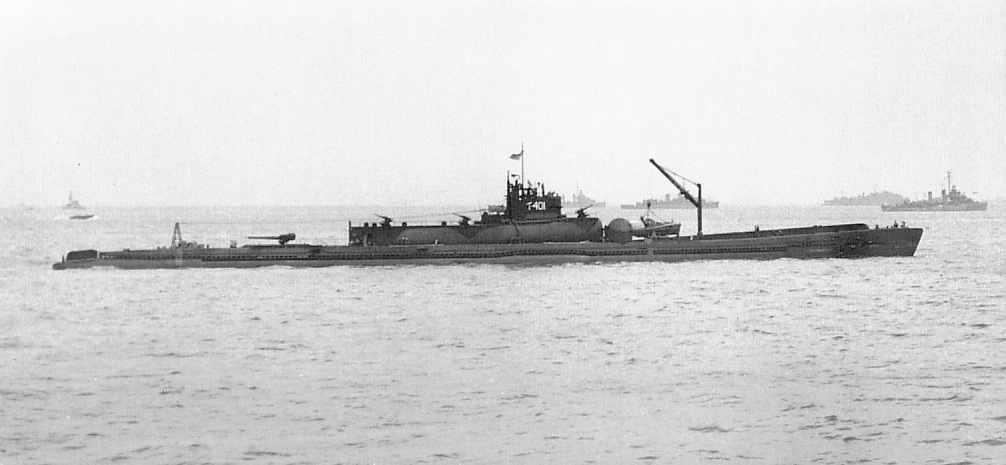
O submarino porta-aviões japonês I-400, o maior submarino não-nuclear já construído.

Com a maré da guerra se voltando contra o Japão, submarinos japoneses começaram a atuar como cargueiros para suprir bases avançadas longínquas, como Truk e Rabaul. Além disso, os japoneses honravam seu tratado de neutralidade com a União Soviética e ignoravam os cargueiros americanos levando toneladas de suprimentos militares de San Francisco para Vladivostok, algo que irritava muito a Alemanha.
A marinha dos Estados Unidos, em contraste, implementaram uma política de atacar as rotas de suprimentos do inimigo. Contudo, o problema dos Aliados durante o começo de 1942, cercados nas Filipinas, fez com que os submarinos fossem usados em "missão de guerrilha". Baseados na Austrália, devido a presença aérea japonesa, o almirante Nimitz ordenou que seus submarinos vigiassem as bases do inimigo. Os americanos também sofriam com seus torpedos Mark 14 que não funcionavam direito, algo que não foi reparado até setembro de 1943. Ainda assim, os Estados Unidos tinham quebrado o código naval japonês, o que só aumentaria a eficiência dos seus submarinos.

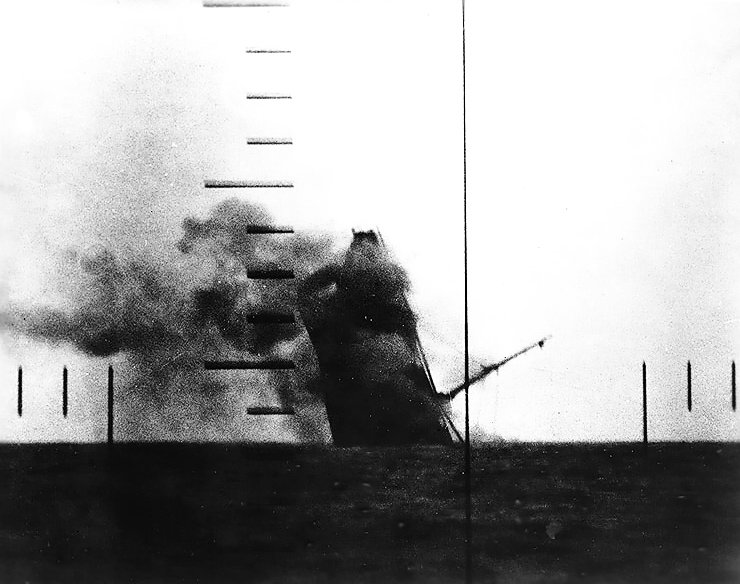
Um navio cargueiro japonês afundando após ser torpedeado.

Foi só em 1944 que a marinha dos Estados Unidos começou a usar seus mais de 150 submarinos com efeito máximo: instalando eficientes radares dentro deles, substituindo comandantes que não eram tão agressivos e consertando as falhas mecânicas nos torpedos. Os comboios de transporte e suprimentos japoneses não eram tão bem defendidos (se comparados com os dos Aliados), produto das falhas em preparo e na doutrina militar japonesa. O número de sucessos na guerra submarina só cresceu: em 1942 cerca de 350 patrulhas Aliadas afundaram 180 navios inimigos, enquanto que em 1943 foram 350 patrulhas com 335 navios japoneses afundados e em 1944 o número de patrulhas subiu para 520 com pelo menos 603 embarcações do inimigo afundadas. Em 1945, o número de navios japoneses postos a pique caiu, principalmente pois agora havia poucos alvos para acertar, com menos e menos embarcações se aventurando em alto mar. Ao todo, submarinos aliados afundaram mais de 1 200 navios mercantes japoneses – cerca de 5 milhões de toneladas. A maioria eram embarcações de carga pequenas, mas pelo menos 124 eram pesados cargueiros carregando cruciais remeças de petróleo das Índias Ocidentais. Outros 320 navios de passageiros e de transporte de tropas também foram afundados. Em um período crucial na campanha de Guadalcanal, Saipan e em Leyte, milhares de soldados japoneses foram mortos ou desviados de operação devido aos ataques de submarinos Aliados. Outros 200 navios de guerra foram afundados, indo de leves barcos patrulha a até grandes contratorpedeiros e pelo menos um couraçado, além de pelo menos oito porta-aviões de variados tamanhos.
A guerra submarina era perigosa; dos 16 000 tripulantes americanos que saíram em missão, 3 500 (22%) nunca retornaram, fazendo da vida nos submarinos um dos ramos mais perigosos nas forças armadas dos Estados Unidos durante a Segunda Guerra Mundial. Segundo os americanos, contudo, as perdas japonesas foram ainda maiores. A marinha do Japão teria perdido mais de 130 submarinos em ação.

## Contra-ofensivas japonesas na China: 1944
Em meados de 1944, os japoneses mobilizaram cerca de 500 000 homens e lançam uma pesada ofensiva de norte a sul da China, chamada Operação Ichi-Go. Esta seria a última grande ofensiva japonesa da Segunda Guerra Mundial, e tinha objetivo de conectar a região norte da China, ocupada pelo exército japonês, e a Indochina (também ocupada) e também capturar as bases aéreas chinesas na região sudeste, onde os aviões americanos estavam estacionados. Neste período, cerca de 250 000 combatentes chineses treinados por militares estadunidenses, sob comando do general Joseph Stilwell e a força expedicionária chinesa, operavam apenas na Birmânia, pelos termos do Acordo Lend-Lease. Os japoneses sofreram pesadas baixas na Operação Ichi-Go, perdendo mais de 100 mil soldados, porém eles conseguiram capturar vários quilômetros de território antes de serem detidos pelos chineses em Guangxi. Apesar do sucesso tático, a operação como um todo terminou em fracasso, pois o objetivo estratégico dos japoneses, tomar as bases Aliadas no sul, não foi cumprido. A maioria do exército chinês conseguiu se retirar em boa ordem e depois voltaram a atacar os japoneses, como na bem sucedida batalha pelo oeste de Hunan. O Japão, apesar do comprometimento em equipamentos e soldados, não chegou perto de derrotar a China com sua ofensiva e outras derrotas sofridas pelo império em várias áreas do Pacífico em 1944 impediu que o país sequer estivesse numa posição onde poderia derrotar militarmente a China. A Operação Ichi-go criou um grande senso de confusão social pela China nas áreas afetas. As guerrilhas comunistas chinesas foram capazes de explorar esta confusão para ganhar mais influência e controle nas zonas rurais do país após Ichi-go.

## Ofensivas japonesas na Índia: 1944

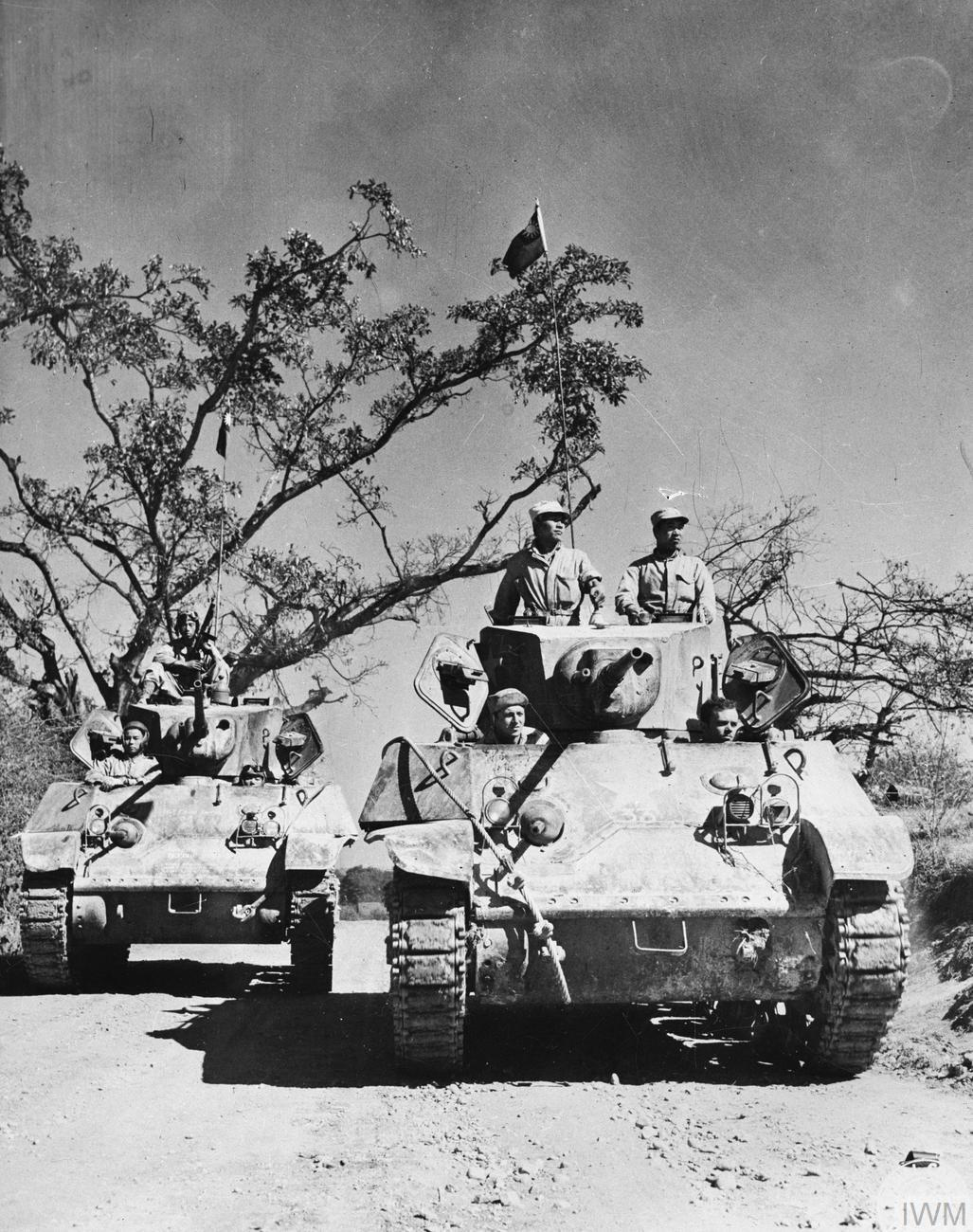
Tropas chinesas, utilizando tanques americanos M3A3 Stuarts, na estrada Ledo.

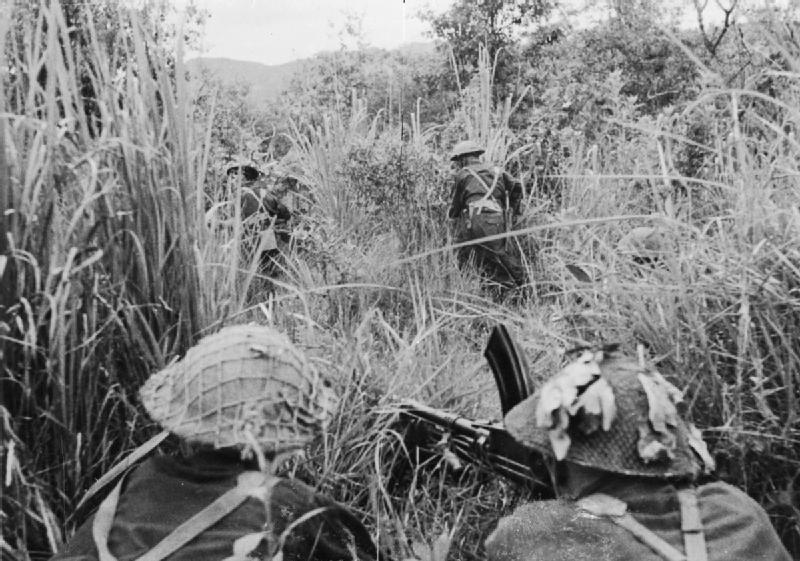
Tropas britânicas lutando contra os japoneses na Batalha de Imphal, na Birmânia, em julho de 1944.

Após vários reveses que aconteceram no começo de 1943, o Comando do Sudeste da Ásia preparou uma série de ofensivas na Birmânia em várias frentes. Nos primeiros meses de 1944, tropas americanas e chinesas, comandadas pelo general Joseph Stilwell, começaram a expandir a "Estrada de Ledo" da Índia até o norte da Birmânia, enquanto o XV Corpo do exército Aliado avançava pela costa da província de Arakan. Em fevereiro de 1944, os japoneses lançaram um contra-ataque contra Arakan. Após o sucesso inicial japonês, eles foram derrotados por tropas coloniais indianas, que contaram com o apoio aéreo decisivo até a chegada de reforços.
Os japoneses reagiram aos ataques Aliados ao lançar sua própria ofensiva na Índia em março de 1944, através das montanhas e das densas florestas da fronteira. Este ataque, codinome Operação U-Go, foi defendido pelo tenente-general Renya Mutaguchi, o recém promovido comandante do 15º Corpo do Exército Japonês; o Quartel-General Imperial deu sua autorização, apesar de ter reservas com tudo isso. Apesar de várias unidades indianas e britânicas lutarem para não serem cercadas, em abril eles conseguiram se concentrar ao redor de Imphal e firmar posições. Uma divisão japonesa, que havia avançado até Kohima, em Nagaland, foi capaz de cortar a estrada principal até Imphal, mas fracassou em tomar todas as defesas de Kohima. Em abril, os japoneses lançaram um ataque frontal contra a cidade de Imphal e falharam, sendo logo em seguida expulsos dos arredores de Kohima.
Um dos problemas comuns na Birmânia para os japoneses (assim como em outras frentes) era a falta de suprimentos e a inabilidade de conseguir manter suas forças avançadas abastecidas. Uma vez que as esperanças de vitória do general Mutaguchi foram frustradas, suas tropas, especialmente aquelas perto de Kohima, começaram a passar fome. Durante o mês de maio, enquanto Mutaguchi continuava a ordenar ataques, os Aliados começaram a avançar pelo sul, indo de Kohima até o norte por Imphal. Dois ataques Aliados começaram a 22 de junho, quebrando as tropas japonesas em Imphal. Os japoneses abandonaram suas ofensivas em 3 de julho. Eles haviam perdido mais de 50 000 soldados, a maioria devido a fome e doenças. Este foi um dos maiores reveses dos japoneses até então.
Apesar do avanço na província de Arakan ter sido detido para poder liberar homens e aeronaves para a Batalha de Imphal, os americanos e chineses continuavam avançando no norte da Birmânia, apoiados pelos Chindits que operavam nas linhas de suprimentos dos japoneses. Em meados de 1944, a força expedicionária dos nacionalistas chineses invadiram o norte da Birmânia a partir de Yunnan. Eles capturaram as posições inimigas no Monte Song. Quando as ofensivas terminaram, no meio da temporada de monções, as tropas sino-americanas já haviam avançado bem, tomando um vital aeroporto em Myitkyina (em agosto de 1944), que melhorou o processo de entrega de suprimentos da Índia para a China.

## O começo do fim no Pacífico

### Saipan e o Mar das Filipinas

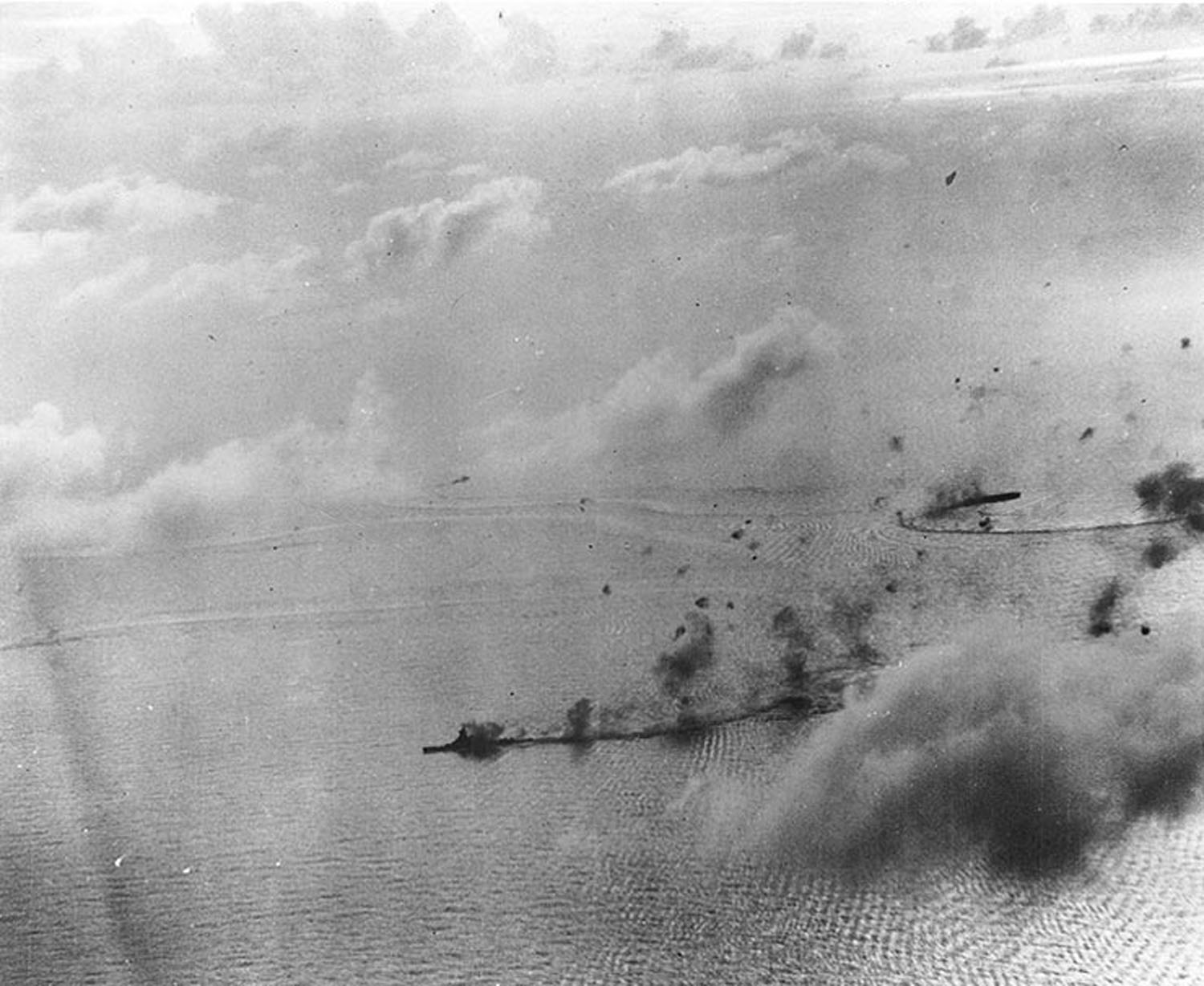
Navios de guerra japoneses sendo atacados por aviões americanos durante a batalha no mar das Filipinas.

A 15 de junho de 1944, cerca de 535 navios Aliados desembarcaram 128 000 soldados e fuzileiros americanos na ilha de Saipan. O objetivo da ofensiva era conquistar o complexo das Ilhas Marianas e neutralizar as bases do Japão no Pacífico Central, dando apoio as forças Aliadas que preparavam o avanço contra as Filipinas ocupadas pelos japoneses, ao mesmo tempo que se estabeleceria nas Marianas (particularmente Saipan) uma nova base avançada para aumentar a eficiência dos bombardeios aéreos contra o Japão, deixando principalmente a cidade de Tóquio mais dentro do alcance dos poderosos bombardeiros B-29 Superfortress. A partir de 1944, os Aliados (particularmente a aviação militar dos Estados Unidos) começaram uma campanha de bombardeios pesados contra várias cidades japonesas, destruindo boa parte do seu complexo industrial e causando enorme devastação. Cada ilha tomada mais próxima do arquipélago japonês significava maior eficiência nos ataques aéreos, que iam destruindo a infraestrutura civil e econômica do país, ao mesmo tempo que causava enormes perdas civis. Enquanto os Estados Unidos apoiavam seus aliados e participavam diretamente na luta na Europa, lançando uma grande invasão na França ocupada pelos alemães, eles ainda tinham a capacidade, uma semana depois, no outro lado do mundo, de organizar um grande ataque anfíbio a ilha de Saipan, mostrando a superioridade técnica e logística dos americanos e dos Aliados sobre os países do Eixo naquele período do conflito.
Era imperativo para os comandantes japoneses tentar manter Saipan sob seu controle a qualquer custo. Sua queda significaria mais uma base para os B-29 americanos continuarem sua campanha de destruição no Japão. O único jeito de proteger Saipan era destruir a 5ª Frota da marinha dos Estados Unidos, que tinha 15 porta-aviões com 956 aviões, 7 couraçados, 28 submarinos e 69 contratorpedeiros, além de dezenas de navios de apoio e vários cruzadores. O vice-almirante Jisaburō Ozawa mobilizou o tanto de navios que pôde, incluindo a maioria das grandes embarcações da marinha imperial japonesa que ainda estavam operacionais, formando uma frota de 9 porta-aviões com 473 aviões, 5 couraçados, vários cruzadores e 28 contratorpedeiros. Os pilotos de Ozawa estavam em desvantagem de pelo menos dois para um e suas aeronaves, que no começo do conflito dominavam os céus, agora já estavam obsoletas. Os japoneses tinham bastante defesas antiaéreas mas não tinham tantas cargas de profundidade ou um bom sistema de radar. Com tantas desvantagens, o almirante Ozawa teve que adequar sua estratégia. Os seus aviões tinham mais autonomia de voo pois eram mais leves (devido a falta de blindagem); eles podiam atacar alvos a 480 km de suas bases e podiam buscar o inimigo num raio de 900 km. Os avançados caças Hellcat americanos tinham um alcance operacional de 523 km. Ozawa planejava usar sua vantagem no alcance ao posicionar sua frota a 480 km. Os caças japoneses iriam atacar os porta-aviões americanos, pousar em Guam para reabastecer, e então atacar o inimigo novamente. Ozawa contava com 500 aviões extras em Guam e outras ilhas.
O almirante Raymond A. Spruance era o comandante da 5.ª Frota Americana. O plano japonês teria falhado de cara se a frota americana tivesse tomado a iniciativa contra a marinha japonesa e os atacado diretamente; Ozawa corretamente concluiu que Spruance não atacaria. O almirante Marc Mitscher, no comando tático da Força Tarefa 58, com seus 15 porta-aviões, era agressivo mas Spruance vetou o plano de Mitscher de caçar Ozawa. Spruance deu ordens para que sua frota protegesse os desembarques em Saipan e ali focasse sua atenção.

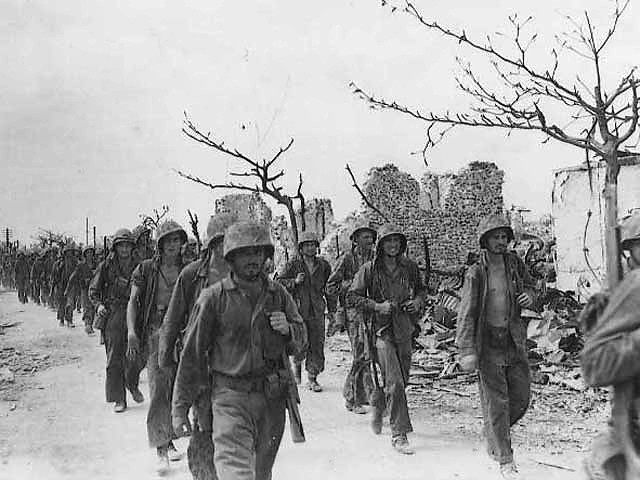
Fuzileiros americanos marchando em Saipan, a 21 de junho de 1944.

As duas frotas convergiram e travaram uma das maiores batalhas navais da Segunda Guerra Mundial até aquele ponto. Uma das prioridades dos Estados Unidos no ataque a Saipan foi destruir a força aérea japonesa estacionada na ilha e também em outras ilhotas ao redor. Isso reduziu significativamente a capacidade dos japoneses de responder, com os americanos estabelecendo a superioridade aérea logo cedo. No final, o ataque principal de Ozawa não teve muita coordenação, com os esquadrões japoneses agindo de forma irregular e sem foco. Seguindo ordens do almirante Nimitz, todos os porta-aviões americanos firmaram posição no meio da frota, aumentando a organização dos contra-ataques dos seus caças Hellcats. O resultado foi chamado de Great Marianas Turkey Shoot ("A grande caçada das Marianas"). Os aviões americanos, superiores tecnologicamente e com melhores pilotos, derrubaram, um a um, as aeronaves japonesas, que simplesmente não tinham capacidade de reagir. Os poucos aviões japoneses que conseguiram chegar até a frota naval americana foram derrubados facilmente pelo fogo antiaéreo dos navios. Apenas um navio americano foi danificado, 123 aeronaves foram perdidas e pelo menos 109 militares mortos. As perdas japonesas, por outro lado, foram extremas: três porta-aviões acabaram sendo afundados (o Taihō, o Shōkaku e o Hiyō), mais de 600 aviões foram abatidos e quase três mil homens foram mortos em ação. Na verdade, as perdas japonesas só não foram maiores porque as aeronaves torpedeiras americanas ficaram sem combustível. Porém a perda dos porta-aviões se provou fatal para o Japão, que não tinha mais capacidade de construir tais navios novamente.
Com a frota japonesa destruída, os americanos seguiram com a invasão de Saipan sem grandes percalços. Os japoneses na ilha, contudo, ofereceram feroz resistência e lutaram com afinco. Foram vinte e quatro dias de combates intensos. Dos 71 mil homens do V Corpo anfíbio dos fuzileiros navais americanos, cerca de 3 426 foram mortos e outros 10 364 foram feridos. As perdas japonesas, assim como no mar, foram muito mais extensas. Dos mais de 30 mil soldados de infantaria na ilha, 24 mil foram mortos em ação, com outros 5 mil cometendo suicídio ritual para evitar a captura (incluindo seu comandante, o general Yoshitsugu Saitō). Seguindo ordens vindas do Quartel-General Imperial, milhares de civis japoneses se suicidaram também (algumas estimativas dizem que 7 mil civis tiraram a própria vida). Quase que imediatamente após a queda de Saipan, a ilha passou a ser usada pelos B-29 para bombardear o Japão, tendo um efeito devastador sobre as cidades do país.

### Golfo de Leyte: 1944
A batalha do Golfo de Leyte é considerada um dos maiores confrontos navais da história (certamente o maior da Segunda Guerra Mundial). Foi uma série de quatro combates travados perto da costa das Filipinas, mais precisamente da região de Leyte, de 23 a 26 de outubro de 1944. O confronto no Golfo de Leyte viu alguns dos maiores couraçados já construídos se combatendo (foi a última vez que dois couraçados dispararam um contra outro numa batalha), e também foi a primeira vez em que kamikazes foram utilizados em larga escala. A vitória no Mar das Filipinas estabeleceu a superioridade aérea e naval dos Aliados no oeste do Pacífico. O almirante Nimitz favorecia um grande bloqueio as Ilhas Filipinas e um desembarque em Formosa. Isso daria controle aos Aliados das rotas marítimas do Japão até o sul da Ásia, isolando as unidades japonesas mais distantes. Já o general Douglas MacArthur favorecia uma invasão das Filipinas, que também cortaria as linhas de suprimentos japonesas. O presidente Roosevelt favoreceu o plano de MacArthur. Enquanto isso, o comandante da Frota Combinada japonesa, o almirante Soemu Toyoda, preparou quatro planos para cobrir todos os cenários de ataque possível pelos Aliados. Em 12 de outubro, o almirante Nimitz lançou uma ofensiva aeronaval contra Formosa, para garantir que os aviões japoneses estacionados lá não interviessem no ataque a Ilha Leyte. Toyoda colocou o plano Sho-2 em ação, lançando uma série de surtidas aéreas contra os porta-aviões americanos. Contudo, os japoneses perderiam mais de 600 aeronaves em três dias, deixando toda aquela região do Pacífico sem suporte aéreo.

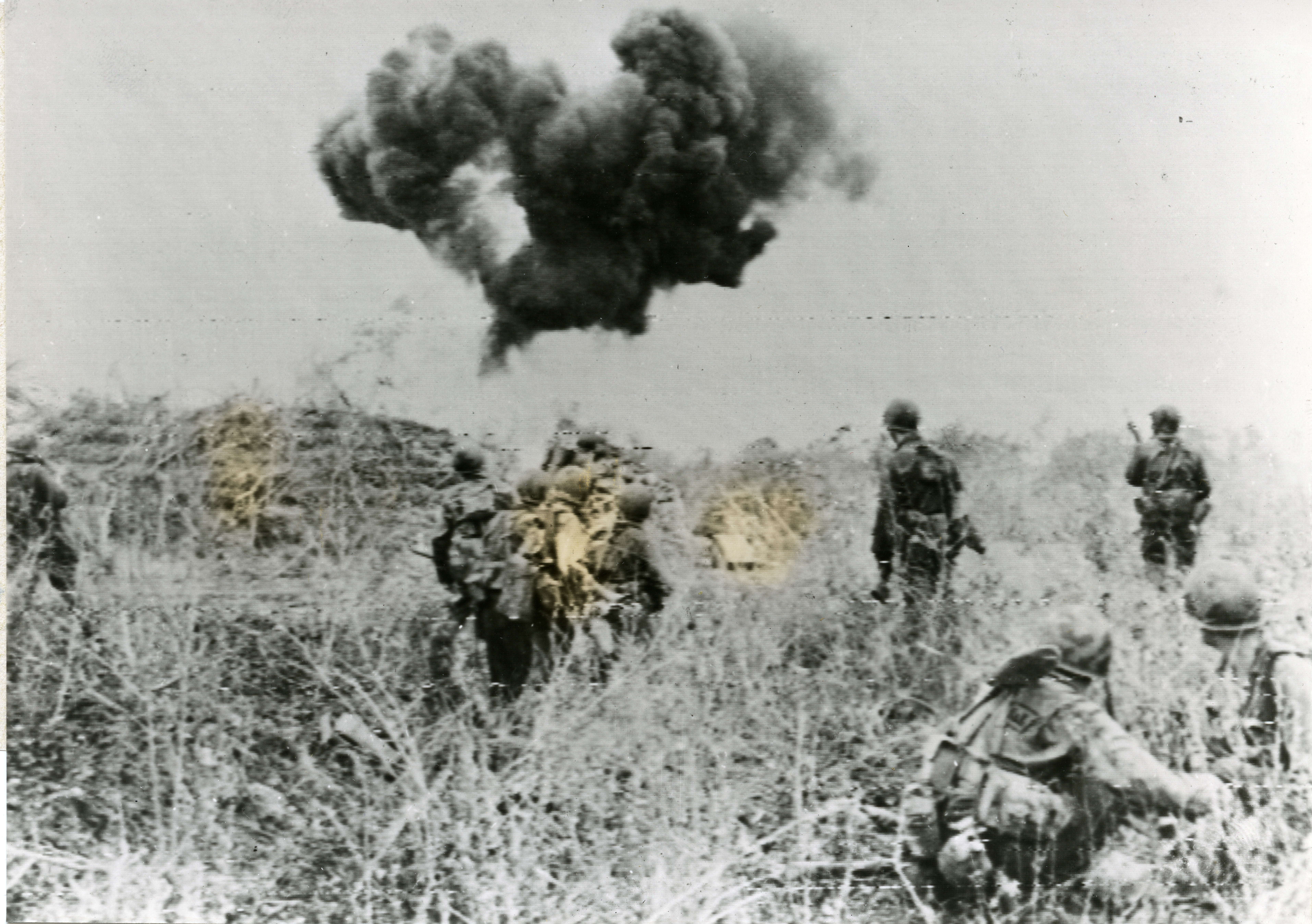
Soldados americanos lutando no Pacífico, em 1944.

Já o plano Sho-1 foi posto em ação pelo vice-almirante Jisaburō Ozawa para utilizar sua vulnerável força para atrair a 3ª Frota dos Estados Unidos para longe de Leyte e remover o apoio aéreo aos Aliados que desembarcavam na ilha, que então seria atacada por três forças japonesas: os navios do almirante Takeo Kurita entraria no Golfo de Leyte e atacaria as tropas americanas que desembarcavam; já a frota dos almirantes Shōji Nishimura e Kiyohide Shima agiriam como forças de ataque móveis. Os japoneses anteciparam que sofreriam pesadas baixas, mas o almirante Toyoda argumentou que não faria sentido salvar os navios e perder as Filipinas.
A "Força do Centro" de Kurita consistia de cinco couraçados, doze cruzadores e treze contratorpedeiros. Neste grupo havia dois dos maiores encouraçados já construídos: o Yamato e o Musashi. Conforme eles passaram pela ilha de Palawan, após a meia-noite de 23 de outubro, a força japonesa foi detectada e os submarinos americanos afundaram dois cruzadores inimigos. No dia seguinte, enquanto a frota de Kurita entrava no mar de Sibuyan, o USS Intrepid e o USS Cabot lançaram mais de 260 aviões contra eles, danificando vários navios japoneses. A segunda onda de aeronaves atingiu o Musashi. A terceira onda, do USS Enterprise e do USS Franklin, atingiu o Musashi com onze bombas e oito torpedos. O almirante Kurita tentou recuar, mas o Musashi acabou afundando ao anoitecer.

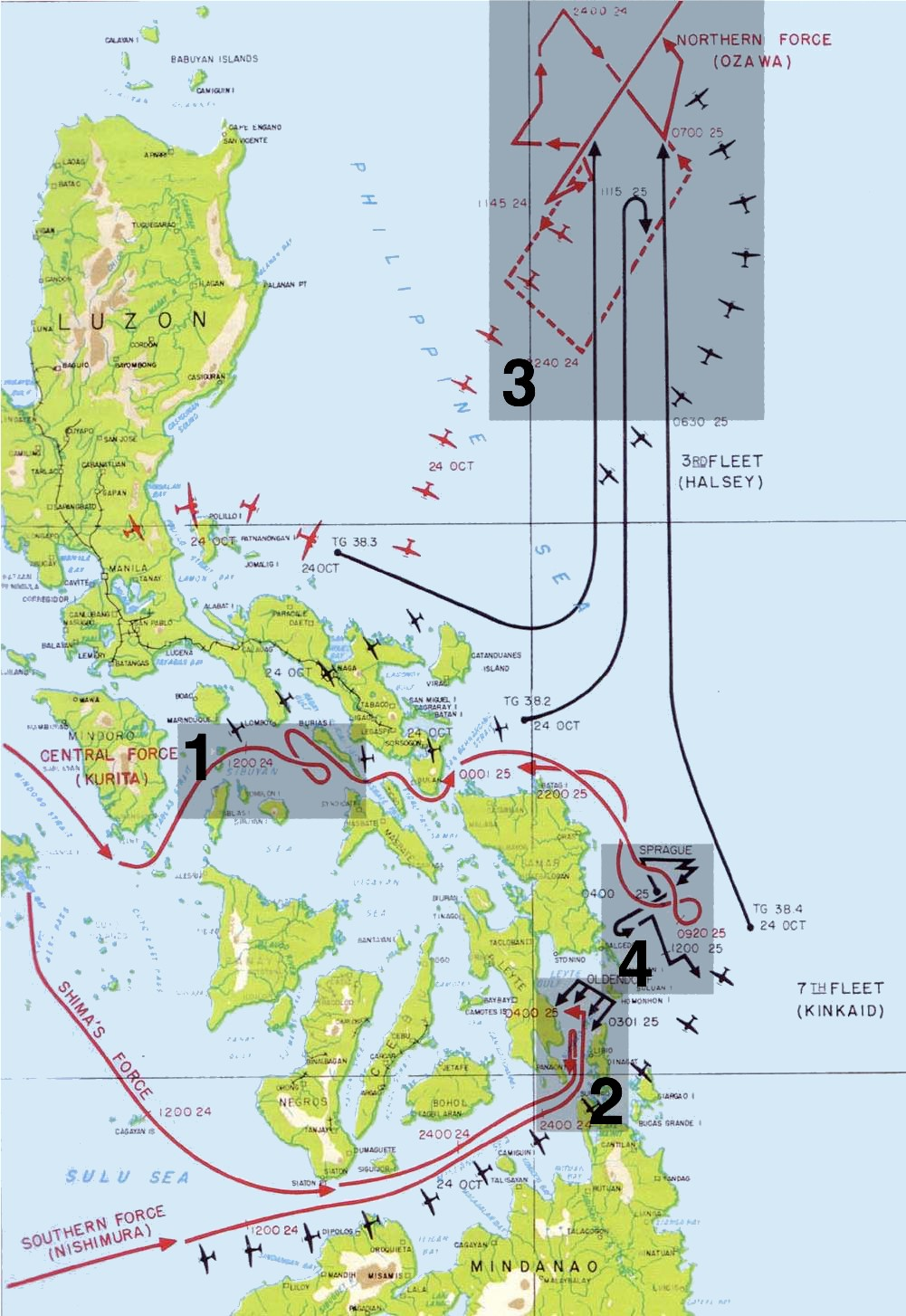
Mapa mostrando os quatro grandes engajamentos na batalha do Golfo de Leyte.

Enquanto isso, o almirante Onishi Takijiro direcionou toda uma frota aérea, cerca de 80 aeronaves, contra os porta-aviões americanos que estavam realizando bombardeios contra as bases aéreas em Luzon. O porta-aviões USS Princeton foi atingido e sofreu danos extensos, com uma explosão matando 108 dos seus 1 569 tripulantes. Enquanto tentavam prestar socorro, 233 tripulantes do cruzador rápido USS Birmingham também perderam a vida. O Princeton acabaria afundando, enquanto o Birmingham foi tirado de ação.
A força de Nishimura consistia de dois couraçados, um cruzador e quatro contratorpedeiros. Como eles estavam sob silêncio de rádio, Nishimura não conseguiu sincronizar sua frota com a de Shima e Kurita. Mas os almirantes Nishimura e Shima faltaram até mesmo em coordenar seus planos antes dos ataques – os dois eram rivais e nenhum queria falar com o outro. Quando ele entrou no Estreito de Surigao as 02h00, Shima estava a 40 km atrás dele, e Kurita ainda estava no mar de Sibuyan, a algumas horas da praia de Leyte. Enquanto eles passavam pela Ilha Panaon, a força de Nishimura caiu numa armadilha feito pela 7ª Frota americano-australiana, comandada pelo almirante Jesse Oldendorf, que tinha seis couraçados, quatro cruzadores pesados, quatro cruzadores ligeiros, 29 contratorpedeiros e 39 barcos PT. Para passar pelo estreito e chegar nas áreas de desembarque, Nishimura teve que se apressar. As 03h00, o couraçado japonês Fusō foi afundado e três contratorpedeiros foram danificados por torpedos. As 03h50, couraçados de guerra americanos abriram fogo contra a frota principal japonesa. Os navios dos Estados Unidos eram mais modernos que os japoneses e acertavam seus alvos com mais precisão. O couraçado japonês Yamashiro, um cruzador e um contratorpedeiro foram seriamente danificados por projéteis de 40 mm disparados por embarcações americanas; o Yamashiro iria afundar algumas horas mais tarde. No final, apenas um dos sete navios de guerra do almirante Nishimura sobreviveria aos combates em Leyte. As 04h25, a frota de Shima de dez navios (dois cruzadores e oito contratorpedeiros) chegou na batalha. Contudo, ao ver as perdas de Nishimura e os destroços do Fusō, Shima ordenou uma retirada.
A última frota, de Ozawa, no norte, tinha quatro porta-aviões, três cruzadores e nove contratorpedeiros. Os porta-aviões, obsoletos, carregavam apenas 108 aeronaves. Esta força não foi avistada pelos Aliados até 16h40 em 24 de outubro. As 20h00, o almirante Toyoda ordenou que todas as forças navais japonesas atacassem. O almirante William Halsey viu nisso uma oportunidade de destruir a frota de porta-aviões japoneses de uma vez por todas. A 3ª Frota americana era formidável em força – possuía 17 porta-aviões de diversos tamanhos, seis couraçados, 17 cruzadores, 63 contratorpedeiros e mais de 1 000 aeronaves. Os navios de Halsey partiram para perseguir Ozawa após a meia-noite. Os comandantes americanos ignoraram relatórios de que Kurita já havia recuado pelo estreito de San Bernardino. Eles então caíram na desesperada armadilha de Ozawa. A 25 de outubro, os japoneses mandaram 75 aviões para atacar os americanos, mas a maioria foi derrubada por fogo antiaéreo ou por caças estadunidenses antes de causar qualquer dano. As 08h00, aviões dos Estados Unidos já tinham destruído praticamente toda a ameaça aérea japonesa e então partiram para atacar a sua frota. Ao anoitecer, eles afundaram três porta-aviões japoneses (o Zuikaku, o Zuihō e o Chiyoda) e um contratorpedeiro. Um quarto porta-avião, o Chitose, e um cruzador foram mais tarde danificados e acabaram afundando também.

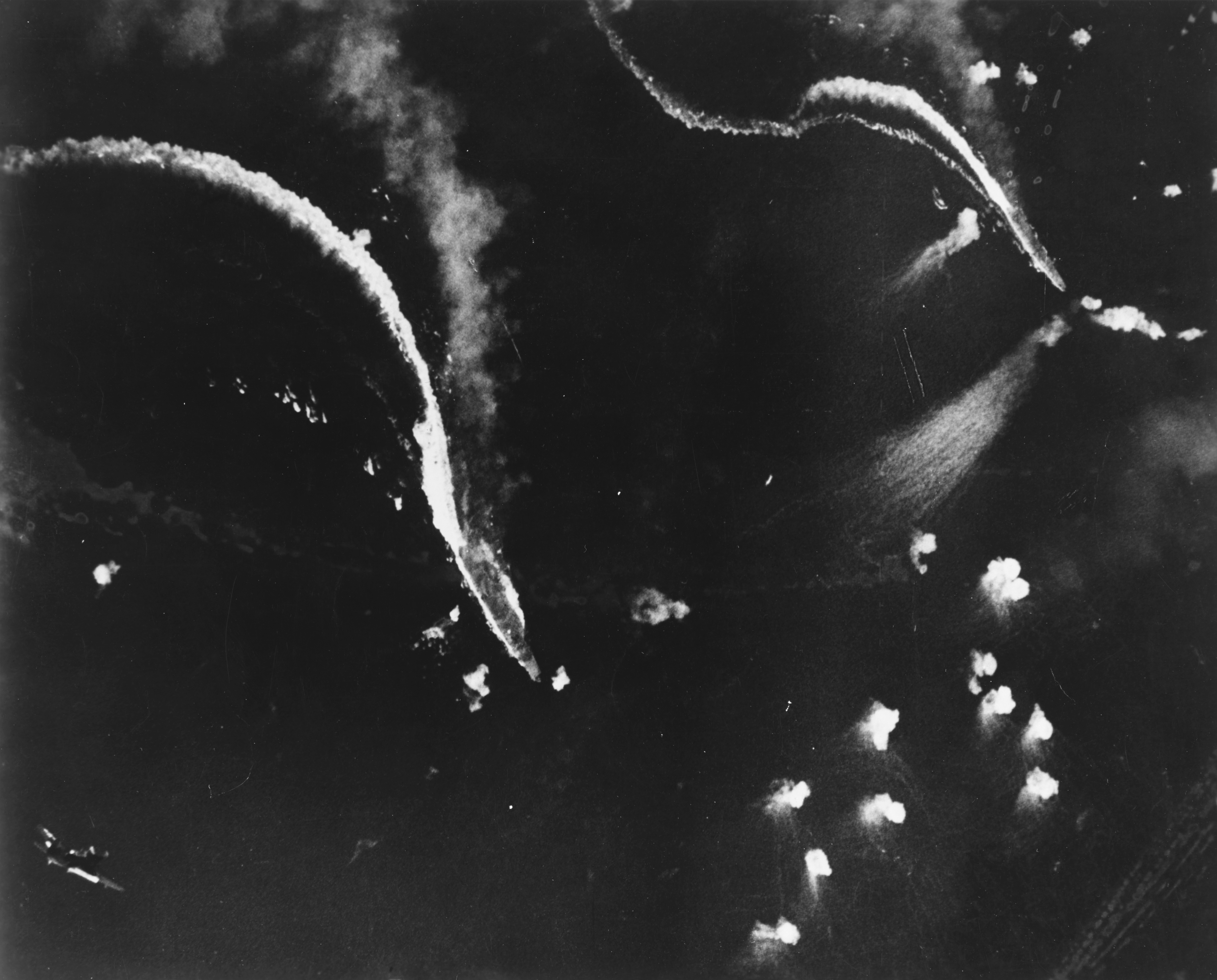
Os porta-aviões japoneses Zuikaku e Zuihō sendo atacados na batalha do Cabo Engaño.

Kurita passou pelo Estreito de San Bernardino as 03h00 em 25 de outubro e partiu para a costa da ilha de Samar. No seu caminho estava toda uma frota americana, comandada pelo almirante Thomas Kinkaid. Havia pelo menos dezoito porta-aviões americanos de pequeno porte, carregando mais de 500 aviões, e pelo menos oito contratorpedeiros. Kinkaid ainda acreditava que a força do almirante Willis Lee guardava o norte, preservando aos japoneses o elemento surpresa. Eles atacaram as 06h45. Kurita confundiu uma das forças tarefas americanas pela 3ª Frota inteira. O almirante Clifton Sprague, pego de surpresa, ordenou que seus navios recuassem, esperando que a visibilidade ruim atrapalhasse os japoneses, e usou seus contratorpedeiros para distrair os couraçados japoneses. Após dez minutos, o Yamato se viu deslocado e pego numa manobra evasiva. Três navios de guerra americanos foram afundados, mas eles distraíram os couraçados japoneses por tempo suficiente. Ainda assim, um dos grupos de combate americano recuou, enquanto os barcos japoneses exploravam sua velocidade para tentar cair sobre os outros dois grupos americanos. Contudo, as 09h20, Kurita decidiu recuar para o norte. O almirante percebeu que era uma questão de tempo até a 3ª Frota americana contra-atacar e que se ele esperasse muito tempo, os aviões americanos iriam cair sobre ele. Os contratorpedeiros estadunidenses quebraram a formação dos navios japoneses, fragmentando seu controle tático. Três dos cruzadores pesados do almirante Kurita foram afundados e vários outros navios de guerra foram danificados. Os japoneses então tiveram de recuar do Golfo de Leyte, indo pelo estreito de San Bernardino, sob constante ataque dos aviões americanos.
A Batalha do Golfo de Leyte durou três dias e destruiu o grosso da frota japonesa. Cerca de doze mil marinheiros e pilotos foram mortos e 28 navios (incluindo quatro porta-aviões) foram afundados e muitos outros mais seriamente danificados. Em comparação, os americanos perderam pelo menos meia dúzia de navios e 3 mil dos seus homens foram mortos ou feridos. Enquanto isso, o 6º Corpo do exército americano desembarcou com sucesso em Leyte e em dezembro de 1944 (após um mês de combate) a pequena ilha foi tomada. Mas foi a batalha naval no Golfo de Leyte que quebrou o poderio da marinha japonesa e garantiu a conquista das Filipinas, abrindo caminho para a tomada das Ilhas Ryūkyū em 1945. A última vez que a marinha imperial japonesa voltou a mostrar força foi na fracassada Operação Ten-Go, em abril de 1945. A frota de Kurita começou com quatro poderosos couraçados em suas fileiras; quando ele retornou para o Japão, apenas o Yamato ainda estava em condições de luta. O Yamashiro, que afundou, foi o último couraçado a combater outro navio do seu tipo na história.

### Libertação das Filipinas: 1944–45

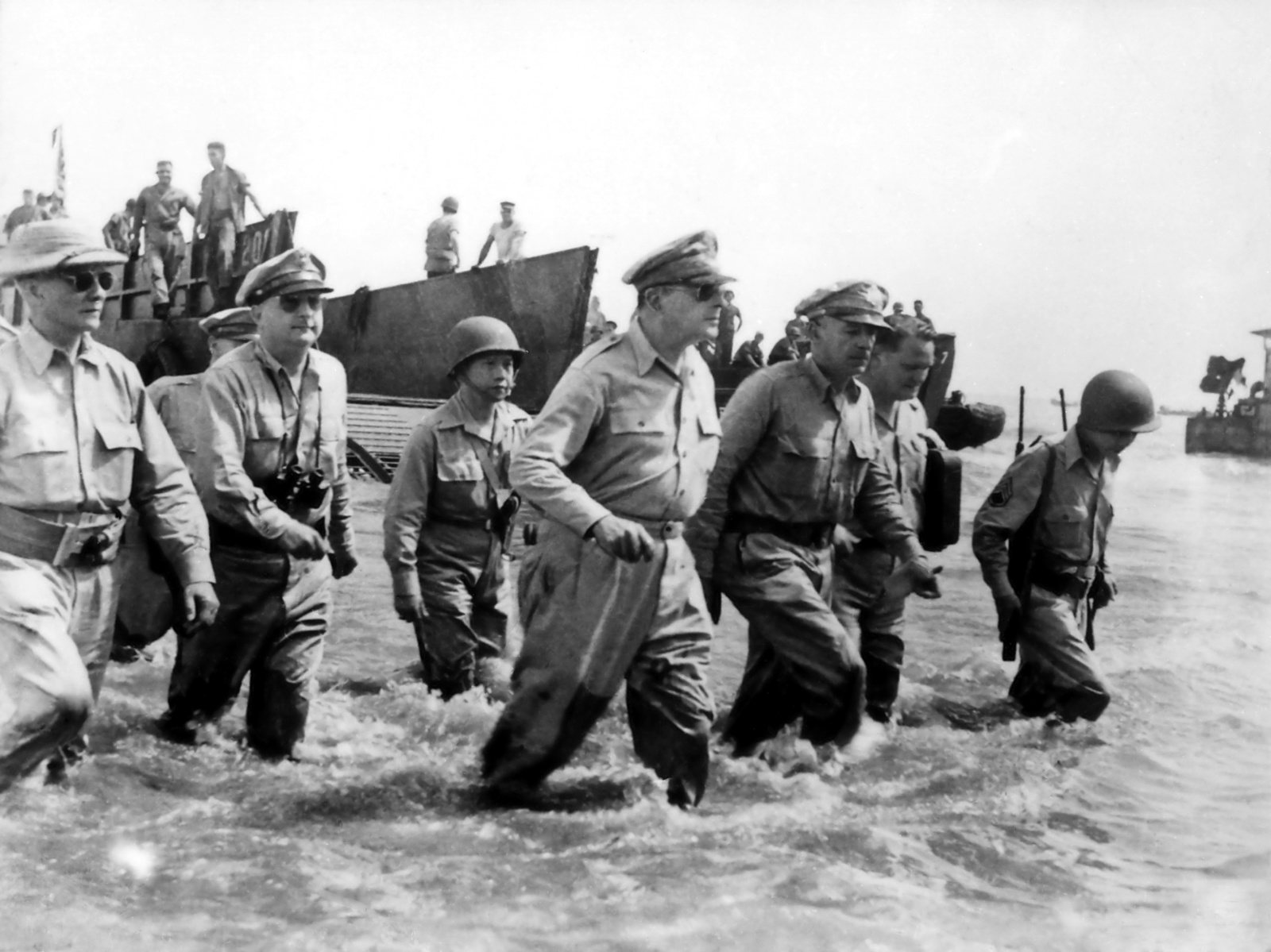
O general Douglas MacArthur desembarcando em Leyte, nas Filipinas.

Em 20 de outubro de 1944, o 6º Corpo do Exército dos Estados Unidos, apoiado por forças aéreas e navais dos Aliados, desembarcou na costa de Leyte, ao norte de Mindanao. Os americanos continuaram avançando pelo leste, enquanto japoneses mandaram reforços às pressas para a área da baía de Ormoc no lado oeste da ilha. Enquanto o 6º Exército conseguia se reforçar, os aviões americanos devastavam as tentativas japonesas de se ressuprir. No meio de chuvas torrenciais e terreno difícil, as tropas Aliadas avançavam por Leyte e foram também tomando a ilha de Samar ao norte. A 7 de dezembro, o exército americano desembarcou na baía de Ormoc e, após pesados combates em terra e no mar, eles conseguiram cortar as linhas de abastecimento japonesas em Leyte. A ilha demorou cerca de um mês para ser tomada, terminando com a morte de quase 50 mil japoneses e 3 500 americanos.
Em 15 de dezembro de 1944, desembarques Aliados aconteceram ao sul da ilha de Mindoro, um local chave na região, em apoio aos grandes desembarques na crucial ilha de Luzon. A 9 de janeiro de 1945, na praia sul do Golfo de Lingayen na costa oeste de Luzon, o 6º Exército, sob comando do  general Walter Krueger, desembarcou suas primeiras unidades de infantaria. Cerca de 175 000 soldados Aliados seriam desembarcados numa cabeça-de-praia de 32 km nos próximos dias. Com pesado apoio aéreo, unidades do exército americano começaram a avançar ilha adentro, tomando o Campo aéreo Clark Field, 64 km a noroeste de Manila, na última semana de janeiro.

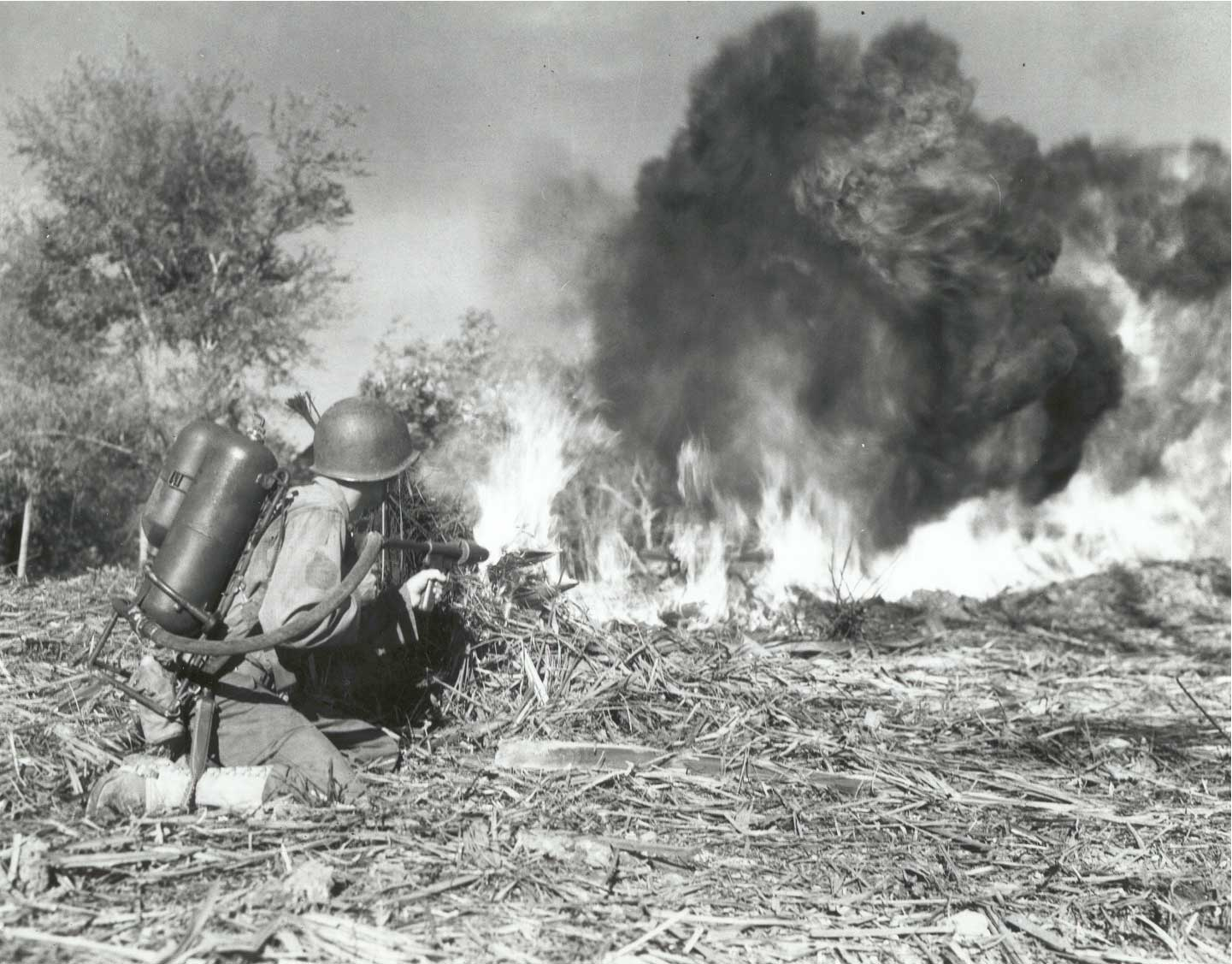
Um soldado americano usando seu lança-chamas para queimar posições japonesas durante a batalha de Luzon, a 23 de março de 1945.

A invasão de Luzon continuava ao fim de janeiro de 1945, com dois grandes desembarques adicionais acontecendo simultaneamente, um na Península de Bataan e outro, que aconteceu com apoio de paraquedistas, ocorrendo ao sul de Manila. As forças americanas foram abrindo caminho até a capital das Filipinas e, em 3 de fevereiro, soldados da 1ª Divisão de Cavalaria do exército conseguiram chegar no norte de Manila e a 8ª Divisão de Cavalaria passou pelos subúrbios norte e adentrou na cidade. Forças adicionais convergiram na capital vindas do sul, pela península de Bataan, fazendo progressos. Seguiu-se uma intensa batalha pelas ruas de Manila, uma das mais violentas do conflito até então. Enquanto isso, em 16 de fevereiro, tropas anfíbias e unidades paraquedistas americanas atacaram as posições japonesas em Corregidor, tomando a aérea por completa a 27 de fevereiro.
No total, dez divisões do exército dos Estados Unidos e cinco regimentos independentes (totalizando 280 000 soldados) lutaram em Luzon, fazendo desta uma das maiores campanhas militares na Guerra do Pacífico. Havia mais de 250 000 japoneses defendendo Luzon, sendo que 80% destes viriam a morrer (a maioria por doenças). Em comparação, os Aliados perderam 47 000 homens (entre mortos, feridos ou desaparecidos). Os japoneses lutaram de forma obstinada, mas sua inferioridade bélica era demasiada grande. Ainda assim, as tropas imperiais demonstraram um espírito de luta extremo, preferindo, em muitos casos, tirar a própria vida ao invés de se render quando a derrota parecia inevitável. Alguns soldados japoneses se refugiaram em cavernas e foram para as florestas a fim de tentar uma última resistência. De fato, o último soldado japonês nas Filipinas a se render foi o tenente Hiroo Onoda, em 9 de março de 1974.
A Ilha de Palawan, localizada entre Bornéu e Mindoro, a quinta maior ilha filipina e a que estava posicionada mais a oeste do país, foi invadida em 28 de fevereiro pelo 8º Exército americano, que desembarcou na cidade de Puerto Princesa. As forças japonesas em Palawan lutaram menos do que se esperava, mas o processo de "limpeza" dos últimos bolsões de resistência só terminou em abril, com os japoneses usando sua tática de recuar para as florestas, se dispersar em pequenas unidades e iniciar uma campanha de guerrilha. Por todas as Filipinas, as tropas americanas, apoiado por combatentes filipinos, tiveram trabalho para encontrar esses bolsões e destruí-los.
Após tomar Palawan, o 8º Exército se moveu para Mindanao, a última grande ilha filipina ainda em posse dos japoneses, desembarcando em 17 de abril de 1945. A invasão de Mindanao foi seguida pela tomada das ilhas de Panay, Cebu e Negros, além de diversas outras ilhotas no Arquipélago de Sulu. Estas ilhas então passaram a ser usadas como base para a Forças Aéreas do Exército dos Estados Unidos (incluindo a 13ª Ala) atacar outros alvos militares japoneses remanescentes nas Filipinas e no Mar da China Meridional.

## Estágios finais

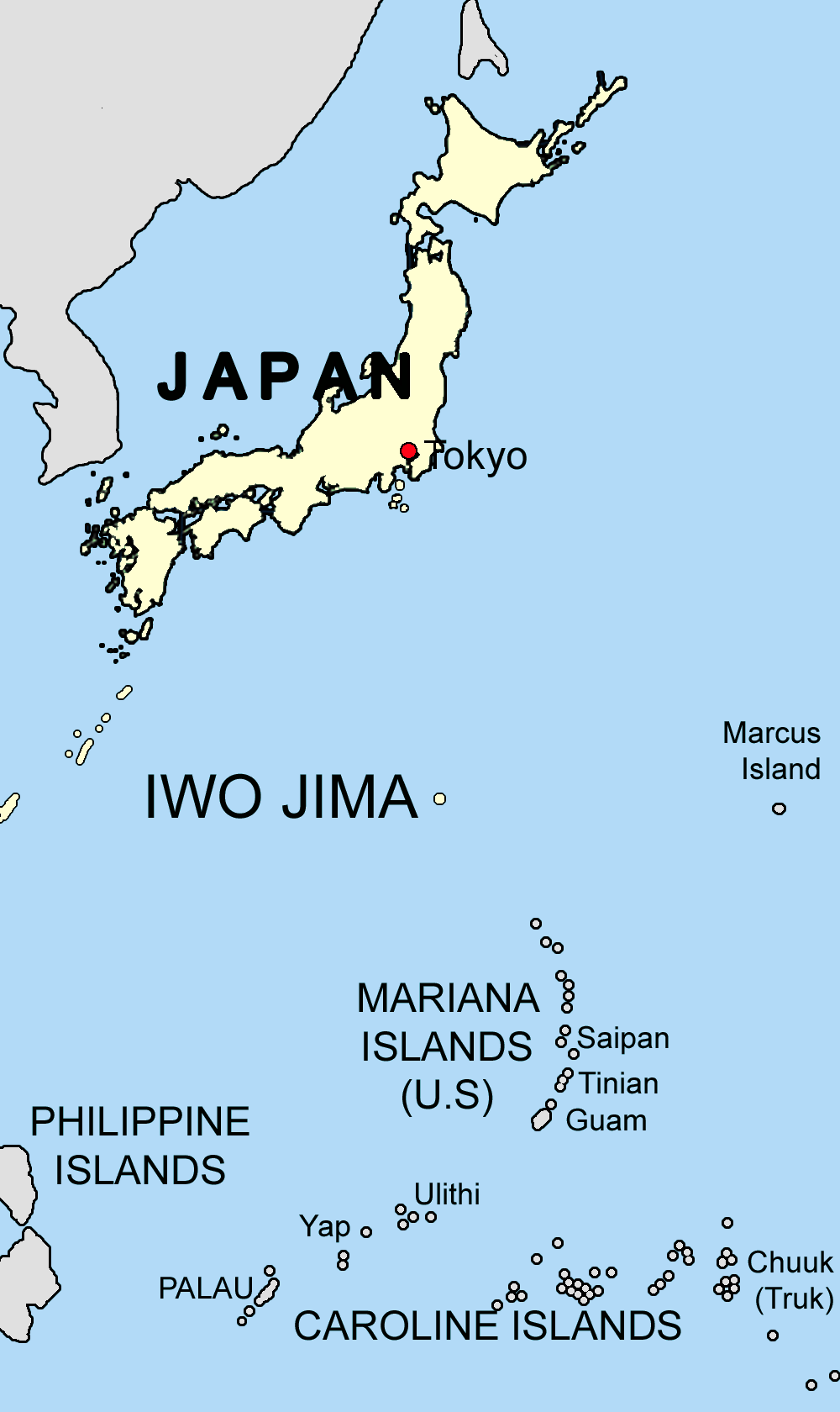
O mapa mostrando a posição da ilha de Iwo Jima.

### Iwo Jima: Fevereiro de 1945
O ano de 1944 definiu o curso da guerra. Assim, no começo de 1945, a situação do conflito já estava encaminhada: as Ilhas Gilbert e Marshall já haviam sido reconquistadas, as Filipinas foram igualmente retomadas e, após ocupar as Ilhas Marianas e Palau, os Estados Unidos intensificaram sua campanha de bombardeio aéreo sistemático contra as cidades do Japão. Agora os Aliados contemplavam uma invasão direta ao arquipélago japonês, mas para isso era primeiro necessário conquistar as Ilhas Vulcano e Ryūkyū.
O primeiro passo na preparação para a invasão do Japão era a tomada de Iwo Jima. Esta pequena ilha de 21 km² estava situada a meio caminho entre Tóquio e as Ilhas Marianas e sua conquista daria aos Aliados mais um local para continuar sua campanha de bombardeio contra o Japão. O general Holland Smith foi escolhido para comandar a invasão de Iwo Jima ("Operação Detachment"), com 110 000 homens na linha de frente (a maioria fuzileiros) e uma frota naval de mais de 500 embarcações (sob comando do almirante Nimitz). Os japoneses, por sua vez, escolheram o tenente-general Tadamichi Kuribayashi para reorganizar as defesas da ilha. Kuribayashi sabia que seria humanamente impossível manter Iwo Jima (naquele ponto os americanos superavam, em muito, os japoneses em terra, no mar e no ar), mas ele esperava resistir o máximo que pudesse e infligir quantas perdas fosse possível nos americanos. Ainda em 1944, antecipando a invasão, o general Kuribayashi transformou a ilha em uma fortaleza, com bunkers, ninhos de metralhadora e 18 km de túneis. Com as principais defesas japonesas escondidas e fortificadas, os bombardeios navais e aéreos pré-desembarque acabariam não tendo muito efeito. As casamatas e bunkers japoneses estavam interconectados de modo que quando um fosse destruído, os soldados podiam recuar para outra posição e continuar lutando. O terreno da pequena ilha favorecia a defesa, com um monte no extremo norte (o Suribachi) e fortificadas posições ao sul, além do terreno vulcânico que fazia com que veículos e homens avançassem de forma lenta, expondo-os ao fogo de armas pequenas e artilharia. Por outro lado, os americanos e seus aliados ainda contavam com uma vasta superioridade em quantidade de tropas, recursos e poder de fogo.

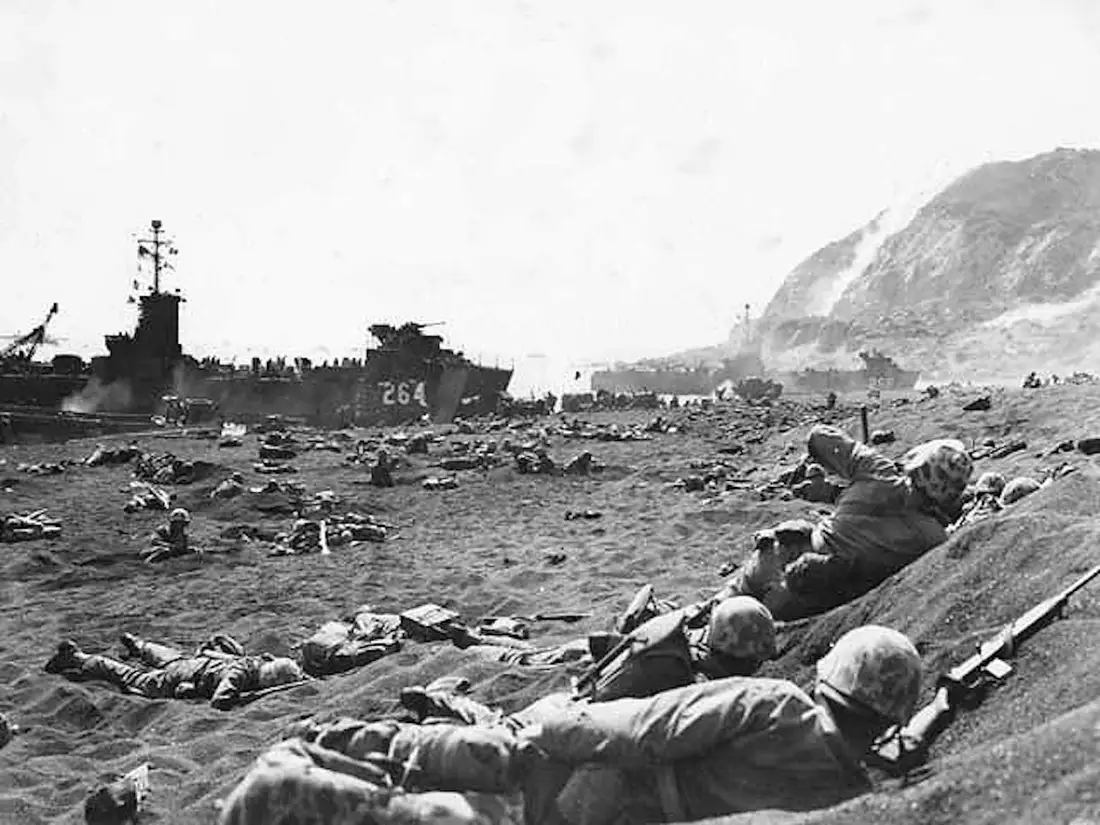
Homens do 1º Batalhão de Fuzileiros dos Estados Unidos na praia de Iwo Jima. A batalha por esta ilha foi a única em toda a Guerra do Pacífico em que o número de baixas americanas (somado mortos e feridos) excedeu a dos japoneses.

A partir de junho de 1944, Iwo Jima começou a ser bombardeada quase que diariamente por terra e por mar pelos Aliados. Contudo, as posições escondidas das tropas de Kuribayashi garantiram que suas defesas aguentassem os próximos meses intactas. Em 19 de fevereiro de 1945, cerca de 30 000 fuzileiros da 3ª, 4ª e 5ª Divisões desembarcaram na parte sudeste de Iwo Jima, perto dos pés do Monte Suribachi, o principal ponto de defesa dos japoneses onde a maior parte da sua artilharia estava localizada. Os fuzileiros americanos ficaram surpresos pois, num primeiro momento, os japoneses não abriram fogo e a pequena praia parecia ter sido tomada sem luta. Mas tudo isso fazia parte do plano do general Kuribayashi. Ele deu ordem para que seus homens não abrissem fogo imediatamente, assim não revelando suas posições, enquanto esperavam as praias encherem. Assim que os fuzileiros começaram a se mover terra adentro, os japoneses começaram a atirar. As duas fortificações defensivas japonesas em cada canto de Iwo Jima formavam uma "zona de morte" terrível com artilharia pesada sendo usada de posições elevadas enquanto incontáveis metralhadoras despejavam fogo letal de diversas posições. O efeito foi devastador e em questão de horas mais de dois mil fuzileiros foram mortos ou feridos, porém, mesmo assim, eles conseguiram avançar pela costa oeste.
A 23 de fevereiro, após dois dias de luta ferrenha, o 28º Regimento de fuzileiros americanos chegaram ao topo do monte Suribachi, onde ergueram, no ponto mais alto, a bandeira dos Estados Unidos, um momento que foi imortalizado por uma famosa foto (a Raising the Flag on Iwo Jima) tirada pelo jornalista Joe Rosenthal. O Secretário da Marinha, James Forrestal, ao ver a bandeira, teria dito: "haverá um Corpo de Fuzileiros [dos Estados Unidos] pelos próximos 500 anos". A foto dos soldados erguendo a bandeira americana em Iwo Jima é uma das fotografias mais reproduzidas da história e se tornou um arquétipo não somente daquela batalha, mas de toda a Guerra do Pacífico. Mas a tomada do topo do monte Suribachi não significou, nem de longe, o fim da luta pela ilha. Os americanos continuaram avançando até o norte e 1 de março, já estavam no controle de dois-terços do território. Ainda assim, a luta se arrastou até 26 de março, quando finalmente a ilha foi declarada segura pelos americanos. Os japoneses resistiram ferozmente, matando 6 800 fuzileiros americanos e ferindo outros 20 000 homens. Do outro lado, da guarnição japonesa em Iwo Jima, que girava em torno de 22 000 combatentes, apenas 1 083 sobreviveram e foram feitos prisioneiros. O resto, incluindo o general Tadamichi Kuribayashi, morreram em ação ou cometeram suicídio para evitar a captura. Até os dias atuais, historiadores debatem se tomar Iwo Jima realmente foi importante no curso da guerra e se o custo em vidas na tomada da ilha valeu a pena, em termos táticos.

### Ofensivas Aliadas na Birmânia: 1944–45

Fuzileiros navais britânicos desembarcando em Ramree, Birmânia.

No fim de 1944 e começo de 1945, os Aliados do Comando do Sul da Ásia Oriental lançaram uma série de grandes ofensivas na Birmânia com o intuito de reconquistar o país por inteiro, incluindo a capital Rangum, antes da próxima temporada de monção em maio.
O XV Corpo do exército indiano avançou pela província de Arakan, finalmente capturando a importante cidade de Sittwe. Os indianos então caíram sobre os japoneses, infligindo pesadas baixas neles e conquistando as ilhas de Ramree e Cheduba na costa, estabelecendo nelas campos aéreos novos para serem usados para apoiar as ofensivas na região central da Birmânia.
Enquanto isso, tropas chinesas e americanas avançavam na província de Shan, tomando as cidades de Mong-Yu e Lashio, enquanto outras tropas Aliadas avançavam pelo norte da Birmânia. Ao fim de janeiro de 1945, essas duas tropas superaram os japoneses e se encontraram em Hsipaw, no norte de Shan. A Estrada Ledo foi então completada, unindo de vez a Índia e a China por uma rota terrestre, mas na verdade isso não significou muita coisa no quadro geral da guerra pois os japoneses já estavam bem próximos da derrota neste período.
O exército imperial japonês na Birmânia tentou impedir as ofensivas Aliadas no fronte central ao recuar suas tropas para atrás do rio Irauádi. O tenente-general Heitarō Kimura, novo comandante das tropas japonesas na Birmânia, esperava que as linhas de comunicação Aliadas estivessem esticadas demais devido aos recentes avanços e isso talvez atrapalhasse o inimigo em continuar com o ritmo das ofensivas. Contudo, o 14º Corpo do Exército britânico, sob comando do general William Slim, mudou o eixo do seu avanço e flanqueou as tropas japonesas. Em fevereiro, os britânicos garantiram as cabeças-de-praia no rio Irauádi e começaram a cruzá-lo. A 1 de março, unidades do IV Corpo do Exército da Índia Britânica capturaram o centro de suprimentos dos japoneses em Meiktila, causando desordem em suas linhas. Enquanto os japoneses tentavam desesperadamente reconquistar Meiktila, o XXXIII Corpo do exército indiano-britânico capturou a cidade de Mandalay. As tropas japonesas sofreram pesadas baixas e tiveram que recuar. Com a conquista de Mandalay pelos Aliados, a população birmanesa e o Exército Nacional da Birmânia (este último que apoiava o Japão) se voltaram contra os japoneses.
Em abril de 1945, as tropas britânicas e indianas avançaram 480 km ao sul em direção a cidade de Rangum, a capital da Birmânia e lar do maior porto do país, mas o avanço foi atrasado pelas defesas japonesas localizadas a 64 km da cidade. O general William Slim temia que os japoneses fossem defender Ragum numa luta casa-por-casa durante as monções, colocando seu exército numa péssima posição em termos de suprimentos e em março ele pediu que o plano de ataque a cidade por forças anfíbias, a Operação Drácula, fosse reintegrada. A ofensiva Drácula começou em 1 de maio, mas boa parte de Rangum foi encontrada abandonada. Após ficar um tempo por lá, os soldados Aliados partiram para se encontrar com outras tropas que se aproximavam, garantindo suas linhas de suprimento.
A situação dos japoneses era precária na Birmânia. Em agosto de 1945, tropas britânicas, indianas e birmaneses haviam atravessado o rio Sittaung, em Bago, e infligiram no inimigo 14 mil baixas (incluindo mais de 8 mil mortos). De fato, desde junho, os japoneses pareciam apenas recuar e não conseguiam deter a velocidade do avanço Aliado. No total, desde 1944, os japoneses perderam 150 000 homens na Birmânia (muitos devido a doenças). Os britânicos conseguiram fazer apenas 1 700 prisioneiros.
Em meados de agosto de 1945, os Aliados estavam se preparando para uma série de desembarques navais na Malásia quando chegaram notícias de que o governo japonês havia se rendido aos americanos.

### Libertação de Bornéu

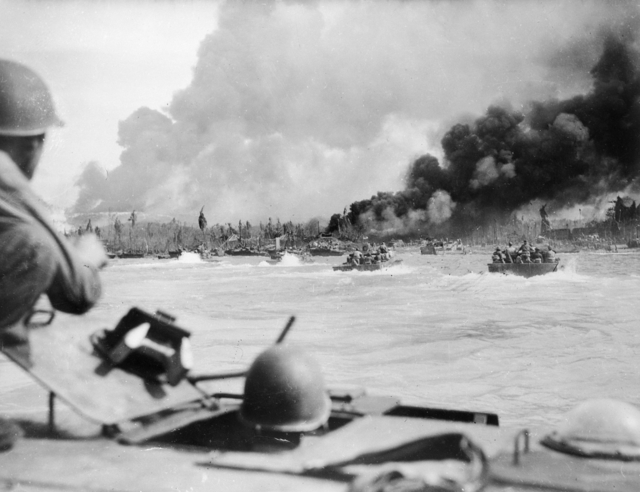
Blindados transportadores americanos levando soldados australianos para a luta em Balikpapan, em 7 de julho de 1945.

A campanha de Bornéu de 1945 foi a última grande operação militar lançada na Área do Sudoeste do Pacífico. Em uma série de ataques anfíbios feitos entre 1 de maio e 21 de julho, o I Corpo do Exército Australiano, sob comando do general Leslie Morshead, atacou as tropas japonesas ocupando a ilha. Forças aéreas e navais Aliadas, centradas ao redor da 7ª Frota sob comando do almirante Thomas Kinkaid, a Primeira Força Aérea Táctica Australiana e elementos da Décima Terceira Força Aérea americana tiveram papéis importantes nesta campanha.
A campanha para tomar Bornéu começou com um desembarque na Ilha Tarakan em 1 de maio de 1945. Foi seguida, em 1 de junho, por ofensivas simultâneas no noroeste, na ilha de Labuan, e na costa de Brunei. Uma semana depois, os australianos lideraram um ataque em Bornéu do Norte. A atenção dos Aliados então se voltou para a costa centro leste, com o último grande desembarque anfíbio da Segunda Guerra, em Balikpapan, a 1 de julho.
Embora muitas pessoas na Austrália criticaram essa operação, durante e depois da guerra, como um "desperdício" de vidas, a campanha alcançou vários bons objetivos táticos, como aumentando o isolamento das forças japonesas ocupando as Índias Orientais Holandesas, capturando grandes reservas de petróleo e libertando vários prisioneiros Aliados, que estavam em situação deteriorante. Em um dos piores locais, perto de Sandakan, em Sabá (Malásia), apenas seis prisioneiros britânicos e australianos, de um grupo de 2 500 homens, sobreviveram nas mãos dos japoneses.

### China: 1945
Em abril de 1945, a China já estava em guerra contra o Japão nos últimos sete anos. Ambas as nações estavam exaustas devido aos combates contínuos, bombardeios e privações. Após a parcialmente bem-sucedida Operação Ichi-Go, os japoneses começaram a sofrer uma série de reveses na Birmânia e constantes ataques das forças Nacionalistas e de guerrilheiros Comunistas nas zonas rurais. O exército imperial japonês se preparou para a batalha no oeste de Hunan em março de 1945. Eles mobilizaram cinco divisões (a 34ª, 47ª, 64ª, 68ª e a 11ª), assim como a 86ª Brigada, totalizando mais de 80 000 homens com o objetivo de tomar os aeroportos e as ferrovias no oeste de Hunan, atacando no começo do abril. Os chineses responderam rápido, despachando três grandes exércitos sob comando do general He Yingqin. Ao mesmo tempo, forças americanas (a maioria aviadores) e veteranos da expedição da Birmânia, de Kunming a Yichang, foram ajudar. Assim, os chineses tinham mais de 110 000 soldados, dispostos em 20 divisões. Eles foram apoiados por 400 aeronaves chinesas e americanas. As forças da China então lançaram seu grande contra-ataque, derrotando os japoneses e reconquistando as províncias de Hunan e Hubei, no sul. Em agosto de 1945, os chineses desembarcaram em Guangxi e libertaram a região, destruindo a última guarnição japonesa no sul da China.

### Okinawa

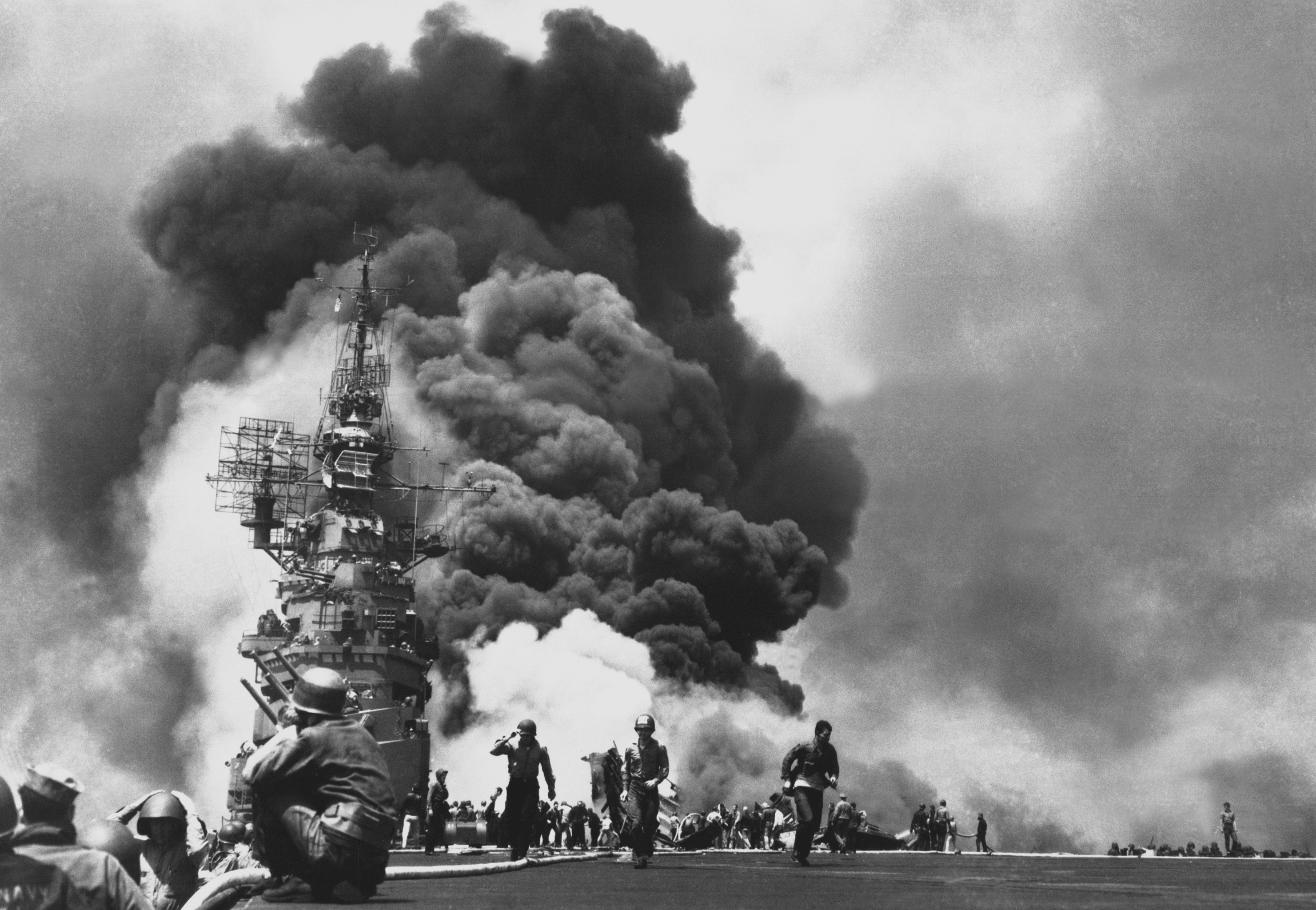
O USS Bunker Hill queimando após ter sido atingido por dois pilotos japoneses suicidas (kamikazes). Em Okinawa os kamikazes foram responsáveis por 4 900 mortes entre os americanos (um-quinto do total de fatalidades reportadas pelos Estados Unidos na ilha). Apesar de numerosos, dos danos causados e do efeito psicológico, os kamikazes não reverteram a maré da guerra, que caminhava irreversivelmente para uma grande derrota japonesa.

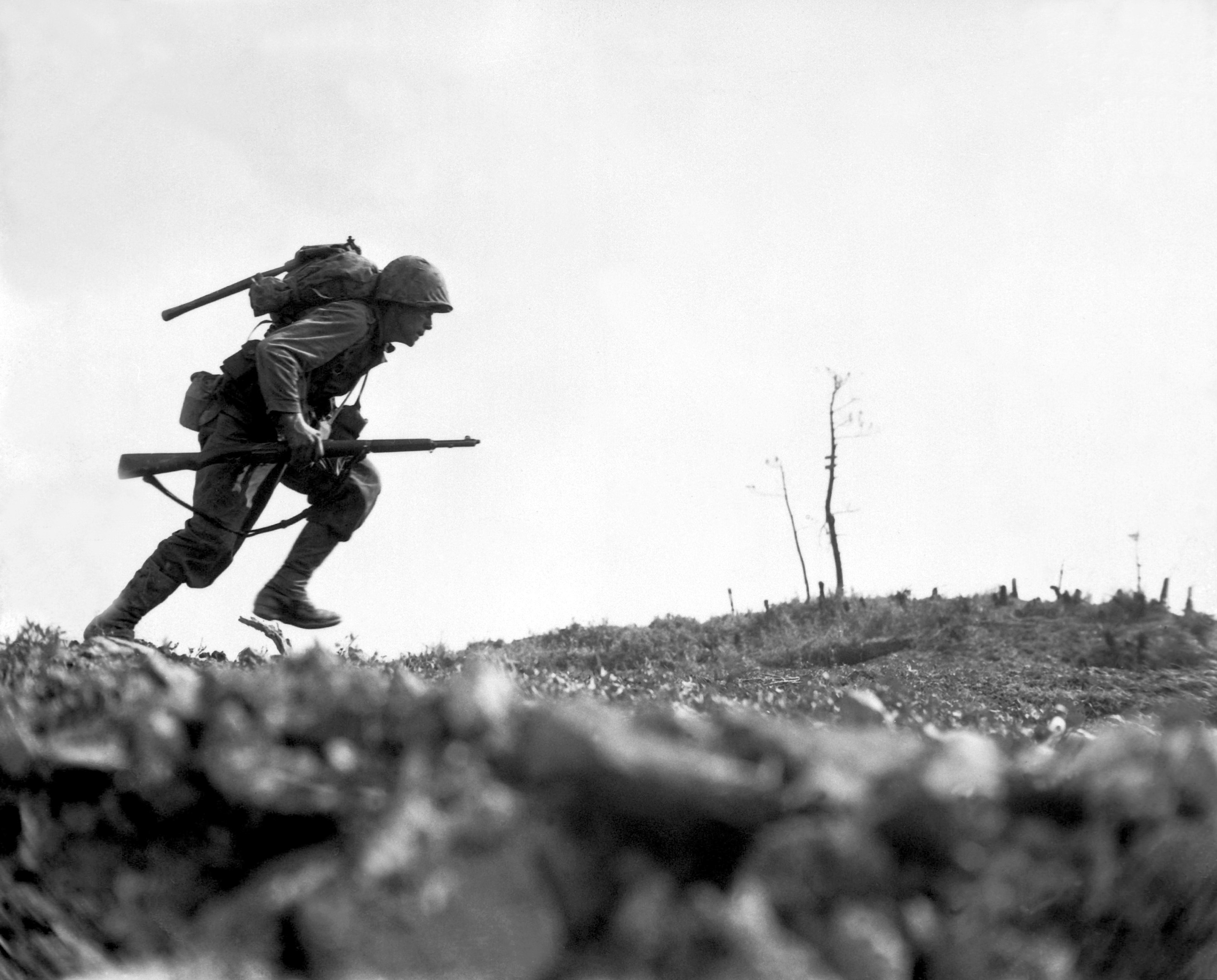
Um fuzileiro americano lutando em Okinawa (10 de maio de 1945).

Após a tomada de Iwo Jima (fevereiro-março de 1945), os Aliados continuaram sua campanha para conquistar as ilhas Ryūkyū, como um caminho para a eventual invasão do Japão. A ilha de Okinawa, com uma área total de apenas 2 271 km² de comprimento, era solo japonês e era considerado o alvo mais importante nas operações preparatórias antes do ataque ao arquipélago principal. Ao fim de março, a Força Tarefa 58, da marinha dos Estados Unidos, foi enviada para o leste de Okinawa. Os japoneses sabiam que a defesa da ilha era crucial, e mobilizaram uma grande tropa (entre 80 000 e 100 000 homens), sob comando do general Mitsuru Ushijima, e uma enorme força de milhares de aeronaves, incluindo 1 500 kamikazes. Entre 26 de março e 30 de abril de 1945, os pilotos suicidas japoneses lançaram-se em ondas contra a frota americana, atingindo mais de 180 navios e afundando pelo menos vinte deles (causando pelo menos 4 900 mortes). Porém, como em outras batalhas no Pacífico, os kamikazes em Okinawa foram muito ineficientes, causando extensos danos, mas não atrasando o avanço americano.
A Frota Britânica do Pacífico foi deslocada para Okinawa para apoiar a invasão americana. Seus aviões atacaram os campos aéreos japoneses não somente em Okinawa mas também em Formosa, ajudando a limpar os céus da região.
Em abril, um último esforço foi feito pela marinha imperial japonesa para afastar a frota Aliada das ilhas Ryūkyū. No dia 7, o almirante Seiichi Itō liderou a chamada Operação Ten-Go, na frente de 10 navios de guerra (encabeçado pelo poderoso couraçado Yamato, o maior navio de guerra já construído até então), com o objetivo de atrapalhar e deter o desembarque dos Aliados em Okinawa. Contudo, a frota japonesa foi atacada por mais de 300 aviões e 60 navios americanos, liderados pelo almirante Marc Mitscher. O Yamato foi atingido por duas dúzias de bombas e torpedos, afundando poucas horas depois, matando 2 100 dos seus quase 2 400 tripulantes. Outros cinco navios japoneses foram afundados, com os americanos não perdendo uma única embarcação. Essa derrota marcou o fim da marinha japonesa.
Com o Yamato afundado e a marinha japonesa efetivamente destruída, os americanos prosseguiram com a invasão, desembarcando mais de 183 000 homens (a maioria fuzileiros) em Okinawa. A ilha foi intensamente bombardeada pelo ar e pelo mar, mas o exército japonês firmou suas posições e esboçaram feroz resistência ao avanço das tropas Aliadas. A batalha por Okinawa durou 81 dias e foi uma das mais intensas do conflito. O terreno irregular, tempo ruim e a presença de civis tornaram a ilha um inferno para os homens que lá lutaram. Acabou sendo um dos combates mais sangrentos que os Estados Unidos travaram durante a Segunda Guerra Mundial, com eles perdendo 20 mil soldados (sendo 12 520 mortos em ação). Já os japoneses perderam 110 mil homens e a quantidade de civis mortos ficou entre 40 000 e 150 000.
Ao fim de junho, Okinawa estava completamente em mãos dos Aliados. Os Estados Unidos começaram imediatamente a mover 3 000 aviões bombardeiros B-29 e 240 esquadrões de B-17 para aumentar a intensidade dos ataques aéreos Aliados contra as ilhas principais do Japão, em preparação para a invasão do país planejada para o fim de 1945.

### Ataques às ilhas japonesas
A ofensiva dos Aliados contra o arquipélago japonês começou bem, com duas grandes e intensas batalhas sendo travadas em Iwo Jima e em Okinawa, com enormes perdas para ambos os lados, mas ainda assim resultando em sucessos para as Potências Ocidentais. Os japoneses perderam 117 000 homens defendendo Okinawa e 20 000 em Iwo Jima (totalizando 95% de perdas). A marinha japonesa estava virtualmente destruída e seu poderia aéreo estava estraçalhado, com seus melhores pilotos mortos. Assim, o Quartel-General Imperial começou a empregar uso extenso de kamikazes para tentar infligir o máximo de perdas possíveis nas forças Aliadas. Os Estados Unidos, nesse meio tempo, trabalhavam para isolar o Japão, pelo mar e pelo ar.

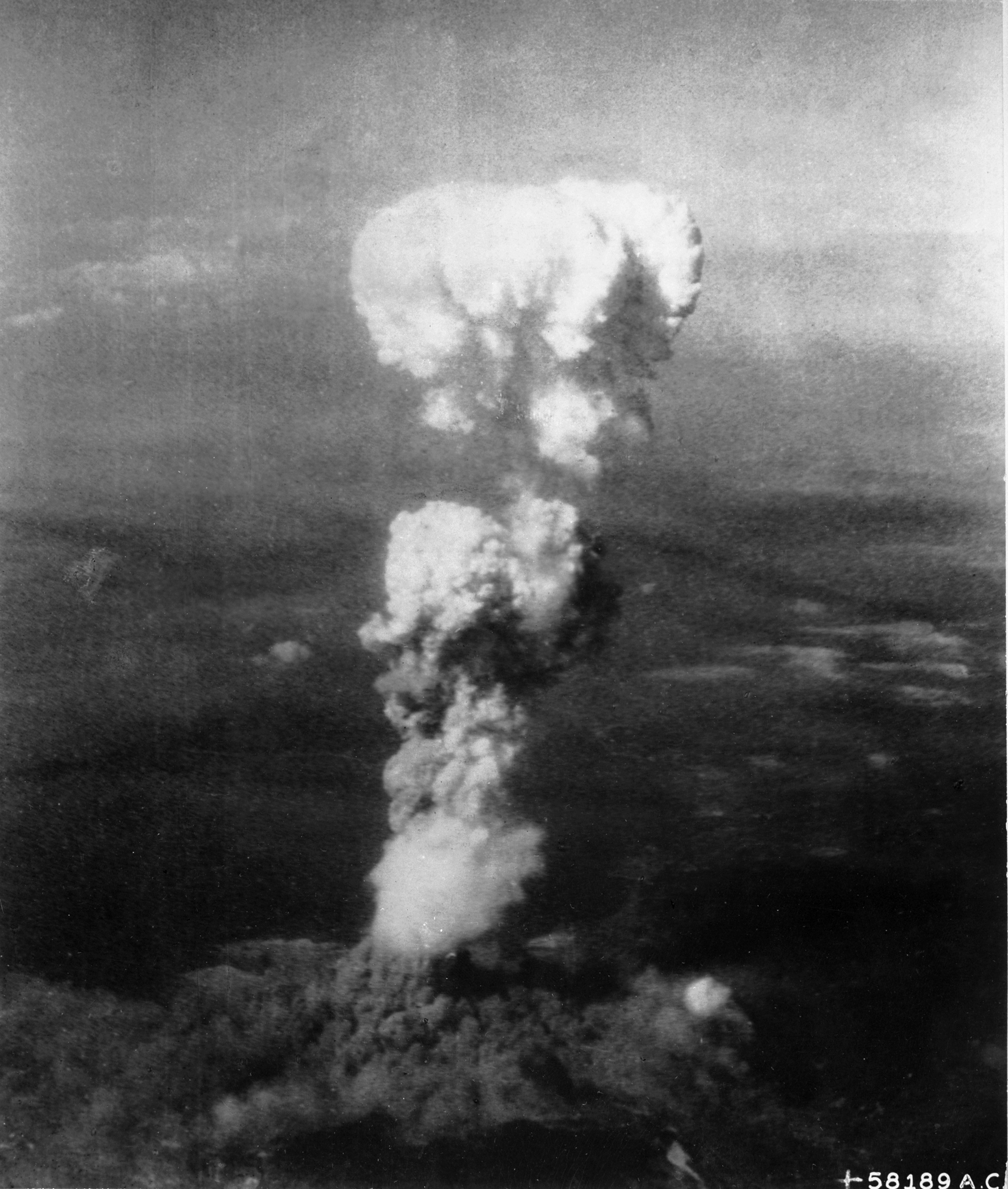
O bombardeio nuclear contra Hiroshima, em 6 de agosto de 1945. A nuvem de cogumelo resultante da explosão subiu cerca de 6 km no ar e causou danos maciços em um raio de 1,6 km. Somadas as mortes que aconteceram em Nagasaki e em Hiroshima, as duas bombas atômicas lançadas pelos americanos contra o Japão vitimaram mais de 220 mil pessoas (a maioria esmagadora sendo civis).

Perto do fim da guerra, o papel do bombardeio estratégico havia evoluído e agora era fundamental, sob novo comando das Forças aéreas estratégicas no Pacífico, que foram criadas para supervisionar as operações de bombardeio, ligado a força aérea do exército dos Estados Unidos sob comando do general Curtis LeMay. O complexo industrial-militar japonês foi completamente arrasado, com pelo menos 67 cidades sendo detonadas pelos bombardeiros americanos como o B-29. Os Estados Unidos usaram, em larga escala, bombas incendiárias para arrasar o Japão. Entre 9 e 10 de março de 1945, por exemplo, cerca de 100 000 pessoas foram mortas em um enorme incêndio causado por um maciço bombardeamento da cidade de Tóquio. O general LeMay supervisionou também a chamada "Operação Starvation", que minou boa parte da costa trafegável do Japão, dificultando ainda mais a entrada de suprimentos no país. Em 26 de julho de 1945, o presidente dos Estados Unidos Harry S. Truman, o líder do Governo nacionalista chinês Chiang Kai-shek e o primeiro-ministro britânico Winston Churchill emitiram a chamada Declaração de Potsdam, acordado em conferência, que determinava os termos para a rendição do Império Japonês. Era basicamente um ultimato, exigindo rendição incondicional, e caso fosse negado o Japão foi ameaçado de "completa destruição".

### Bombardeios atômicos
Em 6 de agosto de 1945, os Estados Unidos lançaram uma bomba atômica na cidade japonesa de Hiroshima, marcando a primeira vez que um ataque nuclear foi feito na história humana. Num comunicado a imprensa feito após o bombardeamento de Hiroshima, o presidente Truman avisou o Japão que eles "... deveriam esperar chuvas de ruínas sobre eles, como nunca foi visto na Terra". Três dias mais tarde, a 9 de agosto, outra bomba nuclear caiu em Nagasaki, o segundo e último ataque com armas atômicas na história. Os dois bombardeamentos mataram entre 140 000 e 240 000 pessoas, diretamente.
A necessidade do lançamento das bombas atômicas contra o Japão é motivo de debates até os dias atuais, com muitas pessoas argumentando que o bloqueio e a campanha de bombardeio aéreo sistemático já tinha feito a invasão e, por consequência, o uso de armas nucleares desnecessários. Os defensores do ataque, por outro lado, afirmam que o governo japonês, apesar de tudo, resistia e recusava a se render, e o bombardeio nuclear foi a única saída para fazer o Japão ceder. Outro argumento é que as duas bombas atômicas ajudaram a evitar a Operação Downfall, a invasão do território japonês, o que custaria milhões de vidas (de ambos os lados). Eles também diziam que o prolongamento do bloqueio aeronaval teria matado a mesma quantidade de civis japoneses que os ataques nucleares. Acadêmicos também apontam questões políticas, como a provável invasão soviética do norte do Japão, o que forçaria os Estados Unidos a negociar com Moscou e dividir o país, como havia sido feito na Coreia. O historiador Richard B. Frank discorda, afirmando que os soviéticos não tinham a capacidade de montar uma invasão em larga escala contra Hokkaidō.

### Invasão soviética da Manchúria

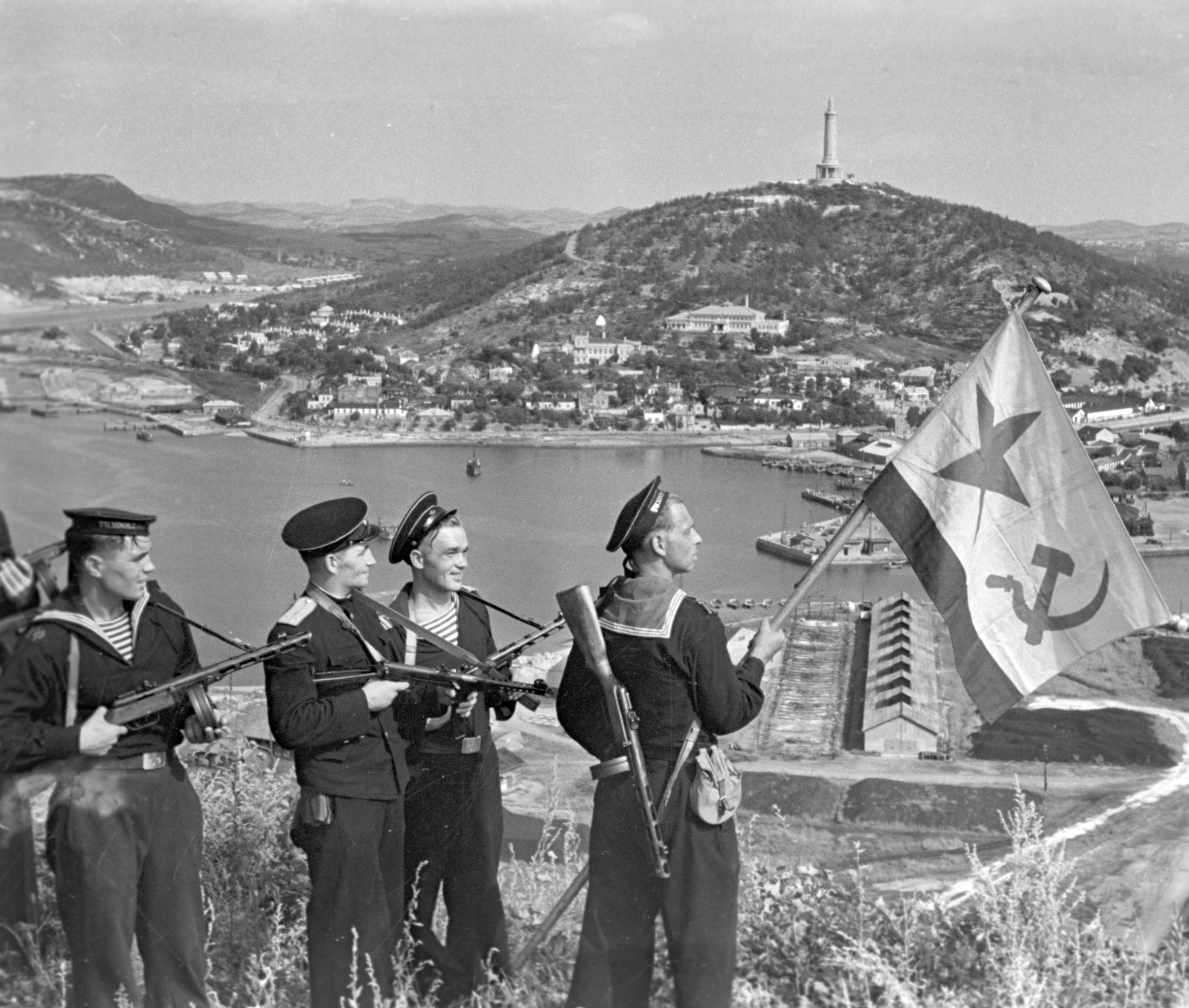
Fuzileiros soviéticos da Frota do Pacífico erguendo a bandeira naval soviética em Porto Arthur, na província de Liaoning, a 1 de outubro de 1945.

Em 3 de fevereiro de 1945, o líder da União Soviética, Josef Stalin, concordou com o presidente americano, Franklin Roosevelt, e decidiu entrar na guerra no Pacífico em favor dos Aliados. Ele prometeu agir em 90 dias após a finalização da guerra na Europa e planejou a invasão da região da Manchúria, na China, em 9 de agosto. Um exército soviético de um milhão de homens, vindo direto da frente europeia, atacaria as tropas japonesas no norte do território chinês e causaria um golpe devastador no Exército de Kantōgun japonês.
A chamada Operação Tempestade de Agosto começou em 9 de agosto de 1945, com os soviéticos atacando o Estado fantoche japonês de Manchukuo, no que foi considerada a última grande campanha militar da Segunda Guerra Mundial e também foi a maior ofensiva da Guerra Soviético-Japonesa. O Exército Vermelho avançou pela Manchúria e o norte da China, tomando a região de Mengjiang (na Mongólia Interior) e também o norte da Coreia. A entrada da União Soviética foi um dos fatores decisivos para fazer o Japão aceitar a Declaração de Potsdam.

### Rendição

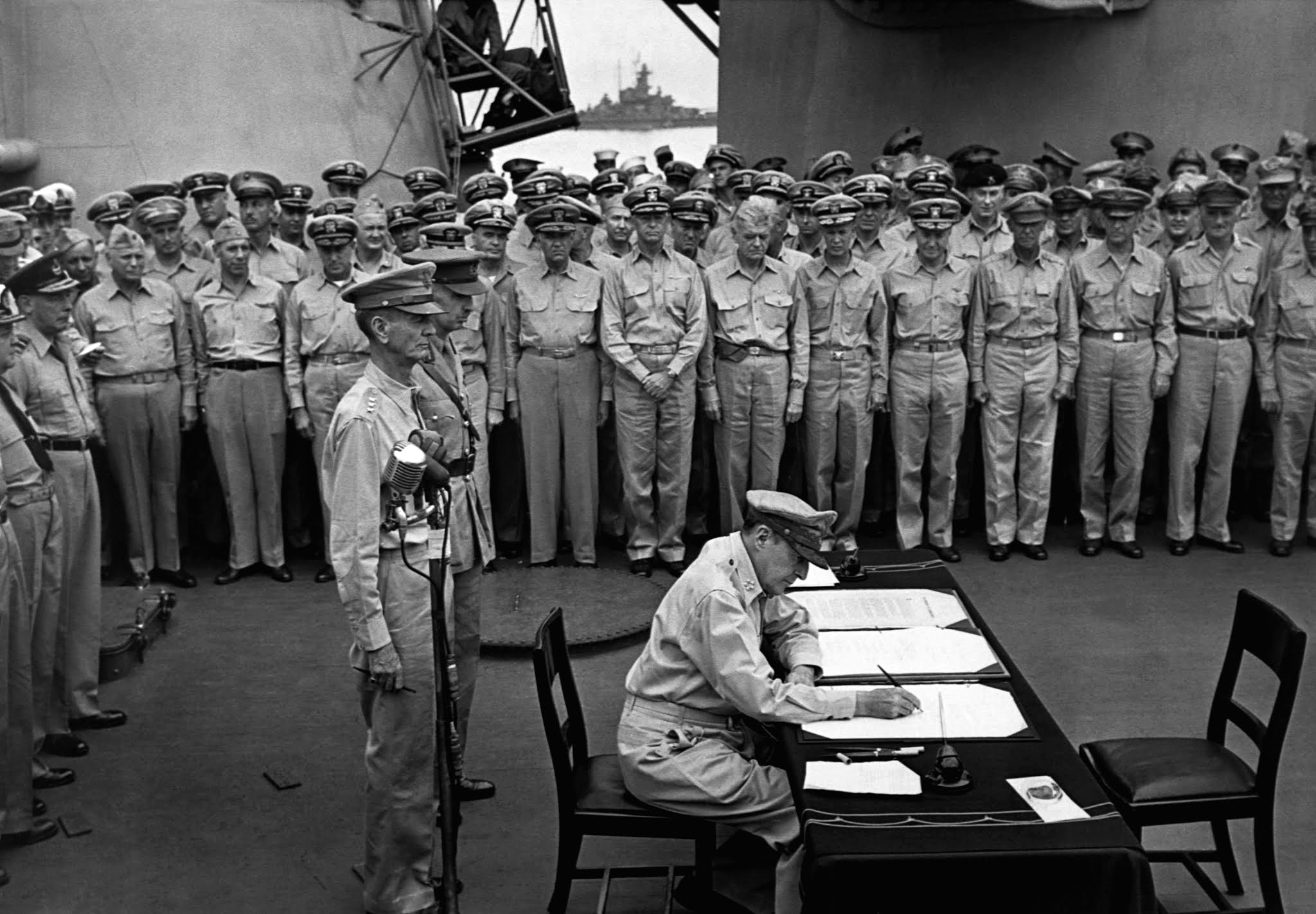
Douglas MacArthur assinando a ata de rendição do Japão abordo do USS Missouri, a 2 de setembro de 1945.

No começo de agosto de 1945, a derrota militar do Japão era irreversível. Os Estados Unidos e seus aliados bombardeavam as cidades japonesas dia e noite. O exército imperial sofria uma série de reveses na China, na Birmânia e nas Índias Orientais (Indonésia). E por fim, Iwo Jima e Okinawa, ilhas próximas ao arquipélago japonês, já haviam sido tomadas pelas forças Aliadas. Ainda assim, a liderança militar do Japão se recusava a ceder. O primeiro-ministro Kantarō Suzuki começou a argumentar em favor de aceitar a rendição nos termos dos Aliados, assim como a Família Imperial, mas estes impuseram a condição de que o Kokutai (governo imperial) fosse mantido, garantindo que o imperador permanecesse no poder. Os oficiais de alto escalão do exército e da marinha, contudo, continuavam argumentando por uma batalha "até a morte", achando a rendição uma "desonra inaceitável".
Dois fatores, que aconteceram ainda em agosto de 1945, mudariam a opinião geral no Japão em favor da rendição. Primeiro, a entrada soviética na guerra ao lado dos Aliados; e segundo, os bombardeios atômicos de Hiroshima e Nagasaki. No dia seguinte aos ataques com bomba nuclear, o gabinete do governo japonês anunciou que aceitava os termos da Declaração de Potsdam, sob uma condição: a preservação da "prerrogativa de Sua Majestade como Líder Soberano". No amanhecer de 15 de agosto, após a liderança americana responder de forma ambígua, dizendo que a "autoridade" do imperador estaria "sujeita ao Comandante Supremo das Potências Aliadas", o imperador do Japão, Hirohito, declarou ao seu povo e ao mundo, numa mensagem de rádio, que aceitava a rendição nos termos dos Aliados, encerrando assim a Segunda Guerra Mundial.
"Se a luta continuar, não apenas isso resultaria no colapso geral e obliteração da nação Japonesa, mas também levaria a total extinção da civilização humana." — Imperador Hirohito, Rescrito Imperial do Término da Guerra de 15 de agosto de 1945
No Japão, 14 de agosto é a data considerada como o fim da Guerra do Pacífico. Contudo, como a rendição foi anunciada em 15 de agosto, este dia passou a ser conhecido como "Dia V-J" ("Vitória no Japão"). A rendição formal foi assinada em 2 de setembro de 1945, a bordo do couraçado americano USS Missouri, na baía de Tóquio. A rendição japonesa foi assinada por Mamoru Shigemitsu, ministro de relações exteriores do país, e aceita pelo general Douglas MacArthur, o Comandante Supremo das Forças Aliadas, ao lado de representantes de diversas nações.
Após a assinatura da rendição, o general MacArthur foi para Tóquio para supervisionar a implementação dos termos dos Aliados e comandar e organizar a ocupação do país.

## Crimes de guerra

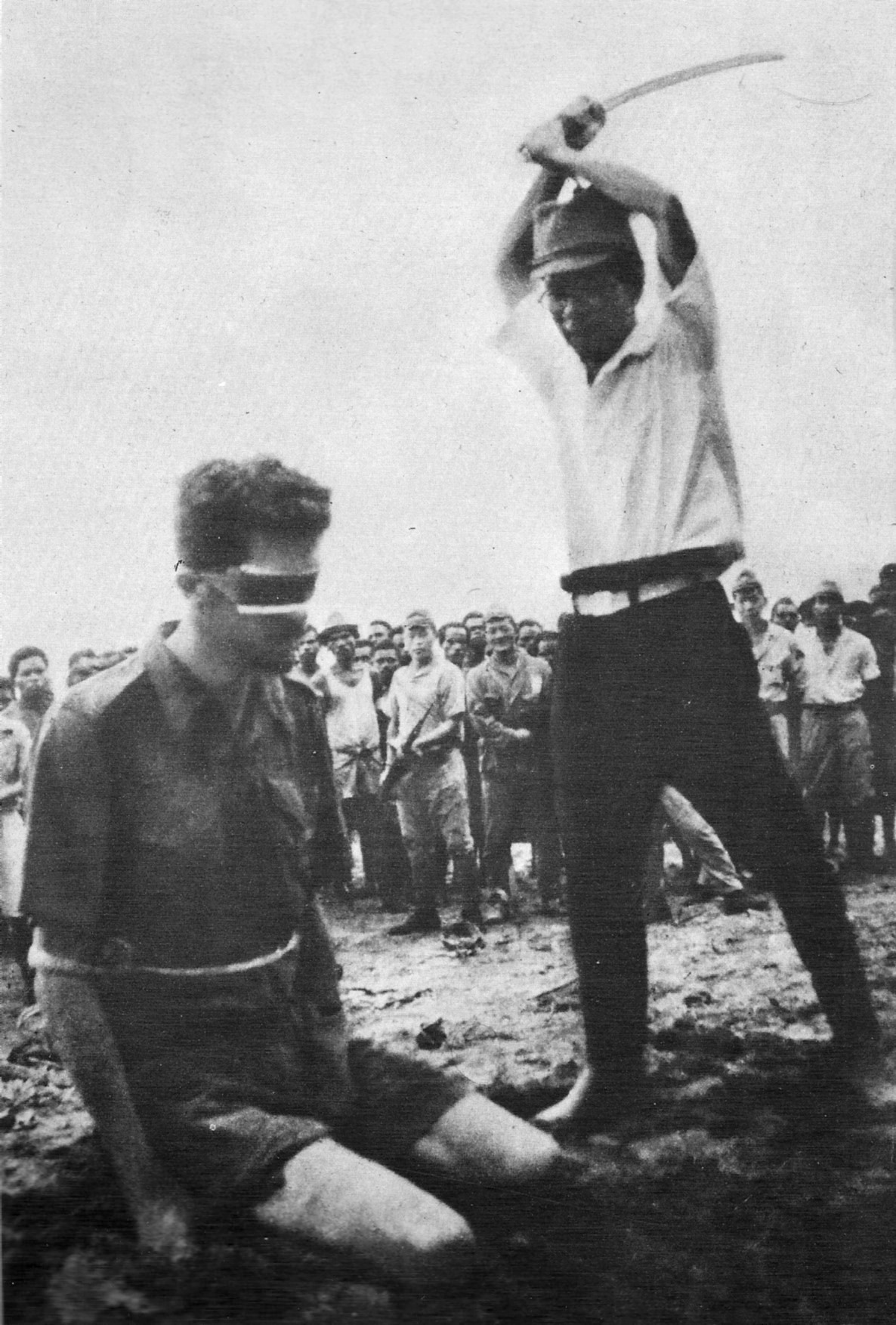
Um prisioneiro de guerra australiano sendo executado por um militar japonês.

Em 7 de dezembro de 1941, cerca de 2 403 não-combatentes (2 335 militares de um país neutro, que por leis internacionais não são considerados combatentes, e 68 civis) foram mortos e 1 247 foram feridos no ataque japonês a Pearl Harbor. O bombardeio aconteceu sem uma declaração formal de guerra e sem aviso prévio, fazendo com que isso fosse tratado nos julgamentos de Tóquio como um crime de guerra.
Durante a Guerra do Pacífico, os soldados japoneses mataram milhões de não-combatentes, incluindo prisioneiros de guerra, de várias nações. Cerca de 20 milhões de chineses foram mortos na Guerra Sino-Japonesa (1937–1945).
A Unidade 731 é um dos exemplos de atrocidades cometidas contra civis durante a Segunda Guerra Mundial, onde experimentos foram feitos contra civis chineses e prisioneiros de guerra Aliados. Em suas campanhas militares, o exército japonês usou armas biológicas e química contra os chineses, matando mais de 400 000 civis. O infame Massacre de Nanquim (onde 300 mil pessoas foram mortas) é outro exemplo de massacres perpetrados contra civis pelos soldados japoneses.

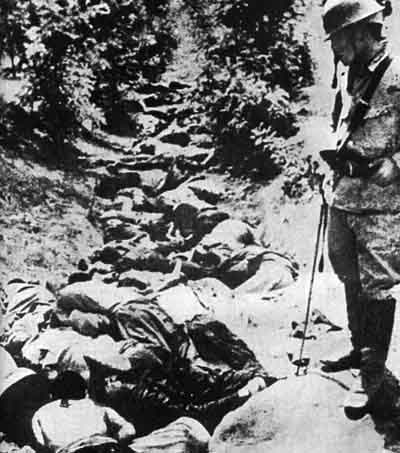
Corpos de chineses numa vala mortos por soldados japoneses em Suzhou (1938).

De acordo com dados achados dos Julgamentos de Tóquio, pelo menos 27,1% dos prisioneiros ocidentais feitos pelos japoneses foram mortos por causa de abusos e outras privações. Um exemplo é a chamada marcha da Morte de Bataan, onde 18 mil prisioneiros americanos e filipinos morreram. Milhares de trabalhadores escravos também morreram na construção de uma estrada entre a Birmânia e a Tailândia (a chamada "Ferrovia da Morte"). Cerca de 1 536 civis americanos foram mortos em campos de internamento dos japoneses no Oriente; em comparação, 883 civis americanos morreram em campos de internação alemães na Europa.
Um exemplo da escravidão sexual institucionalizada eram as chamadas "mulheres de conforto", um eufemismo para mais de 200 000 mulheres, a maioria da Coreia e da China, que serviram nos campos militares japoneses como "prostitutas forçadas", durante a Segunda Guerra Mundial. Cerca de 35 mulheres de conforto holandesas levaram o seu caso para um tribunal militar da Batávia, em 1948. Em 1993, o Secretário Chefe do Gabinete Yōhei Kōno disse que mulheres foram coagidas nos bordéis pelos militares japoneses em tempo de guerra. Outros líderes japoneses depois pediram desculpas, incluindo o ex primeiro-ministro Junichiro Koizumi em 2001. Em 2007, o então primeiro-ministro Shinzō Abe afirmou: "O fato é, não há evidências para provar a coerção".
A Sanko Sakusen ("Política dos Três Tudo") onde os japoneses adotaram uma tática de terra arrasada na China era  resumida em "Mate Tudo, Queime Tudo e Saqueie Tudo". Essa política foi iniciada em 1940 por Ryūkichi Tanaka e implementada em sua totalidade em 1942 no norte do território chinês pelo general Yasuji Okamura. De acordo com o historiador Mitsuyoshi Himeta, a política de terra arrasada resultou na morte de "mais de 2,7 milhões" de civis chineses.
Os Aliados também cometeram crimes de guerra. Execução de soldados e civis, estupros de mulheres e saques também eram comuns entre as forças americanas, britânicas e chinesas. Uma coisa notória era a coleções de crânios e outros ossos de soldados japoneses mortos por soldados americanos, que era algo comum e comentando pelas autoridades militares nos Estados Unidos.
Após a derrota do Japão, o Tribunal Militar Internacional para o Extremo Oriente aconteceu em Ichigaya, na zona leste de Tóquio, de 29 de abril de 1946 até 12 de novembro de 1948 para tentar condenar os principais criminosos de guerra japoneses. Outros tribunais pelo Pacífico, como na China, também julgaram figuras japonesas por crimes contra a humanidade. Ao todo foram mais de 5 mil condenações e pelo menos 160 execuções. Figuras proeminentes dentro do regime imperial, incluindo dois ex primeiro-ministros (Kōki Hirota e Hideki Tojo), e um antigo ministro da guerra, Seishirō Itagaki, foram enforcados. Renomados generais, como Masaharu Homma e Iwane Matsui, também foram executados por crimes de guerra.

### Citações
1. ↑  Williamson Murray, Allan R. Millett. "A War to be Won: Fighting the Second World War", Harvard University Press, 2001, p. 143
2. ↑  Roy M. MacLeod, Science and the Pacific War: Science and Survival in the Pacific, 1939–1945, Kluwer Academic Publishing, p. 1, 1999
3. ↑  Youli Sun, China and the Origins of the Pacific War, 1931–41, Palgrave MacMillan, p. 11
4. ↑  John Costello, The Pacific War: 1941–1945, Harper Perennial, 1982
5. ↑  Japan Economic Foundation, Journal of Japanese Trade & Industry, Volume 16, 1997
6. ↑  «MacArthur orders end of Shinto as Japanese state religion». HISTORY.com. Consultado em 23 de junho de 2017
7. ↑  Jansen 2002, p. 626.
8. ↑  «WW2 People's War – Timeline». BBC. Consultado em 23 de junho de 2017. Arquivado do original em 19 de março de 2011
9. ↑  «Map of the Pacific Theater». Consultado em 31 de outubro de 2010. Arquivado do original em 9 de janeiro de 2009
10. ↑  Harmsen, Peter (2013). Shanghai 1937: Stalingrad on the Yangtze. [S.l.]: Casemate; First edition. ISBN 978-1612001678
11. ↑  Harmsen, Peter (2015). Nanjing 1937: Battle for a Doomed City. [S.l.]: Casemate. ISBN 978-1612002842
12. ↑  Olsen, Lance (2012). Taierzhuang 1938 – Stalingrad 1942: Insight into a blind spot of WW2 Series. [S.l.]: Clear Mind Publishing. ISBN 9780983843573
13. ↑  MacKinnon, Stephen (2008). Wuhan, 1938: War, Refugees, and the Making of Modern China. [S.l.]: University of California Press. ISBN 978-0520254459
14. ↑  Edward J. Drea, Nomonhan: Japanese-Soviet Tactical Combat, 1939 (2005)
15. ↑  Boyd, Carl. Hitler's Japanese confidant: General Ōshima Hiroshi and MAGIC intelligence, 1941–1945 (1993)
16. ↑  Hsiao-ting Lin (2010).  James C. Hsiung and Steven I. Levine, eds. Modern China's Ethnic Frontiers: A Journey to the West. Volume 67 of Routledge Studies in the Modern History of Asia illustrated ed. [S.l.]: Taylor & Francis. p. 55. ISBN 0-415-58264-4. Consultado em 23 de junho de 2017
17. ↑  Chinese-Soviet Relations, 1937–1945; Garver, John W.; p. 120.
18. ↑  Jansen 2002, p. 636.
19. ↑  Fairbank, John King; Goldman, Merle (1994). China: A New History. [S.l.]: Harvard University Press. p. 320. ISBN 0-674-11673-9
20. ↑  Lind Jennifer M. (2010). "Sorry States: Apologies in International Politics". Cornell University Press, p.28. ISBN 0-8014-7628-3
21. ↑  R.J. Rummel (31 de agosto de 2007). China's Bloody Century: Genocide and Mass Murder Since 1900. [S.l.]: Transaction Publishers
22. ↑  «Japans desperate gamble». Aberdeen Journal. 18 de novembro de 1940. Consultado em 23 de junho de 2017 – via British Newspaper Archive. (pede subscrição (ajuda))
23. ↑  Kokushi Daijiten ("Historical Dictionary"), 1980
24. ↑  Christopher Barnard, 2003, Language, Ideology and Japanese History Textbooks, London & New York, Routledge Curzon, p.85.
25. ↑  Stille 2014, p. 23.
26. 1 2 3 4  Peattie & Evans, Kaigun
27. 1 2  Willmott, Barrier and the Javelin (Annapolis: Naval Institute Press, 1983).
28. 1 2  Stille 2014, p. 28.
29. 1 2 3  Boog et al (2006) "Germany and the Second World War: The Global War", p. 175
30. 1 2  Evans & Peattie 1997, p. 488.
31. ↑  Khan, David (1996). The Codebreakers, The Story of Secret Writing 2 ed. New York: Scribner. ISBN 0-684-83130-9
32. 1 2 3  Parillo, Mark P. Japanese Merchant Marine in World War II. (United States Naval Institute Press, 1993).
33. ↑  «Declaration of War with Japan». United States Congress. 8 de dezembro de 1941. Cópia arquivada em 26 de setembro de 2011
34. ↑  «Prime Minister's Declaration». UK Parliament. 8 de dezembro de 1941. Consultado em 24 de junho de 2015
35. ↑  «Canada Declares War on Japan». Inter-Allied Review. 15 de dezembro de 1941. Consultado em 8 de abril de 2015 – via Pearl Harbor History Associates, Inc.
36. ↑  «The Kingdom of the Netherlands Declares War with Japan». Inter-Allied Review. 15 de dezembro de 1941. Consultado em 3 de outubro de 2009 – via Pearl Harbor History Associates Inc.
37. ↑  «China's Declaration of War Against Japan, Germany and Italy». jewishvirtuallibrary.org. Contemporary China. 1 (15). 15 de dezembro de 1941. Consultado em 10 de setembro de 2010
38. ↑  «Australia Declares War on Japan». Inter-Allied Review. 15 de dezembro de 1941. Consultado em 3 de outubro de 2009 – via Pearl Harbor History Associates Inc.
39. ↑  Peattie 2007, pp. 168–169.
40. ↑  «Remembering 1942, The fall of Singapore, 15 February 1942». Awm.gov.au. Consultado em 25 de junho de 2017
41. ↑  Klemen, L (1999–2000). «The capture of Bali Island, February 1942». Forgotten Campaign: The Dutch East Indies Campaign 1941–1942
42. ↑  Klemen, L (1999–2000). «The Japanese Invasion of Dutch West Timor Island, February 1942». Forgotten Campaign: The Dutch East Indies Campaign 1941–1942
43. ↑  Peattie 2007, pp. 170–172.
44. ↑  Klemen, L (1999–2000). «The Java Sea Battle, February 1942». Forgotten Campaign: The Dutch East Indies Campaign 1941–1942
45. ↑  Klemen, L (1999–2000). «The conquest of Java Island, March 1942». Forgotten Campaign: The Dutch East Indies Campaign 1941–1942
46. ↑  Womack, Tom (1999–2000). «An Abandoned Army – The KNIL and The Japanese Invasion of Northern Dutch Sumatra». Dutch East Indies Campaign website
47. ↑  Peattie 2007, p. 172.
48. ↑  Hsu & Chang 1971, pp. 377
49. ↑  Hoyt, Edwin P. (1986). Japan's War. [S.l.]: Da Capo. pp. 262–263. ISBN 0-306-80348-8
50. 1 2 3  Blair, Silent Victory
51. ↑  «In office – John Curtin – Australia's PMs – Australia's Prime Ministers». Primeministers.naa.gov.au. Consultado em 20 de abril de 2013
52. ↑  «Remembering the war in New Guinea – Rabaul». Ajrp.awm.gov.au. Consultado em 25 de junho de 2017
53. ↑  «Remembering the war in New Guinea – Were the Japanese going to invade?». Ajrp.awm.gov.au. 19 de fevereiro de 1942. Consultado em 25 de junho de 2017
54. ↑  «Midget Submarines history at». Home.st.net.au. Consultado em 29 de abril de 2010
55. ↑  Jansen 2002, p. 648.
56. ↑  Wilmott, Barrier and the Javelin
57. ↑  Evans & Peattie 1997, p. 489.
58. ↑  Parshall & Tully 2005, p. 33.
59. ↑  Parshall & Tully 2005, p. 19-38.
60. ↑  «Battle of Midway-Scouting and Early Attacks from Midway, 3–4 June 1942». History.navy.mil. Consultado em 31 de outubro de 2010
61. ↑  Stille, Mark (2007). USN Carriers vs IJN Carriers: The Pacific 1942. New York: Osprey. ISBN 978-1-84603-248-6
62. ↑  Vader, John (1971). New Guinea: The Tide Is Stemmed. New York: Ballantine Books. ISBN 978-0-3450-2223-3
63. ↑  Stille 2014, p. 38.
64. ↑  Garrett, James R. «James R. "Rube" Garrett A Marine Diary: My Experiences on Guadalcanal». An Eyewitness Account of the Battle of Guadalcanal. Arquivado do original em 11 de fevereiro de 2007
65. ↑  Mayo, Lida (1974). Bloody Buna. New York: Doubleday and Company, Inc. ISBN 978-0-385-06268-8
66. ↑  Shaw, Henry I.; Douglas T. Kane (1963). «Volume II: Isolation of Rabaul». History of U.S. Marine Corps Operations in World War II. Consultado em 18 de outubro de 2006
67. ↑  Davis, Jon. «What are some amazing strategies which were used in World War 2 and World War 1?». Quora. Jon Davis. Consultado em 25 de junho de 2017
68. ↑  Ch'i 1992, p. 158
69. ↑  Schoppa, R. Keith (2011). In a Sea of Bitterness, Refugees during the Sino-Japanese War. [S.l.]: Harvard University Press. 28 páginas. ISBN 9780674059887
70. ↑  Yuki Tanaka, Hidden Horrors, Westviewpres, 1996, p.138
71. ↑  Chevrier & Chomiczewski & Garrigue 2004, p.19.
72. ↑  «Croddy & Wirtz 2005» p. 171.
73. 1 2  «Chinese Victory: Changteh is Lost and Won in Battle Called Most Decisive in Three Years». LIFE: 45. 21 de fevereiro de 1944
74. ↑  Philip J. Jaffe (1943). Amerasia, Volume 7. [S.l.]: Amerasia, inc.
75. ↑  Agar, Jon Science in the 20th Century and Beyond, p.281
76. ↑  Allen, Louis (1984). Burma: The longest War. [S.l.]: Dent Publishing. pp. 112–116. ISBN 0-460-02474-4
77. ↑  Baruah, Sri Surendra. The Stilwell Road a historical review Arquivado em 13 de outubro de  2008, no Wayback Machine..
78. ↑  Heiferman, Ronald Ian (2011). The Cairo Conference of 1943: Roosevelt, Churchill, Chiang Kai-shek and Madame Chiang. Jefferson, CN: McFarland & Company
79. ↑  Evans & Peattie 1997, p. 491.
80. ↑  «Thousand Yard Stares: Ruins and Ghosts of the Battle of Peleiu». The Wired Jester. Consultado em 29 de junho de 2017
81. ↑  Robert B. Edgerton (1997). Warriors of the Rising Sun: A History of the Japanese Military. [S.l.]: Norton. pp. 167–. ISBN 978-0-393-04085-2
82. ↑  Theodore Roscoe, United States Submarine Operations in World War II (US Naval Institute Press, 1949).
83. ↑  Prange et al. Pearl Harbor Papers
84. 1 2  Roscoe, Theodore. Pig Boats (Bantam Books, 1958); Blair, Silent Victory, pp.991–2.
85. ↑  Larry Kimmett e Margaret Regis, U.S. Submarines in World War II
86. 1 2  TIME (23 de fevereiro de 1942). «World Battlefronts: Dutchman's Chance». Time
87. ↑  David Stevens. Japanese submarine operations against Australia 1942–1944. Acessado em 26 de junho de 2017.
88. ↑  Carl Boyd, "The Japanese Submarine Force and the Legacy of Strategic and Operational Doctrine Developed Between the World Wars", em Larry Addington ed. Selected Papers from the Citadel Conference on War and Diplomacy: 1978 (Charleston, 1979) 27–40; Clark G. Reynolds, Command of the Sea: The History and Strategy of Maritime Empires (1974) 512.
89. ↑  Farago, Ladislas. Broken Seal.
90. ↑  Blair, Silent Victory, pp.359–60, 551–2, & 816.
91. ↑  RD Designs (7 de dezembro de 1941). «Sinkings By Boat». Pigboats.com. Consultado em 31 de outubro de 2010
92. ↑  «Japanese Naval and Merchant Vessels Sunk During World War II By All U.S. Submarines». Valoratsea.com. Consultado em 26 de junho de 2017. Arquivado do original em 15 de setembro de 2012
93. ↑  Roscoe, op. cit.
94. ↑  The Joint Army-Navy Assessment Committee (Fevereiro de 1947),  Transcribed and formatted for HTML by Larry Jewell & Patrick Clancey, ed., Japanese Naval and Merchant Shipping Losses During World War II by All Causes NAVEXOS P-468, Hyperwar project ed. Patrick Clancey
95. ↑  «Operation Ichi-Go». Consultado em 6 de dezembro de 2015. Arquivado do original em 17 de novembro de 2015
96. 1 2  Davison, John The Pacific War: Day By Day, pg. 37, 106
97. ↑  新聞記者が語りつぐ戦争 16 中国慰霊 読売新聞社 (1983/2) P187
98. ↑  «China at War: An Encyclopedia» Ed. Li Xiaobing. United States of America: ABC-CLIO. 2012. ISBN 978-1-59884-415-3. Página acessada em 21 de maio de 2012. p.163.
99. 1 2 3  Allen, Louis (1984). Burma: The longest War. [S.l.]: Dent Publishing. ISBN 0-460-02474-4
100. ↑  Bond, Tachikawa p. 122
101. ↑  Stevens, p. 70.
102. 1 2  Denfeld, D. Col (1997). Hold the Marianas: The Japanese Defense of the Mariana Islands. [S.l.]: White Mane Pub. ISBN 1-57249-014-4
103. ↑  Morison, S. E. U.S. Navy in World War Two.
104. ↑  Blair, Clay, Jr. Silent Victory (New York: Bantam, 1976).
105. ↑  Peattie 2007, p. 188-189.
106. ↑  Chapin, Captain John C. (1994). The Battle for Saipan. Washington D.C.: United States Marine Corps Historical Division. PCN 19000312300. Consultado em 27 de junho de 2017. Cópia arquivada em 11 de dezembro de 2008
107. 1 2 3  Cutler, Thomas (1994). The Battle of Leyte Gulf: 23–26 October 1944. Annapolis, Maryland, U.S.: Naval Institute Press. ISBN 1-55750-243-9
108. ↑  Hackett, Bob; Kingsepp, Sander (2012). «IJN Battleship Musashi: Tabular Record of Movement». Combinedfleet.com. Consultado em 17 de abril de 2013
109. ↑  Bernstein, Marc D. (Outubro de 2009). «Hell Broke Loose at Leyte Gulf». United States naval Institute
110. ↑  Evans & Peattie 1997, p. 490.
111. 1 2  Cox, Robert Jon (2010). The Battle Off Samar: Taffy III at Leyte Gulf (5th Edition). [S.l.]: Agogeebic Press, LLC. ISBN 0-9822390-4-1
112. ↑  L, Klemen (1999–2000). «Rear-Admiral Takeo Kurita». Forgotten Campaign: The Dutch East Indies Campaign 1941–1942
113. ↑  Evans & Peattie 1997, p. 492.
114. ↑  Morison, Samuel Eliot (1958). Leyte: June 1944 – Jan 1945, vol. 12 de History of United States Naval Operations in World War II. [S.l.]: Little, Brown and Company. ISBN 0-316-58317-0
115. 1 2  Mellnik, Stephen Michael (1981). Philippine War Diary, 1939–1945. [S.l.]: Van Nostrand Reinhold. ISBN 0-442-21258-5
116. 1 2 3  "Creating military power: the sources of military effectiveness". Risa Brooks, Elizabeth A. Stanley (2007). Stanford University Press. p.41. ISBN 0-8047-5399-7
117. ↑  Powers, D. (2011): Japan: No Surrender in World War Two BBC History (17 de fevereiro de 2011).
118. ↑  «Chapter IX: The Mindoro and Luzon Operations». Reports of General MacArthur: The Campaigns of MacArthur in the Pacific: Volume I. Library of Congress: Department of the Army. pp. 242–294. Consultado em 27 de junho de 2017
119. ↑  «Volcano and Ryukyu Islands campaign, 1945». Battlefieldhistorian.com. Consultado em 27 de junho de 2017
120. ↑  Kirby, Lawrence F. (1995). Stories From The Pacific: The Island War 1942–1945. Manchester, Mass.: The Masconomo Press. ISBN 0-9645103-1-6. OCLC 32971472
121. ↑  «"The Battle for Iwo Jima"» (PDF) Página acessada em 27 de junho de 2017.
122. 1 2  Hammel, Eric (2006). Iwo Jima: Portrait of a Battle: United States Marines at War in the Pacific. St. Paul, Minn.: Zenith Press. ISBN 0-7603-2520-0. OCLC 69104268
123. ↑  Allen, Robert E. (2004). The First Battalion of the 28th Marines on Iwo Jima: A Day-by-Day History from Personal Accounts and Official Reports, with Complete Muster Rolls. Jefferson, N.C.: McFarland & Company. ISBN 0-7864-0560-0. OCLC 41157682
124. ↑  Burrell, Robert S. (2006). The Ghosts of Iwo Jima. College Station: Texas A&M University Press. ISBN 1-58544-483-9. OCLC 61499920
125. ↑  Robert S. Burrell, "Breaking the Cycle of Iwo Jima Mythology: A Strategic Study of Operation Detachment," Journal of Military History Volume 68, Nº 4, outubro de 2004, pp. 1143–1186 in Project MUSE
126. 1 2 3  Latimer, Jon (2004). Burma: The Forgotten War. London: John Murray. ISBN 978-0-7195-6576-2
127. ↑  Webster, Donovan (2003). The Burma Road: The Epic Story of the China-Burma-India Theater in World War II. New York: Farrar, Straus and Giroux. ISBN 978-0-374-11740-5
128. ↑  Hsu & Chang 1971, pp. 457
129. ↑  Madej, Victor (1981). Japanese Armed Forces Order of Battle, 1937-1945. [S.l.]: Game Publishing Company. ASIN: B000L4CYWW
130. ↑  Slim, William (1956). Defeat into Victory. [S.l.]: Cassell. pp. 468–469. ISBN 0-552-08757-2
131. 1 2 3  "Japanese prisoners of war". Philip Towle, Margaret Kosuge, Yōichi Kibata (2000). Continuum International Publishing Group. pp.47–48. ISBN 1-85285-192-9.
132. 1 2  «"Borneo Campaign (11 Apr 1945 - 15 Aug 1945)"» Página acessada em 29 de junho de 2017.
133. ↑  Grey, Jeffrey (1999). A Military History of Australia. Cambridge: Cambridge University Press. ISBN 0-521-64483-6. Páginas 184–186.
134. 1 2  Wilson, Dick. When Tigers Fight. New York, NY: The Viking Press, 1982. pp. 248
135. 1 2  Hsu & Chang 1971, pp. 452–457.
136. ↑  "National Revolutionary Army Order of Battle for the Battle of West Hunan". China Whampoa Academy Net. 11 de setembro de 2007 .
137. ↑  «The United States Navy assembled an unprecedented armada in March and April 1945». Militaryhistoryonline.com. Consultado em 6 de maio de 2012
138. ↑  Jackson, Ashley (2006). The British Empire and the Second World War. London: Hambledon Continuum. ISBN 1-85285-417-0. OCLC 62089366
139. ↑  Hara, Tameichi (1961). «The Last Sortie». Japanese Destroyer Captain. New York & Toronto: Ballantine Books. ISBN 0-345-27894-1
140. ↑  Joseph H. Alexander, The final campaign: Marines in the victory on Okinawa (1996) short official history online
141. ↑  Hiromichi Yahara, The Battle For Okinawa (1997), perspectiva japonesa.
142. ↑  «The American invasion of Okinawa was the largest amphibious invasion of all time». Historynet.com. Consultado em 28 de junho de 2017. Arquivado do original em 28 de março de 2008
143. ↑  «"Preparations for Invasion of Japan (14 Jul 1945 - 9 Aug 1945)"» Página acessada em 29 de junho de 2017.
144. ↑  Skates, James. Invasion of Japan.
145. ↑  «Potsdam Declaration: Proclamation Defining Terms for Japanese Surrender Issued, at Potsdam, July 26, 1945». National Science Digital Library. Consultado em 28 de junho de 2017
146. ↑  «PBS: Statement By The President». Consultado em 15 de agosto de 2015
147. 1 2  Professor Duncan Anderson, 2005,"Nuclear Power: The End of the War Against Japan" (World War Two, BBC History website). Página acessada em 28 de junho de 2017.
148. ↑  Alperowitz, G., The Decision to Use the Atomic Bomb (1995; New York, Knopf; ISBN 0-679-44331-2)
149. ↑  Frank, Richard B. (2007).  Tsuyoshi Hasegawa, ed. The End of the Pacific War: Reappraisals. [S.l.]: Stanford University Press. p. 89. ISBN 978-0-8047-5427-9
150. ↑  Battlefield S4/E3  – The Battle of Manchuria – The Forgotten Victory. YouTube (Notas de mídia). 10 de outubro de 2012. Consultado em 1 de dezembro de 2015
151. ↑  Raymond L. Garthoff. The Soviet Manchurian Campaign, August 1945. Military Affairs, Vol. 33, No. 2 (Outubro de 1969), pp. 312–336
152. ↑  Toland, John (2003). The Rising Sun: the Decline and Fall of the Japanese Empire. New York: Random House. p. 806. ISBN 0-8129-6858-1
153. ↑  Butow, Robert J. C. (1954). Japan's Decision to Surrender. Califórnia: Stanford University Press. ISBN 978-0-8047-0460-1
154. ↑  Sadao Asada. "The Shock of the Atomic Bomb and Japan's Decision to Surrender: A Reconsideration". The Pacific Historical Review, Vol. 67, No. 4 (Nov. 1998), pp. 477–512.
155. ↑  Patrick Clancey. «The Voice of the Crane: The Imperial Rescript of 15Aug45». ibiblio. University of North Carolina at Chapel Hill. Consultado em 27 de setembro de 2012
156. ↑  «Chronology of Japanese Holdouts». Wanpela.com. Consultado em 28 de junho de 2017
157. ↑  Dower, John (1999). Embracing Defeat: Japan in the Wake of World War II. [S.l.]: W.W. Norton. ISBN 978-0-393-04686-1
158. ↑  Dower, John W. (1993), Japan in War and Peace, ISBN 1-56584-067-4, New York: The New Press ou ISBN 1-56584-279-0
159. ↑  Schaller, Michael. The American Occupation of Japan: the Origins of the Cold War in Asia. New York, Oxford University Press, 1985. ISBN 0195036263 OCLC 11971554
160. ↑  Yuma Totani (1 de abril de 2009). The Tokyo War Crimes Trial: The Pursuit of Justice in the Wake of World War II. [S.l.]: Harvard University Asia Center. p. 57
161. ↑  Stephen C. McCaffrey (22 de setembro de 2004). Understanding International Law. [S.l.]: AuthorHouse. pp. 210–229
162. ↑  «Rummel, R.J. '''Statistics of Democide: Genocide and Mass Murder since 1900''' Chapter 3. LIT Verlag Münster-Hamburg-Berlin-Wien-London-Zürich (1999)». Hawaii.edu. Consultado em 31 de outubro de 2010
163. ↑  «BBC – History – World Wars: Nuclear Power: The End of the War Against Japan». bbc.co.uk. Consultado em 1 de dezembro de 2015
164. ↑  «Remember role in ending fascist war». Consultado em 26 de junho de 2017
165. ↑  Christopher Hudson (2 de março de 2007). «Doctors of Depravity». Daily Mail
166. ↑  Chapel, Joseph (2004). «Denial of the Holocaust and the Rape of Nanking»
167. ↑  U.S. Prisoners of War and Civilian American Citizens Captured and Interned by Japan in World War II: The Issue of Compensation by Japan
168. ↑  de Brouwer, Anne-Marie (2005). Supranational Criminal Prosecution of Sexual Violence. [S.l.]: Intersentia. p. 8. ISBN 90-5095-533-9
169. ↑  "«No government coercion in war's sex slavery: Abe». The Japan Times. 2 de março de 2007. Arquivado do original em 1 de setembro de 2007
170. ↑  Himeta, Mitsuyoshi (姫田光義) (日本軍による『三光政策・三光作戦をめぐって』) (Concerning the Three Alls Strategy/Three Alls Policy By the Japanese Forces), Iwanami Bukkuretto, 1996, Bix, Hirohito and the Making of Modern Japan, 2000.
171. ↑  "Simon Harrison, Dark Trophies: hunting and the enemy body in modern war", Berghahn Booksl, 2012
172. ↑  Dennis et al. 2008, pp. 576–577.
173. ↑  McGibbon 2000, pp. 580–581.